# Prieuré de Saint-Macaire
Le prieuré de Saint-Macaire qui consiste en l'église Saint-Sauveur et les vestiges des bâtiments conventuels est situé dans le département de la Gironde, dans la commune de Saint-Macaire, en France. L'église est inscrite à l'Inventaire général du patrimoine culturel.

## Localisation
Le prieuré se trouve au cœur de la ville ancienne de Saint-Macaire, qui est construite en demi-cercle autour de l'église. Il fait partie, avec les abbayes de La Sauve-Majeure, de Blasimon et de Saint-Ferme, des quatre monastères historiques de l'Entre-deux-Mers. Il se distingue des autres par les peintures murales de son transept et de l'abside.

## Historique du prieuré
L'histoire du prieuré contient beaucoup de lacunes. Il est certain que le prieuré d'origine a supplanté une villa gallo-romaine du nom de Ligena. La vie du fondateur du prieuré, Makarios ou Macaire, est peu documentée. L'hagiographie bollandiste lui a tissé une vie de légende. On le fait mourir vers 430 à Ligena et, comme le seul indice était l'origine orientale de Makarios, le petit monastère qu'il fonda était forcément assujetti à l'une des règles orientales qui avaient cours en Gaule à son époque: celle  de Basile ou de Pacôme.
Les moines érigèrent l'ensemble monastique sur une plate-forme calcaire, formant une acropole en surplomb sur la Garonne qui, en ce temps-là, coulait au pied de la falaise.

Vue de l'ensemble du prieuré depuis les remparts
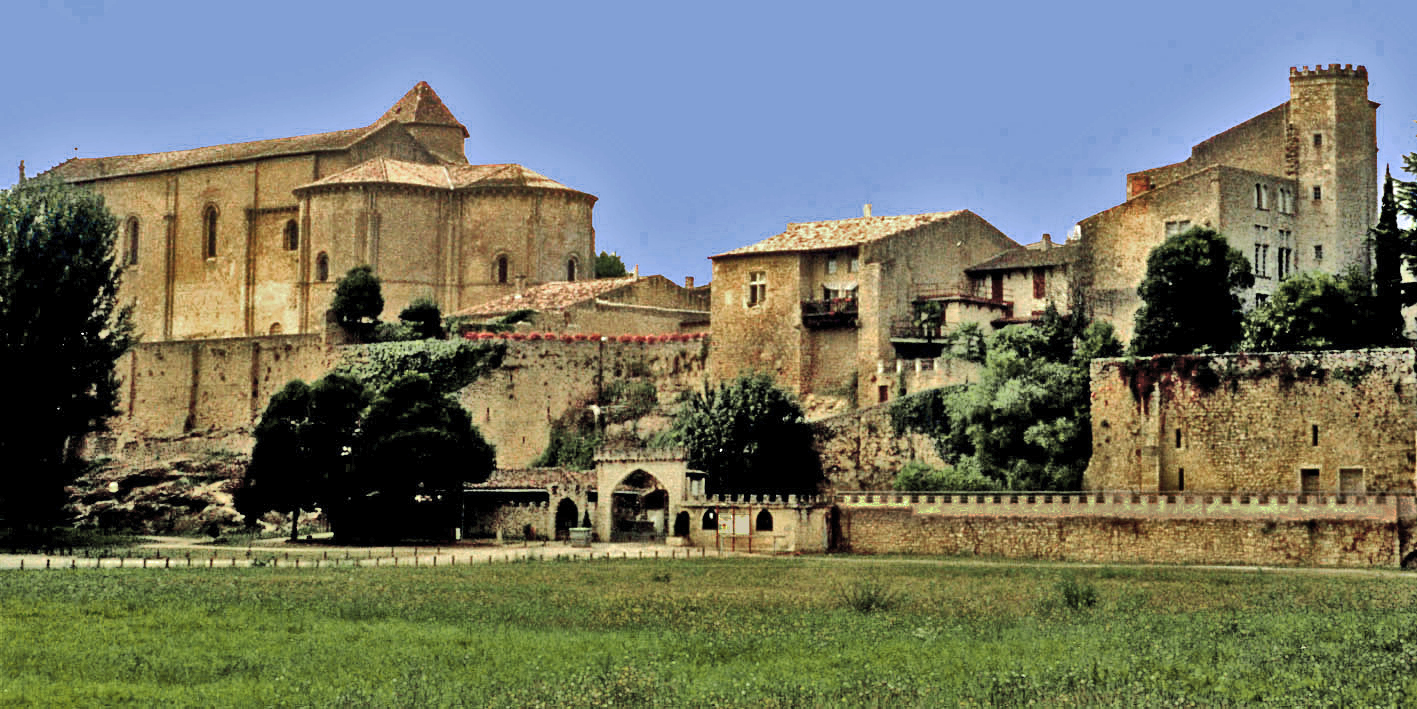
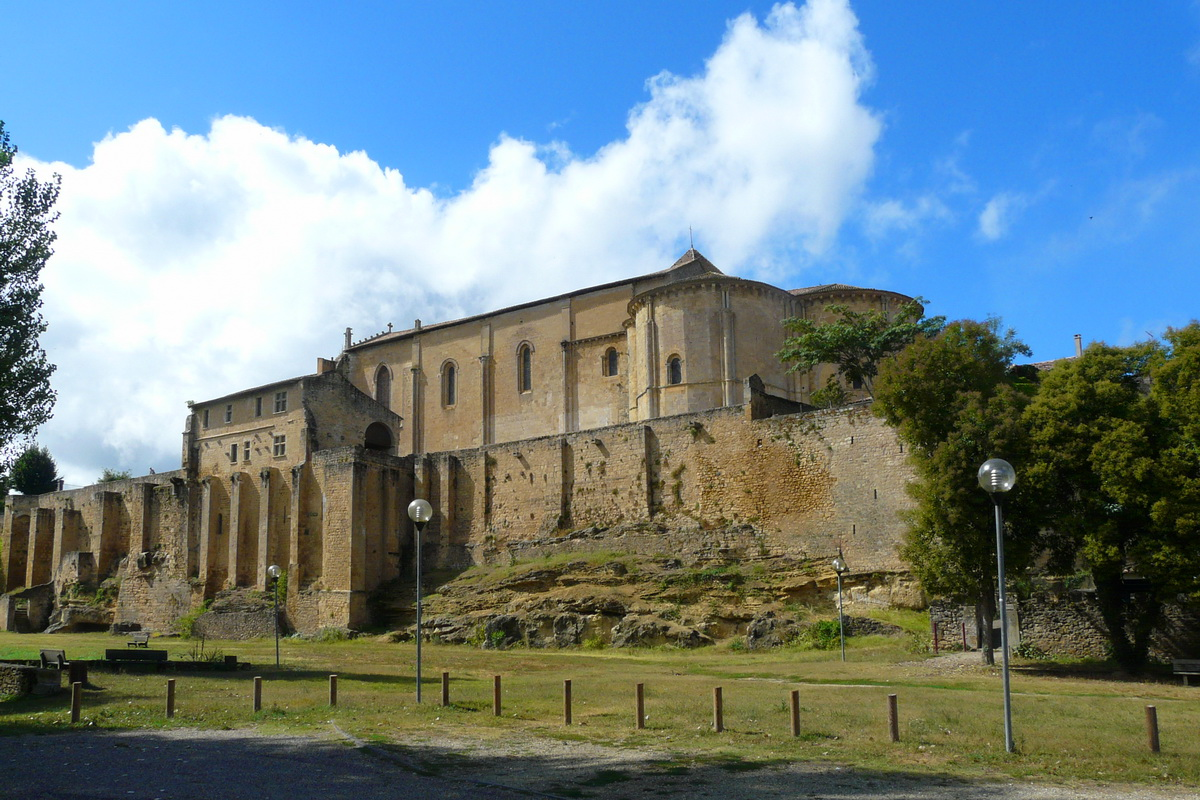
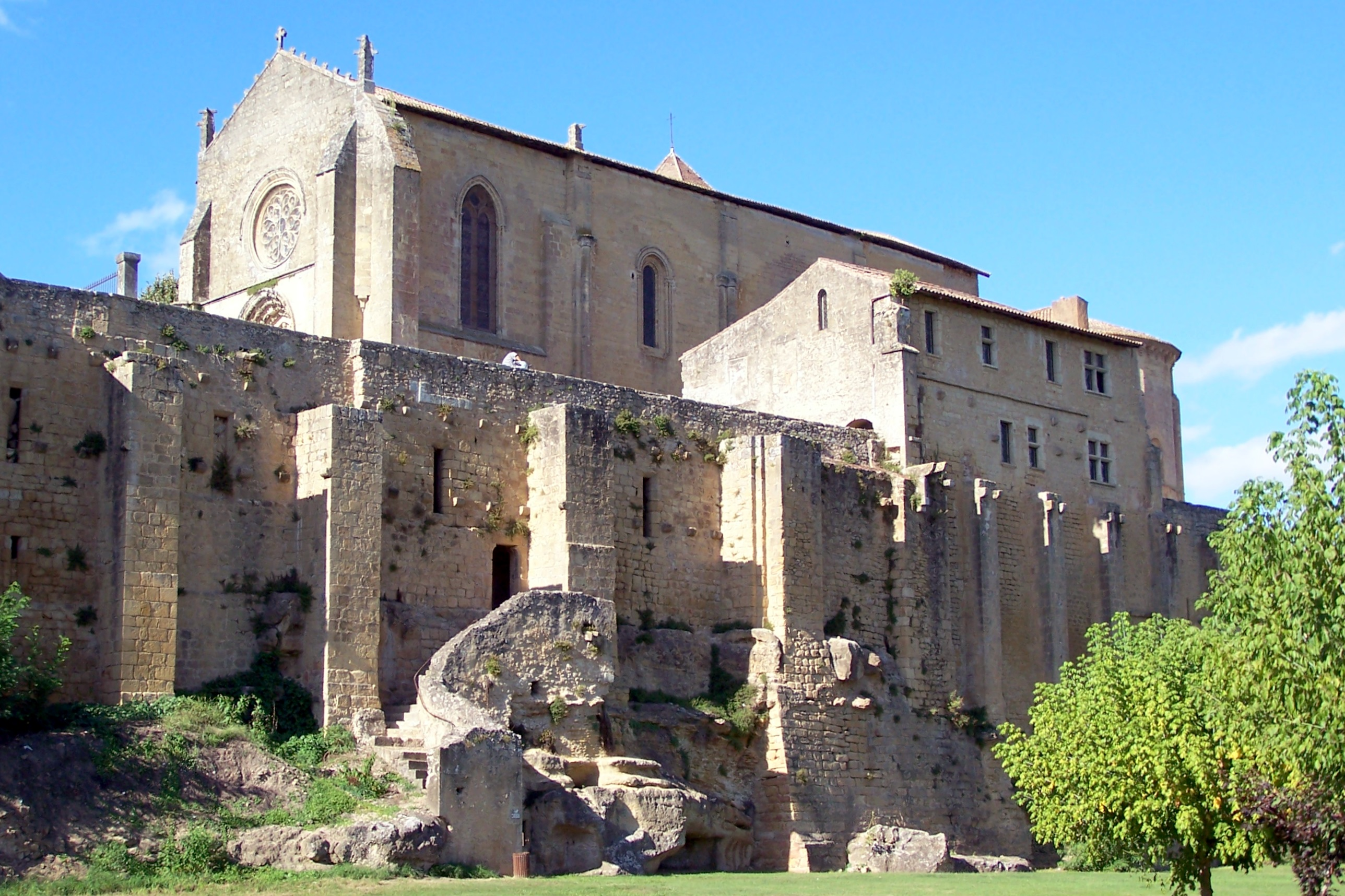
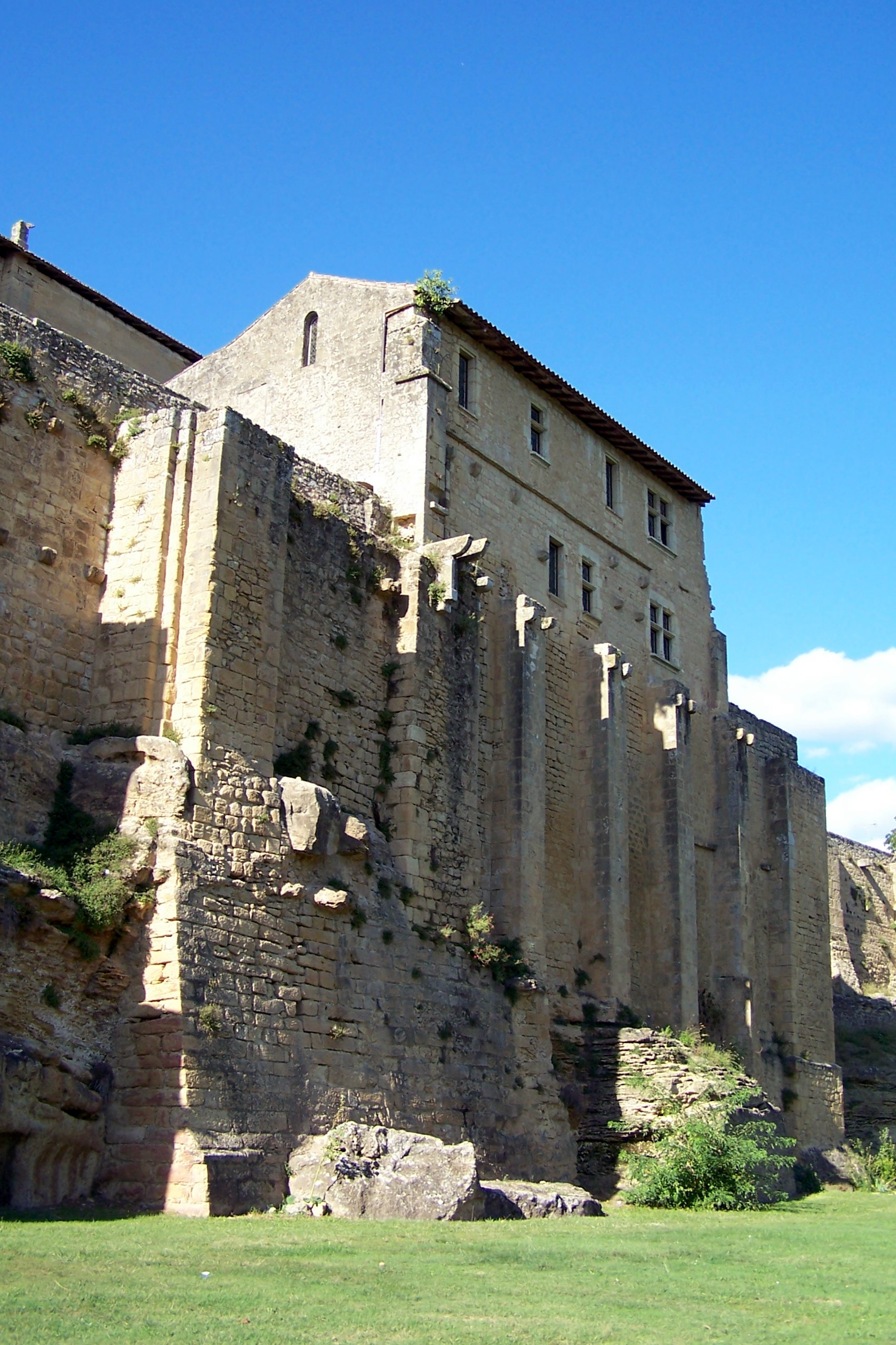

Il y a également beaucoup de flou autour des circonstances qui ont précédé la construction du prieuré actuel. L'église primitive, la chapelle Saint-Laurent, où avait été inhumé le corps de saint Macaire, était un lieu où affluaient de nombreux pèlerins. Elle fut remplacée par un nouvel édifice, consacré en 1038.
Durant plus d'un siècle, le chapitre de Saint-Macaire avait dû repousser les revendications de l'abbaye Sainte-Croix de Bordeaux. D'après les historiens, les deux actes de donation du prieuré Macarien à l'abbaye de Sainte-Croix, de 1027 et de 1043, sont des interpolations grossières, des faux rédigés pour la circonstance. En 1027, les moines de Bordeaux réussirent à dépouiller les moines macariens des reliques du fondateur. La visite du pape Urbain II à Bordeaux cristallisa les revendications et Guillaume IX, duc d'Aquitaine, vint détruire le couvent et mettre la ville à sac en 1096. Ce désastre ne régla pas le différend mais il força les moines séditieux à rebâtir, dans le pur style roman, l'église du prieuré que nous voyons aujourd'hui. Les Macariens refusèrent encore toute obédience à l'abbaye de Sainte-Croix jusqu'en 1166.
| - Plan de l'église et du monastère réalisé par les Jésuites (1615) |

La nouvelle église était dédiée au saint Sauveur et l'autel affecté au service de la paroisse à saint Martin (une charte du 20 octobre 1420 mentionne l'autar parropianal de Sent-Martin instituit en la gleysa de Sent-Machari).
De 1579 à 1781, le prieuré fut occupé par les Jésuites.
Des doléances du syndic de Sainte-Croix signalent, en 1583, l'état de la voûte de l'église, « qui tombe et est toute ruynée ». En 1619, il fut question de surélever le clocher ; en 1765, à la suite d'une visite, l'archevêque ordonna de recrépir les murs et d'en arracher le lierre. L'autel paroissial était, en 1726, « au milieu d'un des cotez de lad. église prieurale ». On coupa l'église en deux dans le sens de la longueur, par un mur élevé entre la troisième et la quatrième travée et l'autel de la paroisse fut adossé à ce mur. Après l'expulsion des Jésuites, en 1781, le curé fit renverser le mur, dresser l'autel de saint Martin contre une paroi de la nef et transférer au maître-autel le service paroissial.
En 1811, la toiture était en très mauvais état et le curé écrivit à Monseigneur d'Aviau qu'on n'avait pas trouvé moins de trente barriques d'eau sur les voûtes.
L'église fut la première dont s'occupa la Commission départementale des Monuments historiques : dès 1839 et 1840, elle signala l'urgence qu'il y avait à refaire la charpente, qui pesait par endroits sur les voûtes, et à mettre les voûtes elles-mêmes en état. Le projet fut exécuté en 1841 ; de plus, le porche établi en avant de la façade ouest fut supprimé et la démolition des bâtiments conventuels du prieuré dégagea l'église sur sa face sud.
Lors d'une restauration au XXe siècle on a pu dégager la galerie méridionale du cloître. Les colonnes jumelées ne sont pas historiées et le petit réfectoire attenant est aniconique. Mais, un fragment de peinture murale, décrit ci-dessous, y est exposé.

Vestiges du cloître
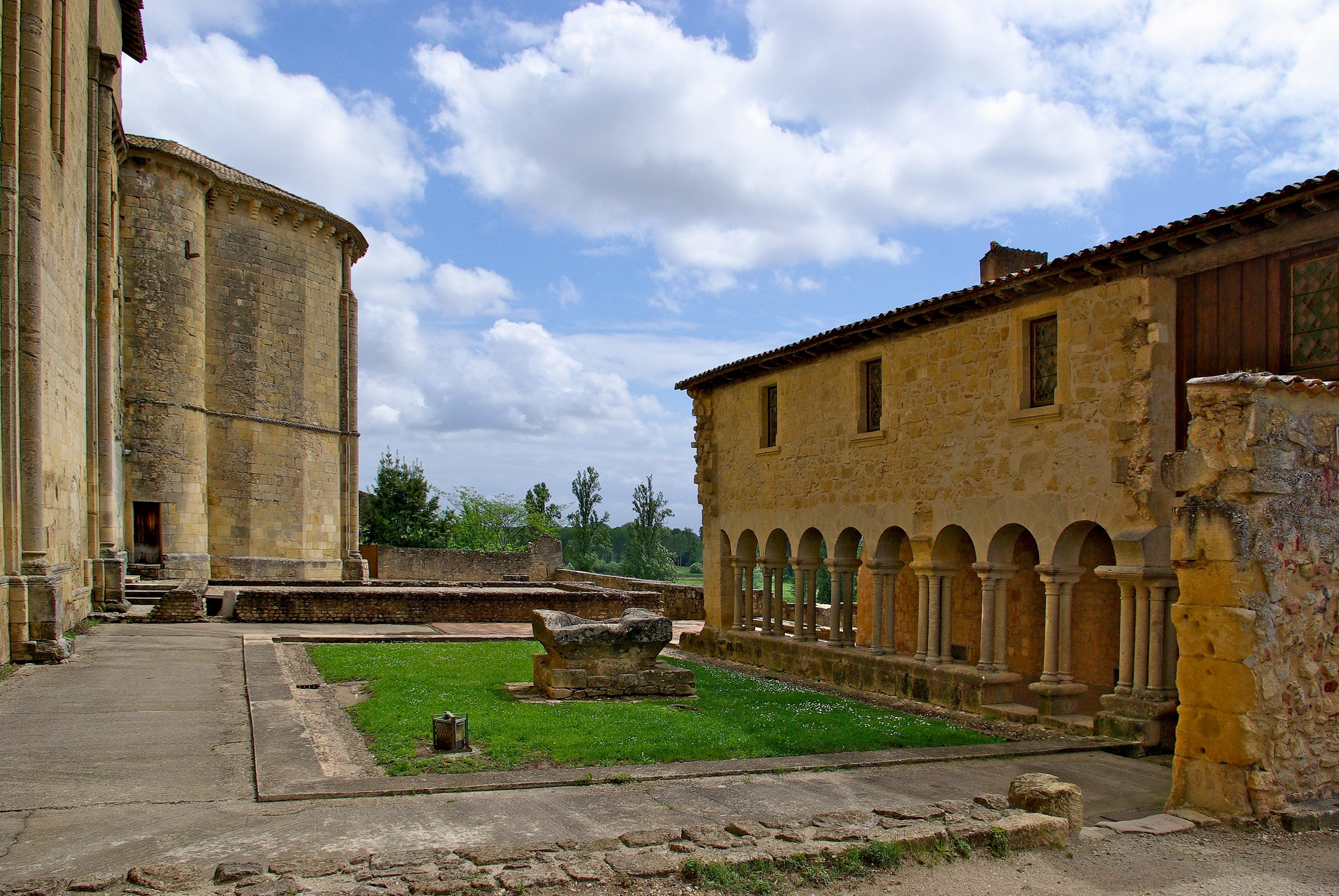
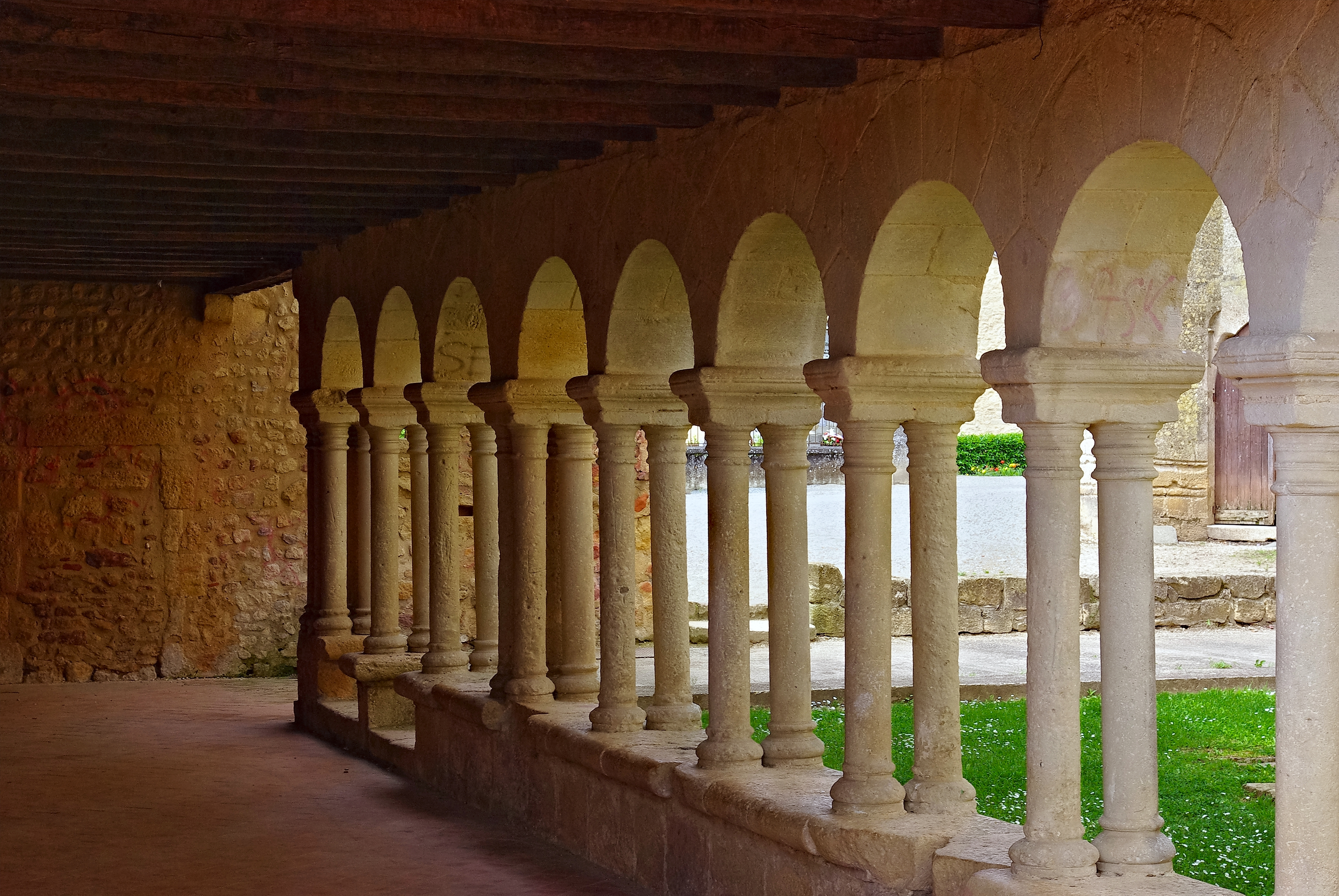
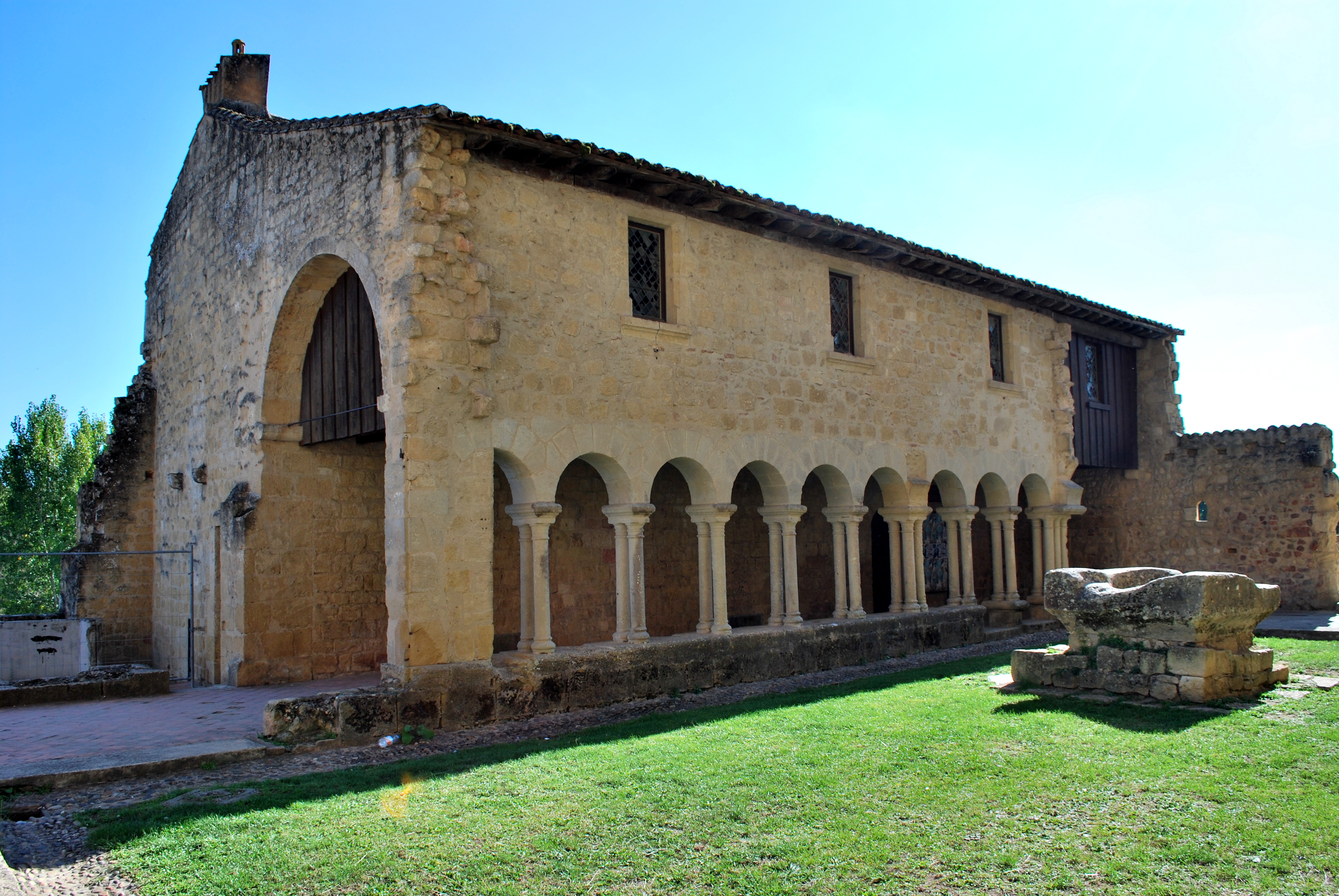

|  |

En revanche, des  fouilles archéologiques sous la partie orientale du cloître, ont révélé, sur les murs de l'église préromane (détruite en 1098), des peintures murales du Xe ou XIe siècle. Elles représentent, sur un enduit peint, un décor de rideaux suspendus par des anneaux à une frise végétale de rinceaux, feuillages, fleurettes et ailes d'oiseaux, formant socle, pour un registre supérieur contenant probablement des personnages.
Ces vestiges sont conservés au premier étage du réfectoire.
|  |

Une pierre sculptée a été retrouvée dans les fondations de la salle capitulaire lors de fouilles. Cette représentation, parfois décrite comme « un agneau tirant la langue » est un animal avec des pattes griffues et une queue de lion et dans sa bouche un objet cylindrique, s’apparente par son gabarit à une métope. Elle se rattache par son traitement à l’art préroman et peut-être, pré-chrétien. Cette sculpture est sans doute l’un des plus anciens témoins de la fondation de Saint-Macaire, avant la création du château-fort par le duc d’Aquitaine et avant la fondation connue du prieuré.
La pierre est conservée à la mairie de Saint-Macaire, une copie en bronze a été incrustée dans la terrasse devant le 18 rue Carnot.
 L'église Saint-Sauveur est classée en totalité au titre des monuments historiques par la liste de 1840.
 Le cloître du prieuré est inscrit en totalité au titre des monuments historiques par arrêté du 21 décembre 1925.

## Description de l'église

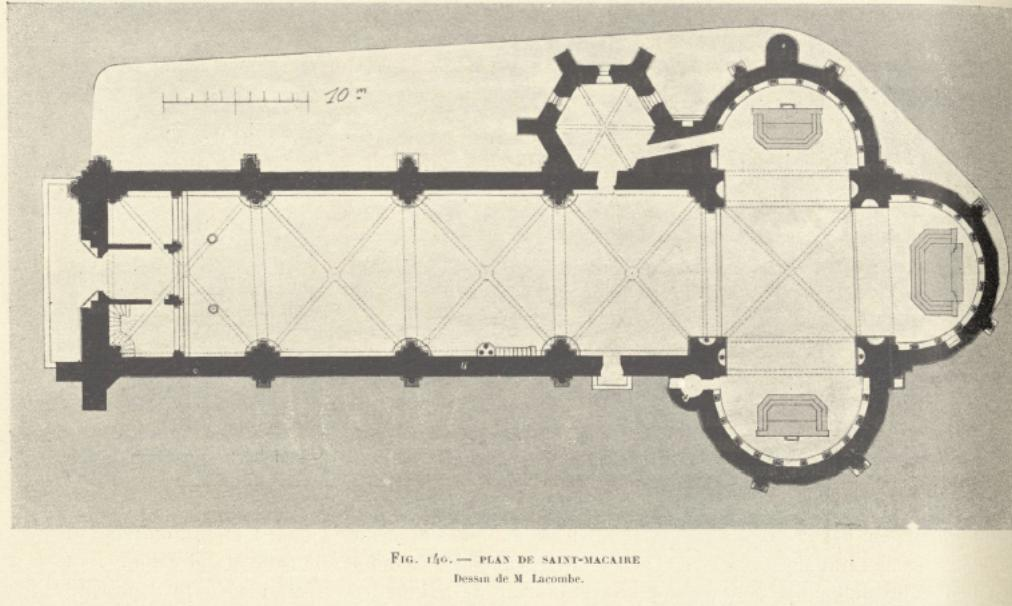
Plan de l'église (Brutails)

Le plan de l'édifice est en forme de croix latine. Le chœur, sans déambulatoire, se compose de trois absides romanes polygonales, voûtées en cul-de-four et disposées en trèfle, du XIe ou du XIIe siècle.
Le carré du transept marque une transition : les trois piles nord-est, sud-est et sud-ouest sont de type roman, tandis que la pile nord-ouest est un groupe de pilastres dont les angles sont arrondis et au milieu desquels ressort une colonne engagée, comme les autres supports de la nef. La voûte du carré est gothique.
La nef comprend quatre travées, dont une du XIIe siècle et trois du XIIIe siècle. Les nervures des voûtes de la nef reposent chacune sur cinq colonnes accouplées surmontées de chapiteaux ornés simplement, dans la première travée, d'un cordon de billettes avec corbeilles épannelées de feuilles à crochet.
Les murs extérieurs des trois absides forment, pour chacune, onze pans coupés, simplement décorés à mi-hauteur d'un cordon de billettes. Ces murs sont soutenus par quatre contreforts plats renforcés d'une colonne engagée. Le contrefort se transforme en deux colonnettes couronnées de chapiteaux qui arrivent au niveau d'une série de modillons soutenant une corniche ourlée de billettes. La tranche de chacun de ces modillons est chargée de quatre tores et sur les métopes qui les séparent sont sculptées des roues non cerclées.
| - Le chrisme originel |

| - Le chrisme (copie) |

Le contrefort le plus septentrional de l'abside nord comprend une base cylindrique élevée d'où part un contrefort plat sur lequel sont engagées cinq colonnes s'achevant par des sculptures historiées décrites ci-dessous.
Contre le flanc nord de la dernière travée orientale de la nef, s'élève un clocher hexagonal du XVe siècle, aux angles renforcés de contreforts à ressauts et percé d'ouvertures de formes et d'emplacements variés. Au premier étage de cette tour, se trouve une salle qui renfermait un autel dédié à saint Michel, comme tous les lieux de culte un peu élevés.
Également sur le mur nord, au-dessus d'une porte en plein cintre aujourd'hui murée, se trouvait un chrisme. Il s’agit d’une copie qui a été remise en place sur le gouttereau : l’original est déposé dans l’église près du monument aux morts de la Grande Guerre.
Sur cette pierre sont gravés : le monogramme du Christ composé des lettres X (chi) et P (rho), qui sont les deux premières lettres du nom du Christ, Χριστός en grec ; l'Alpha et Oméga, qui symbolisent le début et la fin de tout. Autour de ces emblèmes, une inscription en latin et en grec, rappelant que l'an 1038 fut consacrée l'église en l'honneur de Notre-Seigneur.
Cette pierre de consécration provient très probablement de la première église du prieuré des bénédictins, détruite en 1096.
La façade ouest a été reprise à plusieurs fois : l'angle nord, avec ses colonnes groupées, est roman mais les chapiteaux, d'ailleurs refaits, sont gothiques ; la porte est du XIIIe siècle ; le fronton, la rose et le contrefort d'angle au sud sont du XIVe siècle ; le portail, décrit en détail ci-dessous, est manifestement apparenté au portail méridional de              Saint-Seurin.
En 1563, la voûte tombait en ruine.
L'église dut subir les aléas de la guerre de Cent Ans et de la Fronde.
À partir de 1825, une vaste entreprise de restauration est lancée pour sauver l'église. En plus de la restauration, au-dessus du porche d'entrée, une tribune est construite. La clef de voûte, déposée en 1878 au narthex lie le destin de la municipalité et l’ancienne église du prieuré des bénédictins par l'inscription latine et la représentation des armoiries communales. Le blason de la ville de Saint-Macaire représente le saint Makarios, ermite disciple de saint Martin, avec la couronne rappelant le titre de ville royale concédé par le roi d’Angleterre, duc d’Aquitaine.

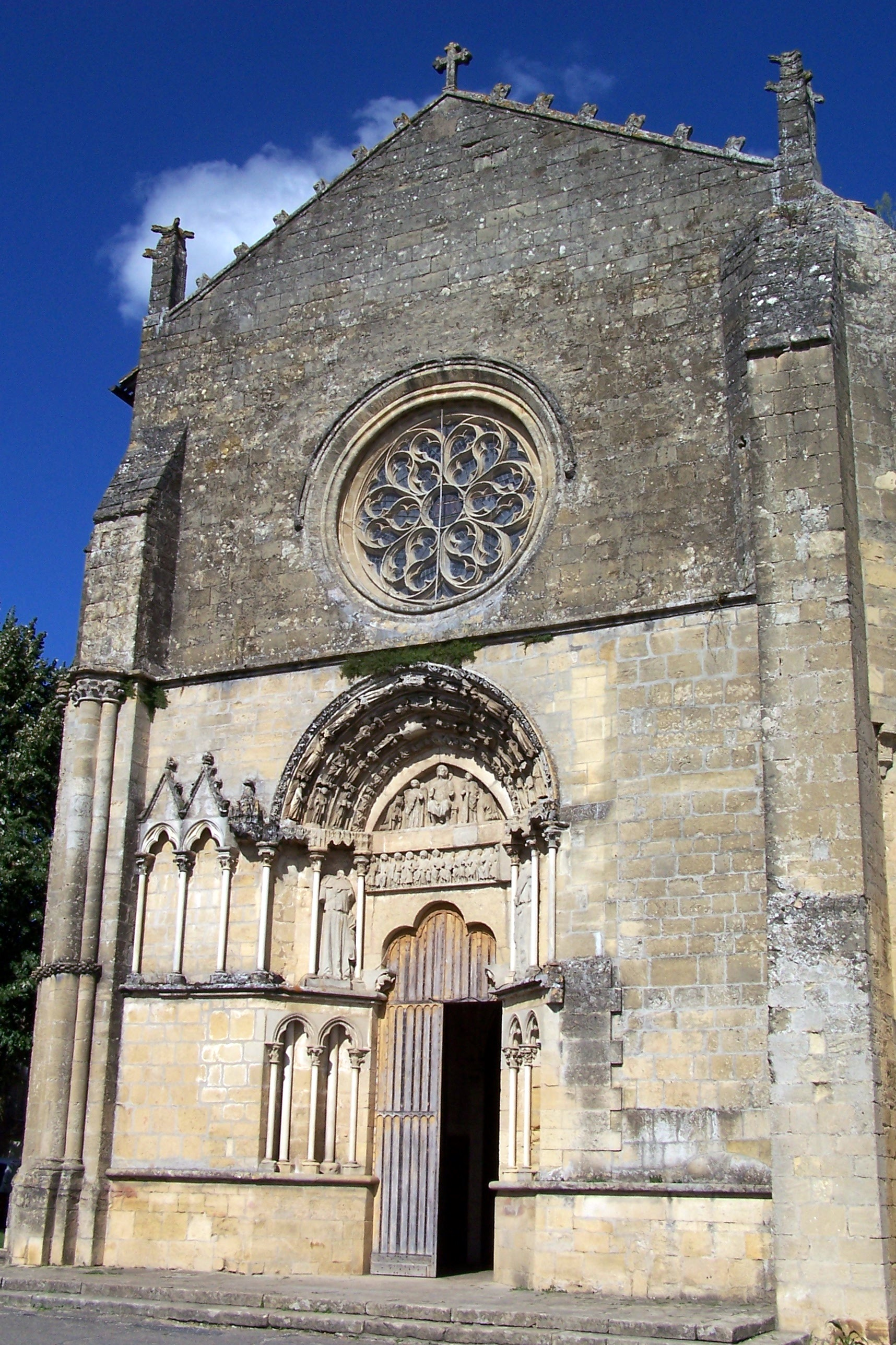
Façade ouest
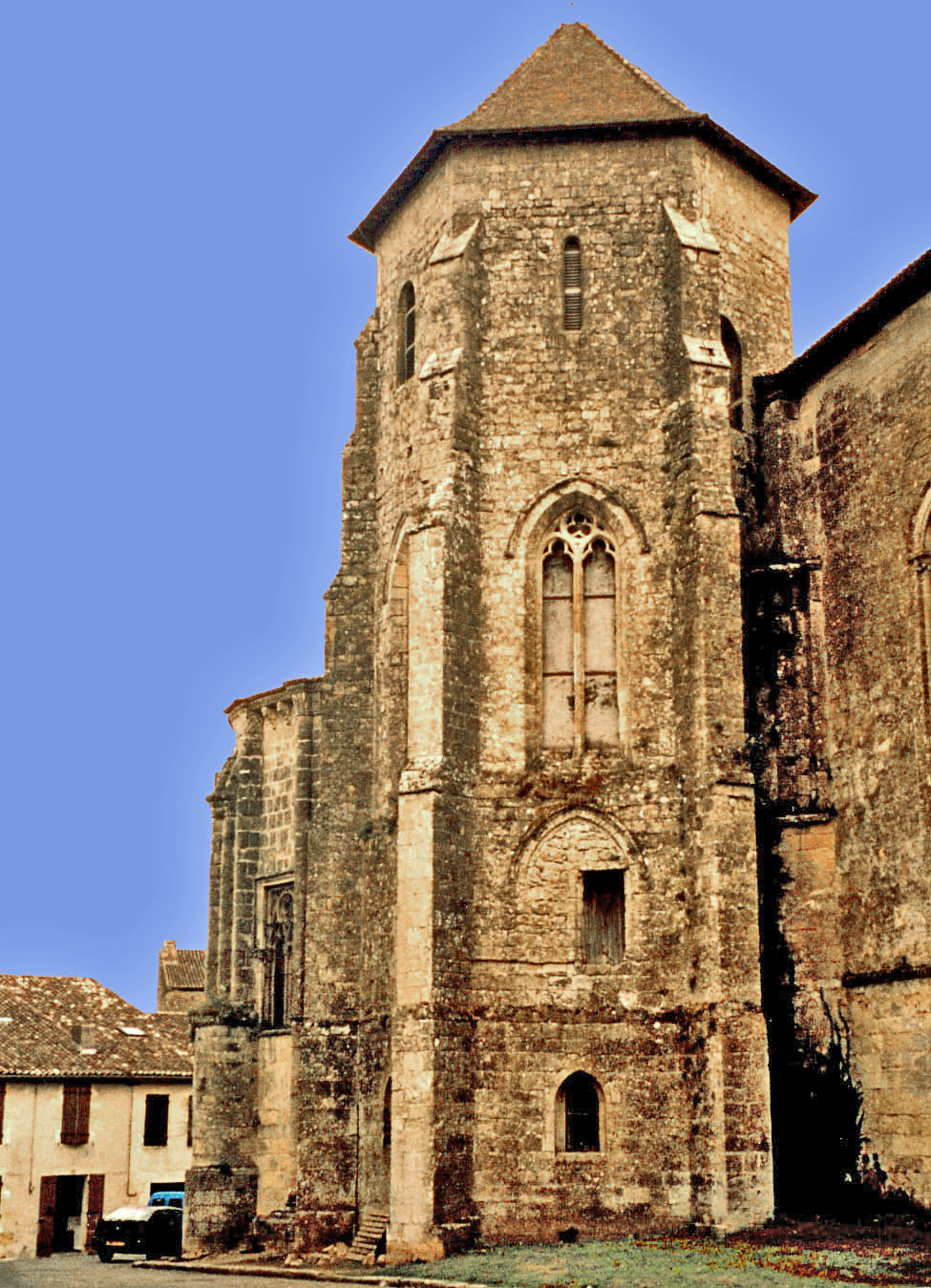
Clocher en 2001
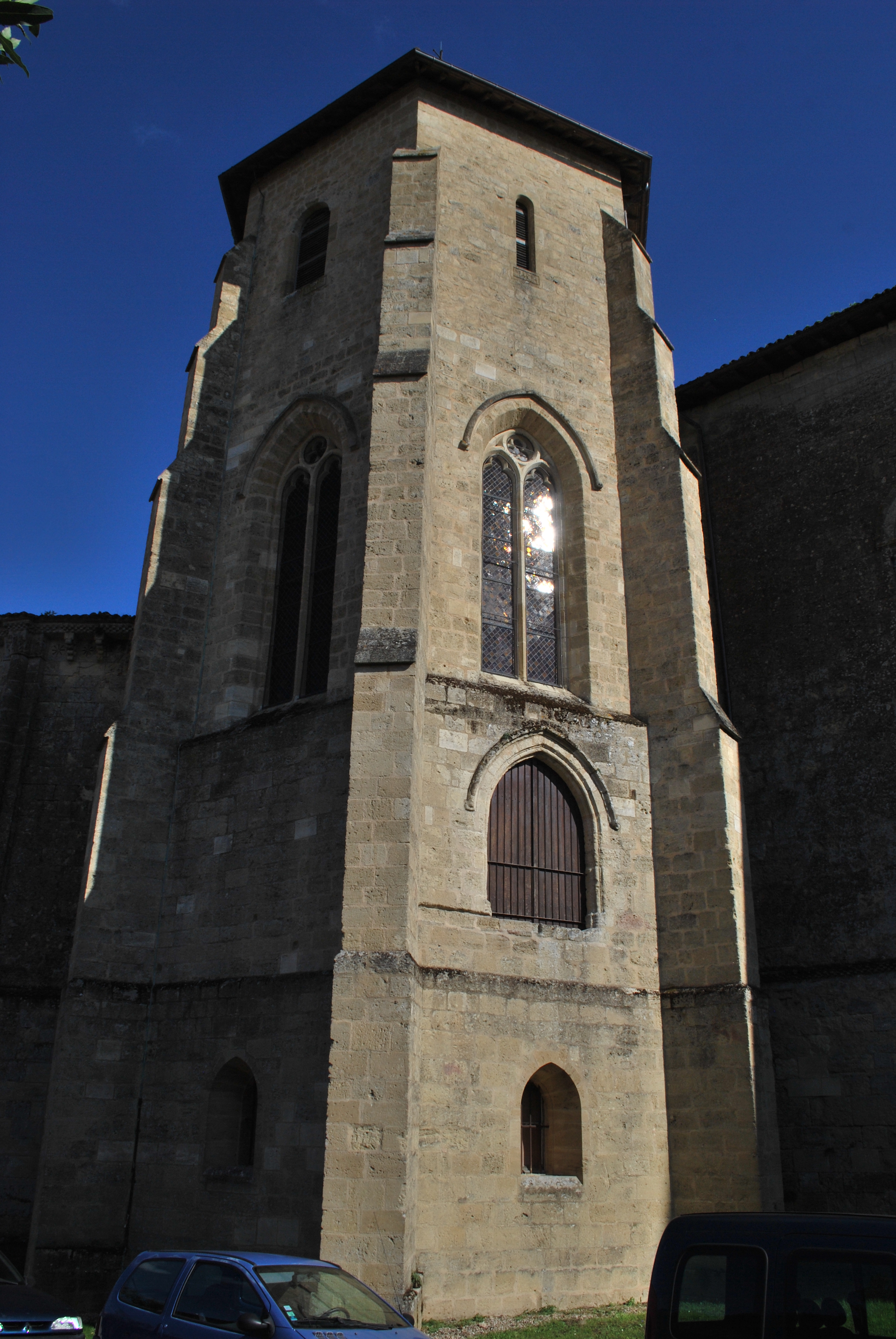
Clocher en 2015
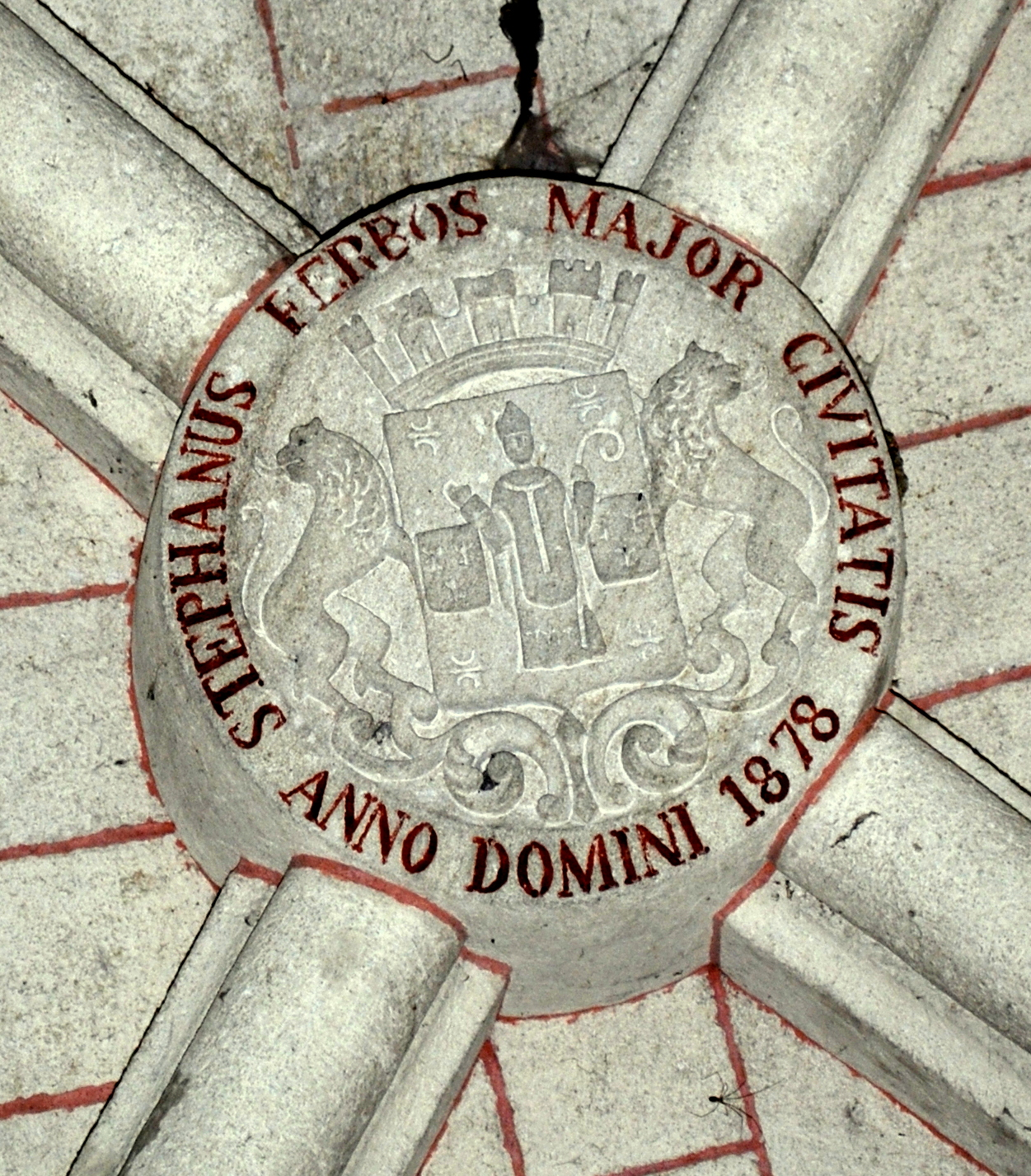
Clef de voûte du narthex

Les cadrans solaires
Sur le mur sud de la nef se trouvent les vestiges de deux cadrans solaires :
- Sur le contrefort occidental, inscrits dans les restes d'un crépi, on voit les vestiges d'un cadran canonial. Ces cadrans, utilisés à l'époque romane pour déterminer le moment de faire certains actes liturgiques, étaient habituellement gravés dans la pierre. Cependant, sur des églises couvertes d'un badigeon ou d'un crépi ils étaient inscrits sur la surface et renouvelés périodiquement.
- On trouve un cadran solaire classique utilisé comme un remblai pour condamner l'ancienne porte de communication entre l'église et le cloître.

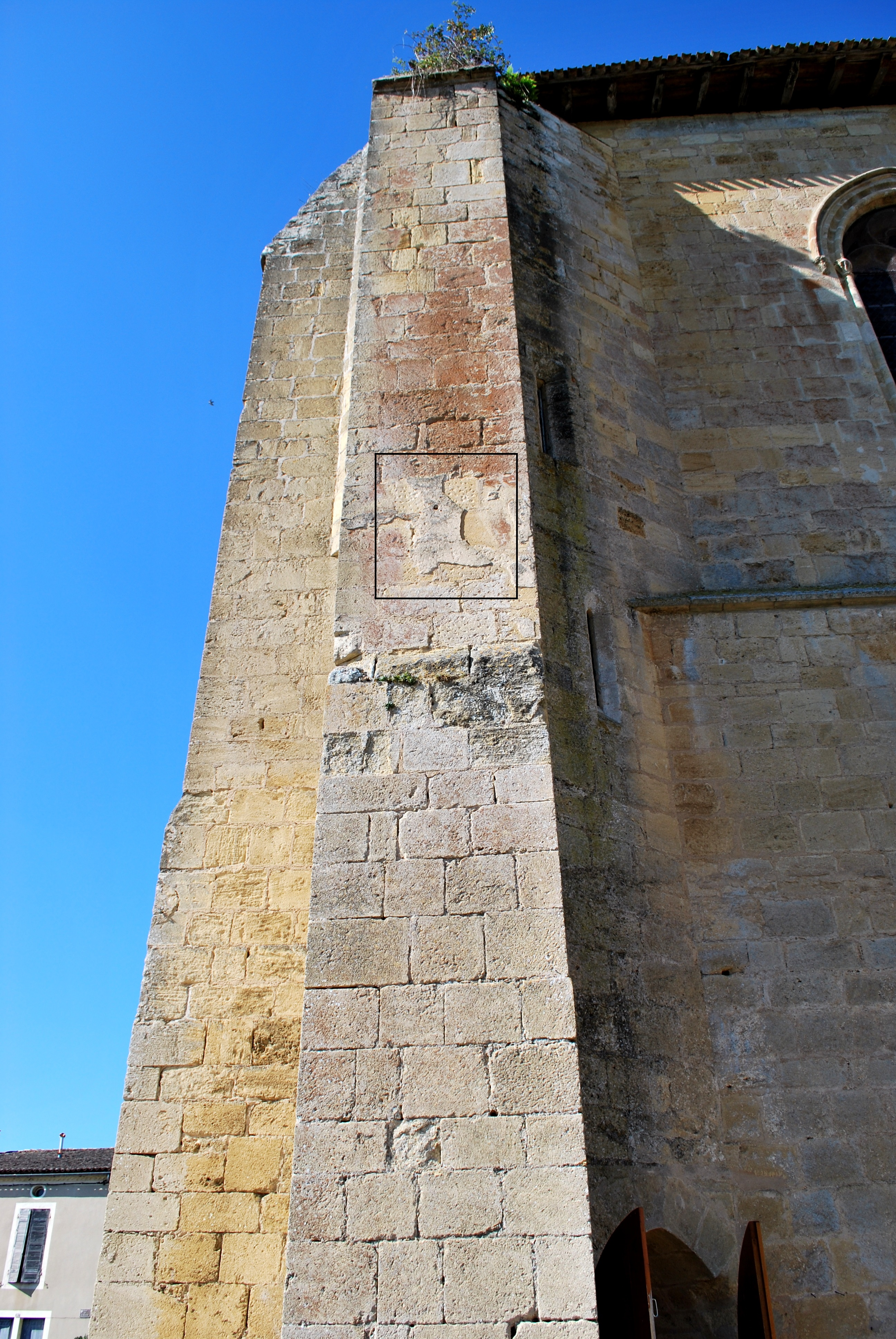
Emplacement cadran canonial
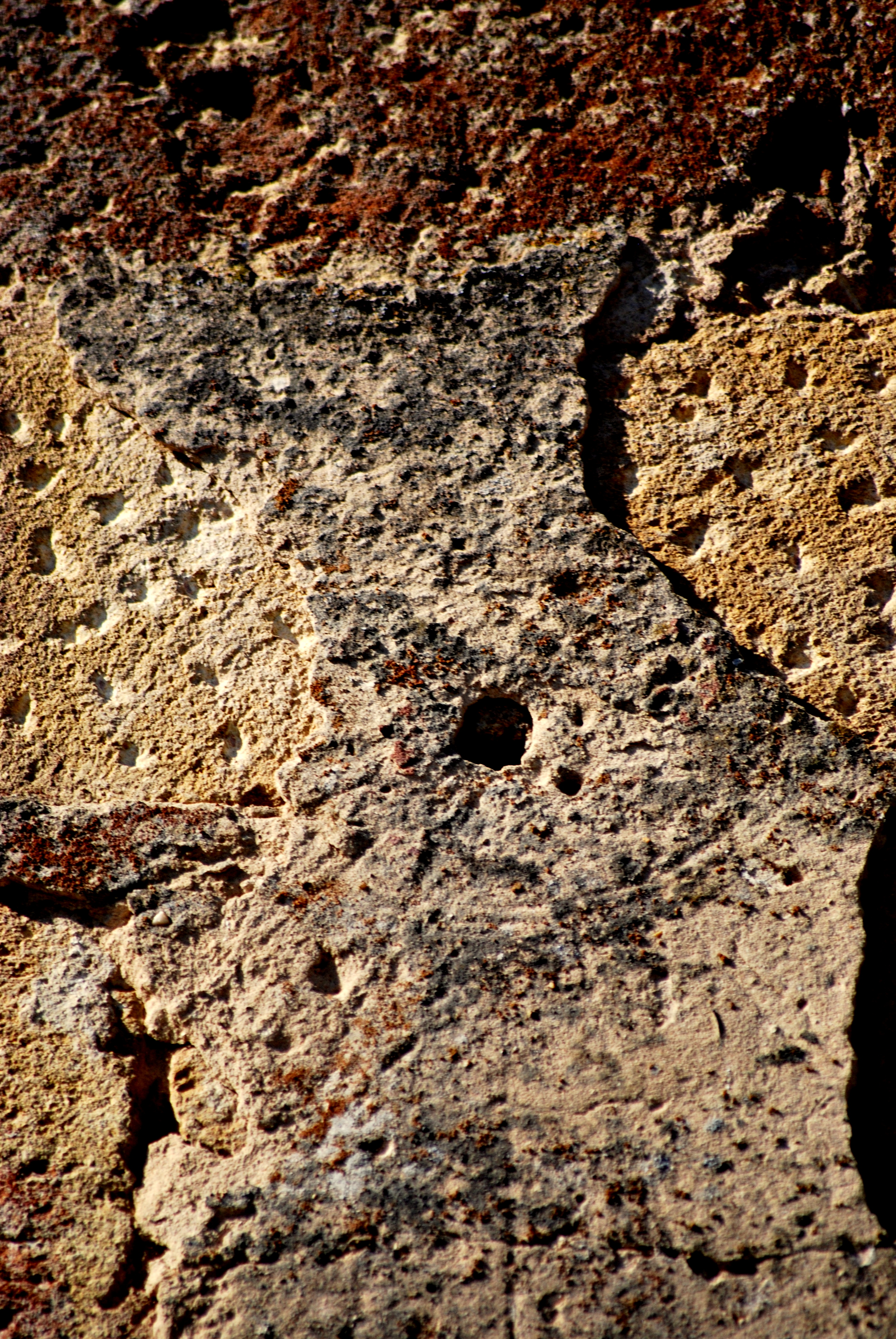
Vestiges de cadran canonial
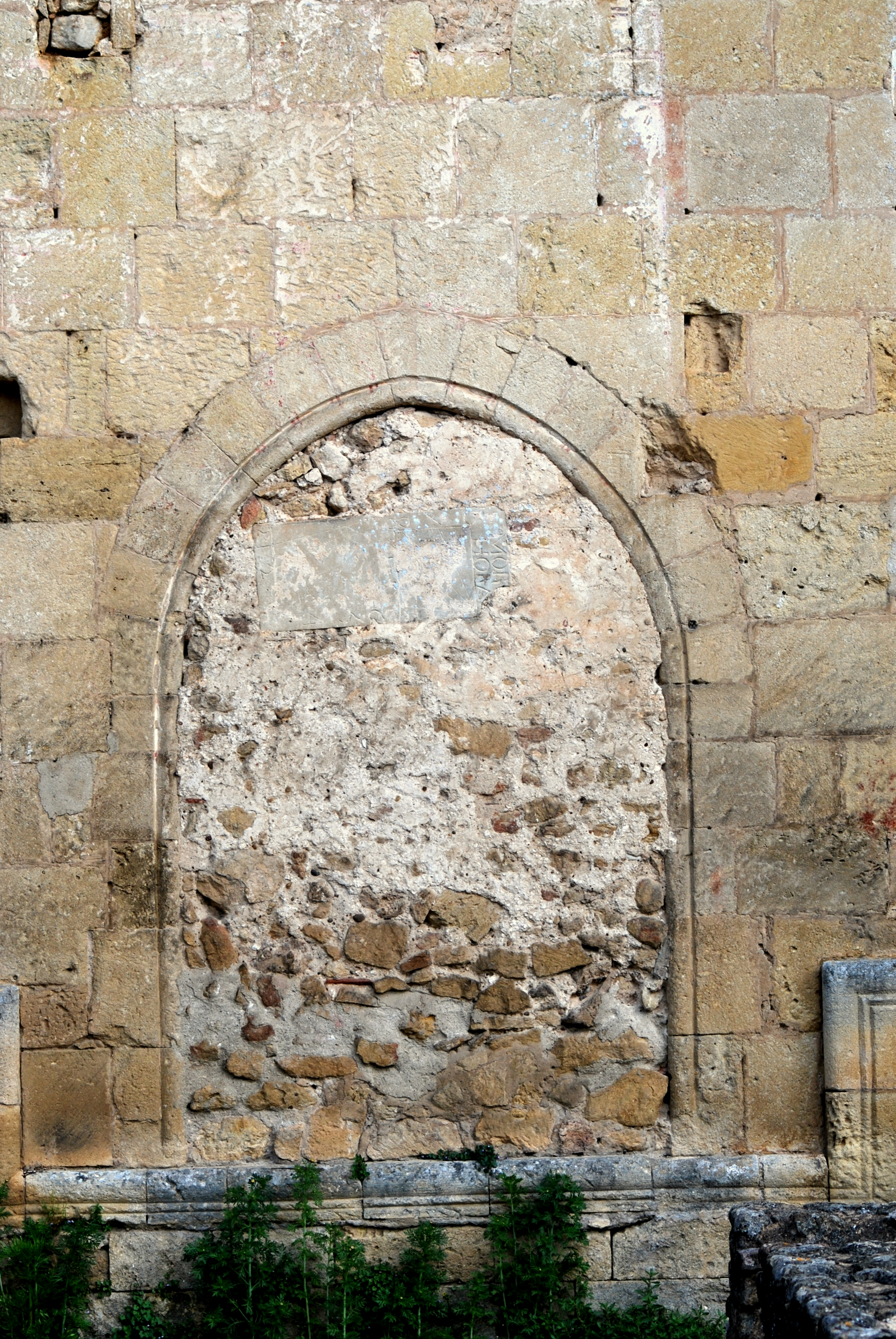
Porte murée
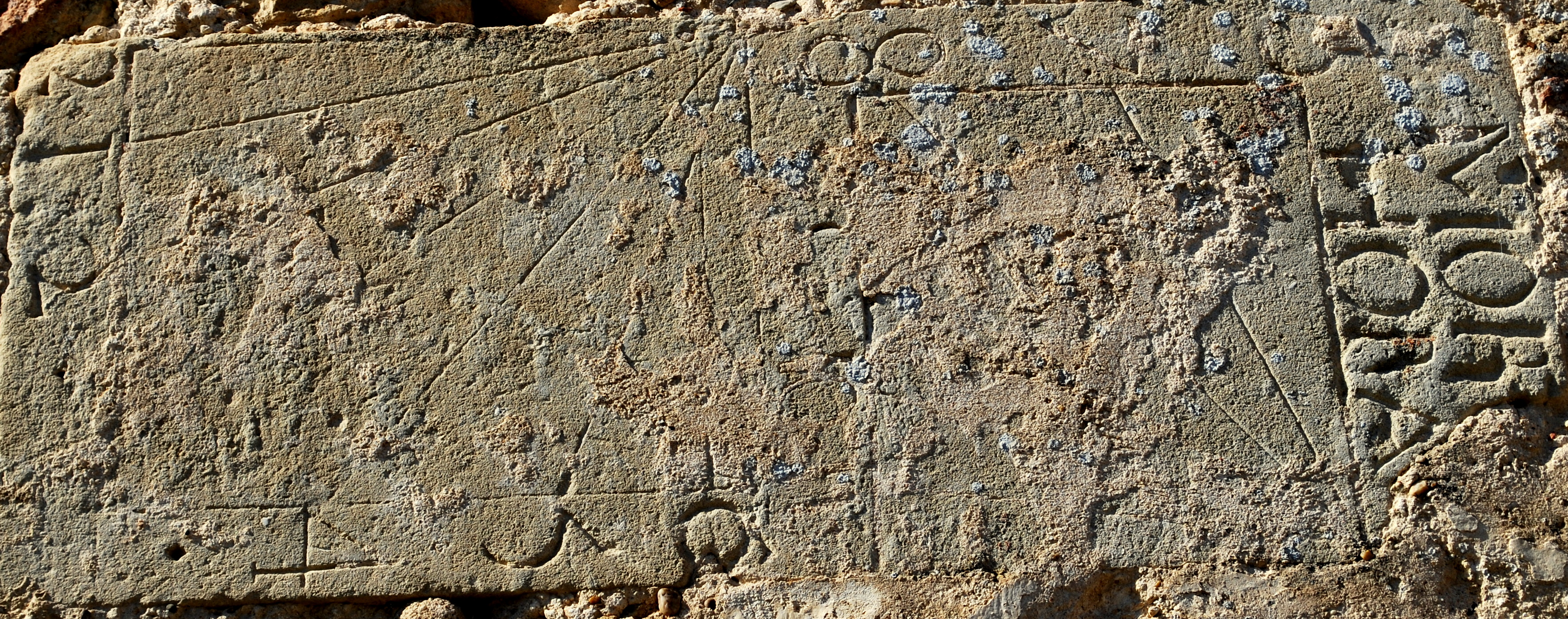
Ancien cadran solaire

## Iconographie romane de l'église
Tout le patrimoine iconographique romane se trouve autour des trois absides. Il y a 19 sujets, d'inégale importance, dont 5 consacrés à un thème religieux.

### Intérieur
Les trois absides, chacune avec ses onze pans coupés, sont décorées avec des arcatures ; celles-ci sont disposées en un rang pour l'abside nord et l'abside sud. Dans l'abside orientale les arcatures sont doublées et superposées, au nombre de neuf en haut et de onze en bas. Les deux séries d'arcades sont séparées par un cordon de billettes qui se poursuit dans les absides latérales à la même hauteur.
Les cintres de tous ces arcs retombent sur des chapiteaux figurant des personnages, des animaux, des feuillages et des entrelacs, qui sont décrits en détail ci-dessous. Les arcades des absides ont été restaurées au XIXe siècle après le classement de l’église au titre des monuments historiques. La polychromie date de cette époque.
L'abside orientale est éclairée par trois fenêtres et chaque abside latérale par une seule fenêtre, de style ogival au nord, de style roman au sud.
La croisée du transept, dont les piliers carrés s’élèvent pour former quatre arcs, au lieu de former une coupole, est couverte par une voûte qui appartient au gothique primitif.

#### Abside nord
La peinture des arcades, en forme de rideaux, est en mauvais état.
Les dix chapiteaux sculptés de l'arcature sont tous très bien conservés. Les corbeilles de neuf d'entre eux sont décorées avec des feuillages divers. L'unique chapiteau historié de l'abside se trouve sur le neuvième arcade et représente le sacrifice d'Isaac ; il est décrit ci-dessous.
Les chapiteaux non-historiés sont illustrés sur Commons.
Chapiteau du neuvième arc : Le sacrifice d'Isaac
La corbeille est haute et étroite. La scène est sculptée en bas-relief sur les trois faces. Sur la petite face gauche, un jeune homme debout retient à deux mains le glaive du sacrifice. Il est l'ange de Yahweh.
Sur l'angle, le vieux patriarche Abraham apparaît sous les traits de la jeunesse (Abraham et son épouse Sarah avaient plus de cent ans au moment du sacrifice, mais, selon les gloses talmudiques, Yahweh les a rajeunis. Souvent, dans les représentations du sacrifice, Abraham est montré déjà rajeuni.). Il porte une tunique longue et un manteau rejeté sur les épaules. Sa main gauche est agrippée à la chevelure d'Isaac. Ce dernier est immobile et recroquevillé sur l'autel en pierre de l'holocauste, qu'ajourent trois petites arcades. Abraham détourne les yeux de son fils.
Sur la petite face de droite un second ange pointe un doigt vers les cieux, demandant à Abraham de suspendre son geste. On voit sa grande aile s'étendre de manière protectrice et symbolique à l'arrière-plan d'Isaac.

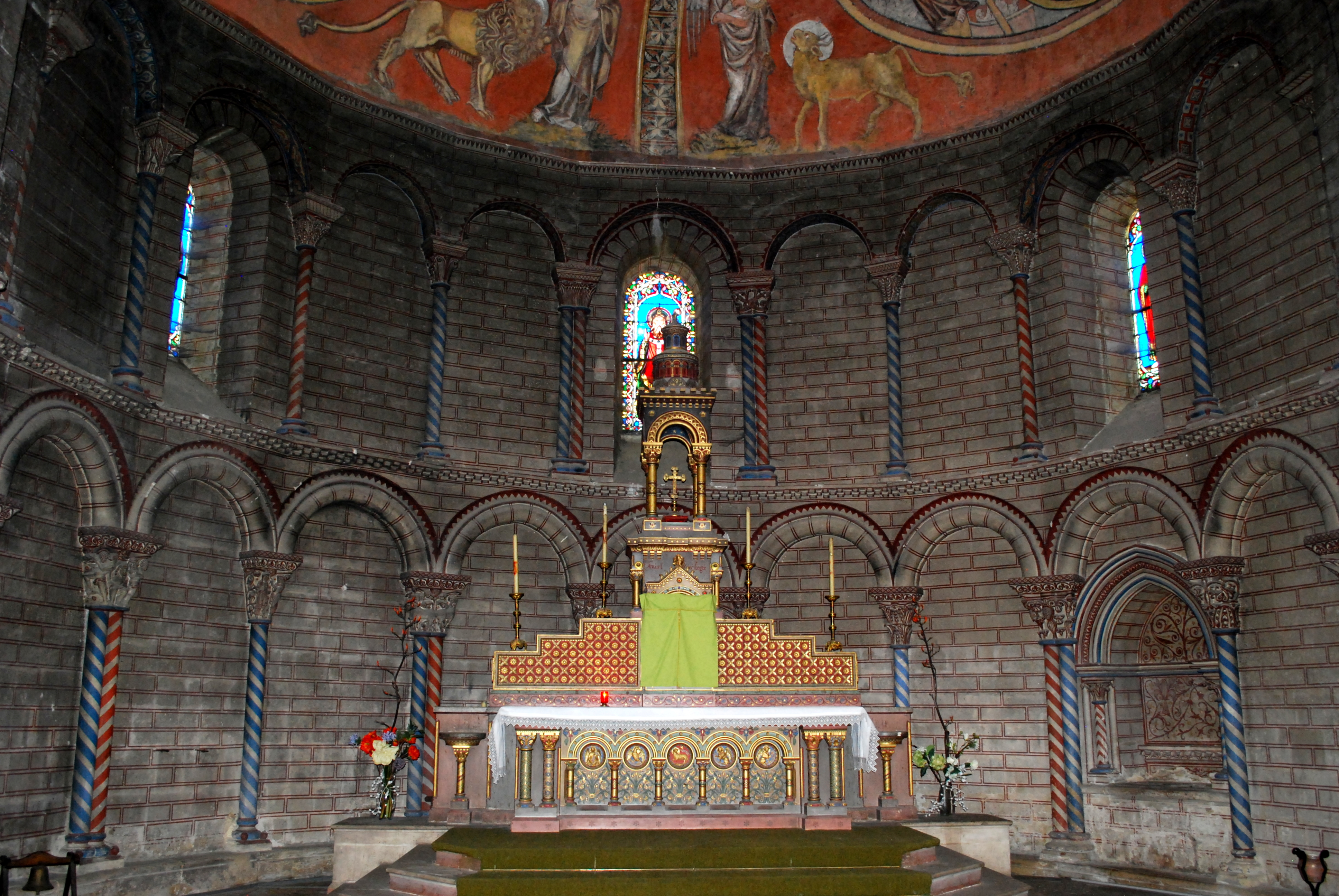
Abside orientale

#### Abside orientale
Cette abside, rigoureusement équivalente aux deux autres absides en surface et volume, porte une décoration plus riche en raison de sa plus-value symbolique. On trouve une deuxième série d'arcades superposées en mode alterné à l'arcature du premier niveau.
En ce qui concerne l'arcade du rez-de-chaussée, les tailloirs des chapiteaux portent tous la même décoration : une frise élégante de palmettes volutées qui s'appuie sur trois dés hémisphériques. On trouve quatre chapiteaux historiés : 
- la femme impudique entre deux jeunes hommes ;
- l'annonciation faite à Marie ;
- deux lions adossés ;
- saint Macaire entouré de démons.

Les autres chapiteaux de l'arcature portent un décor végétal et sont illustrés sur Commons.
Arcature du rez-de-chaussée
Troisième chapiteau - Femme impudique entre deux jeunes hommes
Le titre de cette scène aurait pu être : la prostituée regardée par deux éphèbes dévêtus. Sur la face principale la femme s'y étale en majesté, la tête rentrée dans les épaules. Elle est nue, ventrue, possède de grosses mains qui sont appuyées en haut de ses cuisses, des jambes lourdes, des gros pieds, et exhibe son intimité aux passants. Son visage est encadré des cheveux négligés, sa bouche ouverte révèle une denture énorme. Au-dessus de son abdomen un ceinturon formant brassière qui passe sous les seins. De telles ceintures sont assez fréquentes dans l'iconographie romane. Elles sont portées par des prostituées et on les trouve également sur les modillons représentant des 'hommes invertis' (voir Homme inverti pour plus de détails).
De chaque côté de la femme se trouve un jeune homme qui lui tourne le dos, tout en détournant la tête pour regarder la femme et l'autre homme. Les deux hommes portent un léger caleçon qui est roulé jusque sous les fesses. Ils font les mêmes gestes : chacun en appui sur un pied lève l'autre jambe et soulève à deux mains un énorme cône ou fruit à cinq rangs d'écailles.
Le déshabillé des jeunes hommes est trop recherché et érotique pour être dépourvu de sens, tout comme la laideur de la femme. Les hommes tiennent les cônes de pin ou glands de chêne, objets phalliques, en se regardant. Il semble que l'image consacre la suprématie esthétique de l'Homme dans le péché de la luxure.
Cependant, la scène est assez complexe pour se tenir à une signification morale simple et unique. Le chapiteau est situé à l'entrée du chœur des moines et constitue une mise en garde ambiguë contre l'empire des sens, une condamnation implicite des pulsions homo et hétérosexuelles.
Quatrième chapiteau - L'Annonciation
Sur les deux faces latérales de la corbeille grimpent des rinceaux trifoliés taillés en bas-relief. La face principale est animée par deux personnages debout et face-à-face. À gauche, Marie, voilée comme une épouse, vêtue d'une longue tunique aux plis nombreux, tient ses bras collés au corps et ses paumes ouvertes à l'horizontale en signe de bienvenue. L'expression du visage est calme et la bouche est close. En face, l'archange Gabriel est un jeune homme, également vêtu d'une longue tunique d’où dépassent les deux pieds nus. Il pointe son index vers les cieux pour signaler à Marie qu'elle va concevoir un enfant par l'intervention du Saint-Esprit.
Le thème de ce chapiteau est corrélé avec celui du précédent où le péché charnel agitait hommes et femme. En effet, une femme tentatrice (Ève au Paradis) a fait perdre son immortalité à l'Humanité et une autre femme, Marie, a permis à l'Homme de la recouvrer. Le jeu de mots en latin : EVA - AVE (sous-entendu Maria) fut exploité par les Pères de l'Église pendant des siècles ; il légitime cette articulation sémantique entre la Tentatrice incitant le péché mortel et celle par qui est venue la Rédemption.
Cinquième chapiteau : Deux lions adossés
Sur la corbeille, deux lions sont montrés de profil et dos-à-dos. Entre eux, un arbuste à quatre branches dont chaque rameau se termine par un fruit unique, sortant d'une cupule. Les félins ont tous les deux la tête détournée pour s'en régaler. D'autres tiges fructifères poussent sur les faces latérales. L'anatomie des bêtes est fantaisiste : un corps chevalin, une crinière flamboyante, une denture impressionnante, des griffes acérées.
La composition s'inspire du répertoire paradisiaque : les animaux, tous végétariens, car la Mort n'existe pas, mangent tranquillement et les rameaux d'arbres sont éternellement chargés de fruits merveilleux.
Septième chapiteau - Saint Macaire et les démons
Sous la baie axiale, il y a un premier chapiteau (no 6) orné de grappes et en miroir, cette corbeille. On voit un homme allongé sur un châlit, semblable à un sarcophage à six faces que supportent deux tambours de colonnes. Il est bordé d'une épaisse couverture. À l'arrière-plan, au pied du lit et à sa tête, deux démons poilus et ailés. Au-dessus du ventre bombé de l'homme, un autre masque maléfique ricane et tire la langue.
Les faces latérales de la corbeille révèlent les queues enroulées, les pattes griffues des démons et on remarque que le grabat est tellement incliné que, normalement, le corps tomberait sur le sol sans le maintien de la couverture. Ce détail insolite a son importance dans l'interprétation de la scène.
Parmi les interprétations proposées, certains ont imaginé qu'il s'agit de la mort de saint Macaire, d'autres de celle du « mauvais riche ». Cette dernière hypothèse n'est pas vraisemblable en raison de la placidité du visage du personnage allongé et du fait que les démons se tiennent trop à l'écart d'un damné. Il est plausible d'identifier l'homme avec saint Macaire, mais pas avec sa mort. Si la scène représentait l'agonie du saint ermite, suivie par la sortie de son âme, on verrait au moins un ange voler aux alentours pour élever son âme aux cieux.
Une interprétation de la scène se trouve dans La Légende dorée de Jacques de Voragine, pages 83-84 (d'autres récits de ce recueil ont inspiré certaines des fresques gothiques décrites ci-dessous). Ce manuscrit, écrit vers 1260, collecte des histoires populaires des vies des saints depuis le IVe siècle. On trouve un récit concernant saint Macaire le Grand (300-390), saint éponyme du fondateur de l'église, qui passait pour un des plus célèbres pourfendeurs de démons : cet anachorète égyptien élut domicile dans une sépulture païenne où il dormait sur un tombeau avec une momie pour oreiller. Les diables s’épuisaient en utilisant tous leurs maléfices pour effrayer l’ermite, sans succès. Ce texte expliquerait :
- l'étrangeté du sarcophage où dort le saint,
- l'inclinaison anormale du lit-tombeau et la décoration non-chrétienne,
- le bombement de la couverture, car le récit dit qu'un diable était coincé sous le corps de saint Macaire.

L'arcature supérieure
La décoration de cette arcature se cantonne au règne végétal, sauf pour deux, le premier chapiteau où se trouve un animal bicorporé et le 8e ou l'on voit deux serpents enlacés. Ces chapiteaux sont illustrés sur Commons.

#### Abside sud
Les peintures des arcades, en forme de rideaux, sont dans un assez bon état.
Parmi les chapiteaux de l'arcade, se trouvent quatre à décor purement végétal ou géométrique et six historiés :
- Deuxième et neuvième chapiteaux : Deux serpents cracheurs.
- Cinquième chapiteau : Deux atlantes agenouillés.
- Septième chapiteau : Poursuite de deux félins.
- Huitième chapiteau : Daniel et Habacuc.
- Dixième chapiteau : Lion à crinière.

Les chapiteaux à décor végétal sont illustrés sur Commons.
La baie de l'abside possède deux chapiteaux romans, l'un à décor végétal et l'autre avec un personnage écoutant deux serpents.
Deuxième et neuvième chapiteaux : Deux serpents cracheurs
Deux des chapiteaux de l'arcade, le deuxième et le neuvième, sont tapissés d'une résille végétale, faite de lianes et de fines ramilles entrelacées qui parfois se conjuguent pour composer un fleuron à trois lobes (une fleur de lys ?). Ces chapiteaux ne sont pas inanimés. On voit sur chacun deux têtes de serpents, sortant au ras de la terre, qui crachent toutes ces lianes.
Le Serpent est l'avatar principal de Satan. Ces lianes qu'il répand par sa bouche et qui sont capables de capturer et emprisonner l'homme, au propre et au figuré, sont nécessairement maléfiques.
Cinquième chapiteau : Deux atlantes agenouillés
Ce cinquième chapiteau est à corbeilles géminées sommées d'un tailloir orné d'un entrelacs sans fin. Deux hommes, en demi-relief, sont agenouillés. Leurs têtes se placent sous les saillies du tailloir. Chaque homme étend les bras pour soutenir les dés de l'abaque. Le jeune homme de gauche porte une tunique fendue, un vêtement de luxe : étoffe à capitons, encolure en V, manchettes à longs plis. Le personnage de droite est plus grand, plus âgé, et porte barbe et moustache. Sa tunique est coupée comme celle de son voisin, mais diffère par les motifs en relief du tissu. C'est le genre d'habit que l’honnête homme ne porte pas.
L'agenouillement, illustré en mode déjeté, ne correspond pas à celui de la prière, ni à celui de la confession, mais bien à une posture de dérision, dénonçant ceux qui vivent dans l'apparence, c'est-à-dire les pécheurs. En ce cas, l'image de deux bellâtres sert à ridiculiser le narcissisme et le goût de séduire.
Septième chapiteau : Poursuite de deux félins
Les corps de deux félins (lionceaux ?) se déroulent autour de chaque corbeille. Les deux queues, qui sont très longues, retombent au sol pour se dédoubler en volutes feuillues qui s'entrelacent. Les deux bêtes ont la croupe soulevée très haut et la patte gauche levée dans le mode héraldique.
Le poursuivant a rejeté en arrière sa tête rieuse et celui qui précède vient de lui prendre aimablement la patte avant droite. Visiblement, les deux animaux se livrent à un rituel amoureux, mais il y a un codage sous-jacent qui transforme la scène en avertissement moral en direction des moines. Leur posture caractéristique, avec la patte élevée, les identifie aux traditionnels gardiens de l'Arbre de Vie (Hom). L'un des lions porte à l'épaule une quatre-feuilles cruciforme. Évidemment, avec leur comportement frivole, il y a renoncement des vœux les plus sacrés et c'est une mise en garde pour les moines.
Huitième chapiteau : Daniel et Habacuc
Sur cette corbeille étroite où le thème est « Daniel dans la fosse des lions », se trouvent deux lions, le prophète Daniel, le petit prophète Habacuc et un ange selon le récit biblique (Livre de Daniel, chapitre 14, versets 22-42). Daniel, qui occupe la position centrale, est serein, coiffé à la romaine, portant une moustache et assis en majesté. Il s'adresse au public en élevant la main dextre en signe de bienvenue. Dans sa main gauche, il tient la Torah contre son cœur. Il est habillé en tunique talaire et sa cape, agrafée sous le menton, est rejetée sur ses épaules.
À gauche, deux lions sont  superposés. L'un lèche le pied droit de Daniel, l'autre la manchette de son avant-bras.
À droite, l'ange de Yahweh est en train de déposer Habacuc qui porte sur l'épaule la besace qui contient le repas destiné pour Daniel.
La pomme de pin, suspendue près de la main bénissante, est le classique Fruit de Vie.
Dixième chapiteau - Lion à crinière
Un lion solitaire occupe toute la corbeille. Son crâne, à peu près lisse, est surmonté d'une crinière singulière, digne du cimier d'un hoplite grec. Le félin tourne sa tête vers l'arrière. Sa cuisse droite porte une croix fleuretée taillée dans un cercle. La queue est rentrée entre ses cuisses pour ensuite rejaillir au-dessus des reins sous la forme d'une arborescence fleurie. La bête est également emprisonnée, car ses quatre pattes sont engluées dans l'astragale et elle est entravée par l'entrelacs natté que recouvre toute la moulure.
Le lion a des aspects de soldat (le cimier), de clerc (la croix) et de lubrique (la queue sexualisée). Ce chapiteau satirique avait probablement pour cible des moines soldats des ordres militaires (des Templiers par exemple) et dont la rumeur exagérait les écarts de conduite. Le chapiteau est une leçon morale adressée à l'élite monastique en montrant l'exemple à ne pas suivre.
Chapiteaux de la baie
Personnage écoutant deux serpents :
Ce petit chapiteau, perché dans l'encoignure de la fenêtre méridionale, est assez rudimentaire et probablement l’œuvre d'apprentis.
On trouve un personnage aux jambes écartelées et dont les membres supérieurs ne sont pas visibles. Un habit côtelé, tenu par une ceinture, lui recouvre le corps. Sa tête soutient une tablette d'angle et il regarde au loin. Deux serpents surgissant de derrière sa nuque sont tournés chacun vers une oreille pour souffler de mauvais conseils.
Ce personnage est soit une femme vue de face, ce que légitimerait l'artefact en forme de fente verticale que l'on devine, soit un homme vu de dos, exposant ses fesses et détournant sa tête de 180° (voir Iconographie des modillons romans pour plus de détails sur ces « hommes invertis »). La position de la jambe et le pied gauche suggèrent l'homme inverti et la position de la jambe droite suggère la vue frontale d'une femme. L’ambiguïté est peut-être voulue. Dans tous les cas, le personnage est un pécheur.
L'autre chapiteau de la baie porte un décor simple.

#### Nef: remploi d'une métope
Un remploi roman, vraisemblablement une métope de la façade pré-gothique, est maintenant déposé dans la nef et utilisé comme socle pour la statue du Christ régnant. La sculpture a conservé quelques vestiges de peinture, du bleu foncé et du grenat.
|  |

On voit deux hommes en action. Au centre de la métope, se trouve un arbre très stylisé. À gauche, un bûcheron en train d'abattre l'arbre à la cognée a le profil d'un frère lai et, à droite, un homme d'armes s'avance vers l'arbre, tenant une lance de la main droite, l'autre main sur la garde d'une glaive. Tous les deux portent une jaquette courte ne dépassant pas le genou. Quelques détails, telles que les silhouettes courtaudes et les grosses têtes à front fuyant indiquent une création du XIe siècle.
L'interprétation de la scène a été relativement facile pour les historiens. La partie paroissiale de l'église était dédiée à saint Martin ; or, dans l'Historia Martini de Sulpice Sévère (360-410 ?), on trouve le récit suivant (qui a été repris par Jacques de Voragine dans La Légende dorée, page 379) : « Ayant détruit un temple dédié à Cybèle, saint Martin voulut aussi extirper un pin consacré au diable » (Opportet arborem illam excidi quia est daemonia dedicata) ; après des palabres, un prêtre d'Attis lui propose de couper l'arbre à condition que le saint se colle contre l'arbre du côté de la chute. Au moment où le pin allait écraser saint Martin, celui-ci fit un signe de croix, et Dieu redressa l'arbre, qui retomba du côté opposé « sur les païens ».
La représentation de Martin en tenue militaire est justifiée par le fait que l'apôtre de la Gaule avait passé vingt ans sous les enseignes de Rome. Plus intrigante est la représentation de l'arbre. Le récit est précis, l'arbre est un pin. Or, cet arbre ne ressemble à rien et, sur une autre sculpture du même récit, à la basilique Sainte-Marie-Madeleine de Vézelay, l'arbre est un palmier ! Il est probable qu'aux XIe et XIIe siècles où la pigne de pin symbolisaient à la fois la Fontaine et l'Arbre de vie, il était imprudent de montrer aux fidèles, que c'est contre l'adoration de ce même pin que saint Martin vitupérait six siècles plus tôt, au nom même du Christianisme.

### L'extérieur
Le programme extérieur est moins homogène que celui de l'intérieur. Il semble être le fait de trois chantiers chronologiquement distincts : 
- La corniche et les chapiteaux volumineux et très élaborés, tel que le lion de saint Marc et le porteur de poisson semblent provenir de l'atelier de l'abbaye de Saint-Ferme (L'église Saint-Blaise d'Esclottes (Dordogne) dont les sculptures sont issues de cet atelier possède deux copies de ces chapiteaux).
- Les autres chapiteaux de la partie haute, portés par des pilastres sont l’œuvre d'un autre atelier.
- La figuration ordinaire de la partie basse du chevet est du style des ateliers des bords de la Garonne, près de Langoiran.
- Les colonnes et chapiteaux non historiés de l'abside nord sont illustrés sur Commons.

#### Le programme secondaire

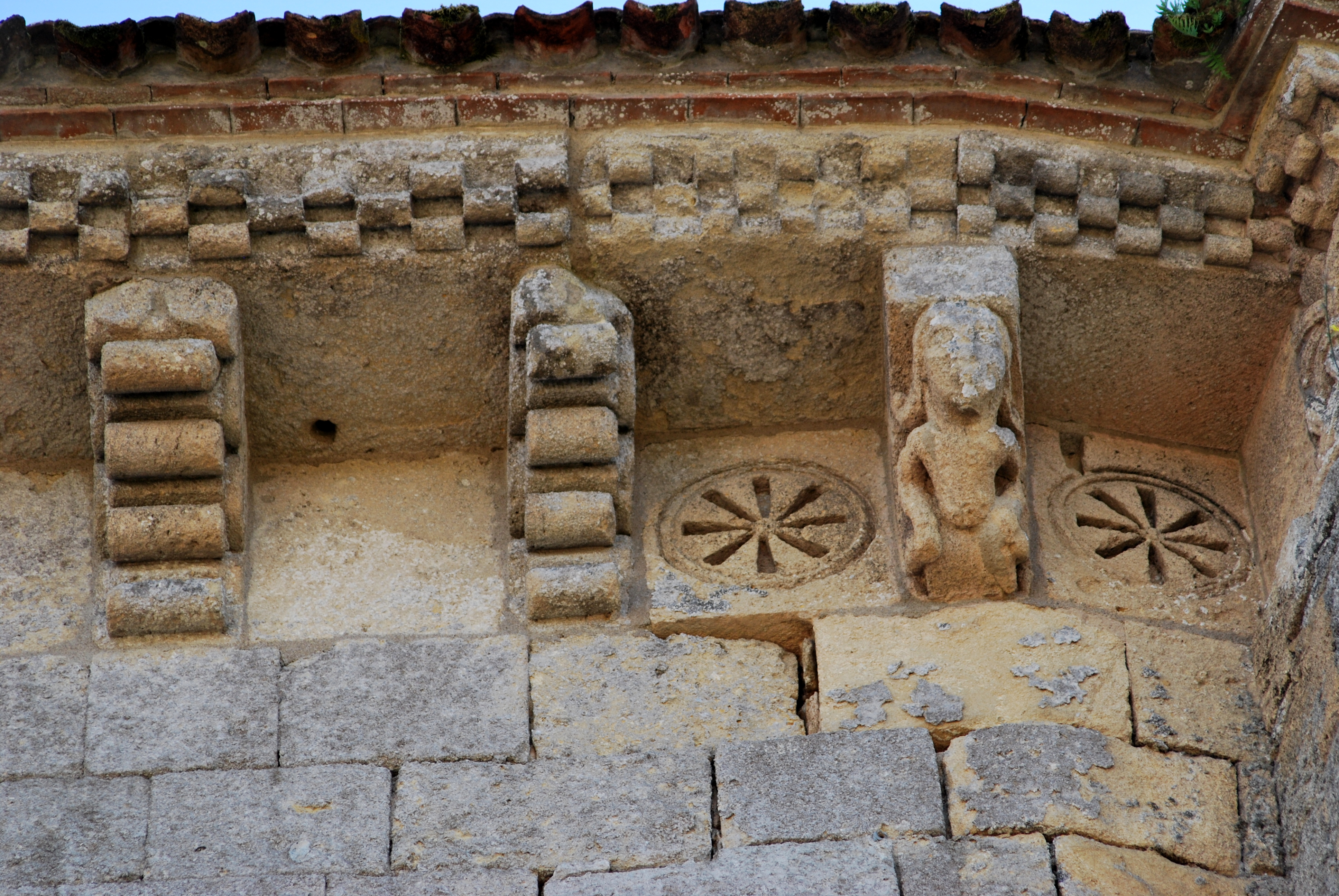
Modillons à copeaux

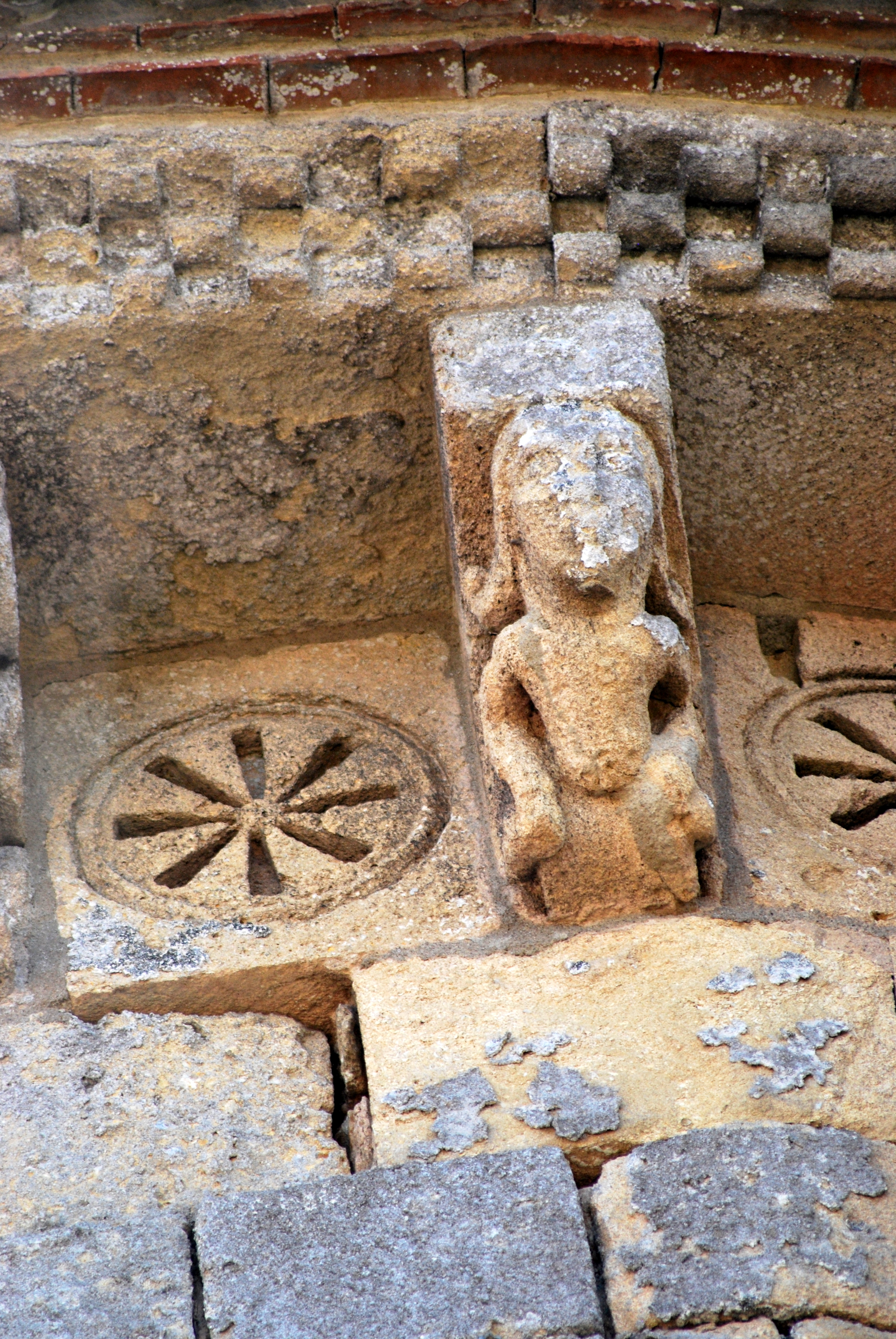
Personnage et rouelle

Le programme secondaire du chevet est très réduit. Pour chaque chapiteau, un élément de la corniche, à décor de billettes, fait fonction de tailloir. Ladite corniche couronne les trois absides du chevet, appuyée sur une soixantaine de modillons. Ces modillons sont en majorité à copeaux. Tous ne sont pas romans.
Le seul modillon figuré est celui d'un personnage humain, sur l'abside nord. Il s'agit de la partie la plus ancienne de la corniche où les modillons et les métopes à rouelles creusées alternaient entre les pilastres et les colonnes.
Ce modillon est parfois décrit comme « un homme assis ». Cependant, quand on le regarde on peut noter que la personne :
- n'est pas assise, mais debout ;
- elle possède une chevelure longue et bouclée, qui tombe sur les épaules ;
- les mains sont posées sur les hanches, comme pour la danseuse sur le pilastre ;
- elle porte une ceinture haute, qui était le symbole de la prostituée (Voir Le ceinturon et médaillon).

Toutes les autres sculptures figurées du chevet sont des représentations du péché, et en particulier, de la luxure. Ce qui suggère que cet personnage est, en effet, une prostituée.
L'ordonnance romane a disparu des absides est et sud au profit d'un décor uniformisé. En 1825, selon Brutails, Moulié aurait « coupé des corbeaux de pierre à gauche et à droite de la nef ». Rien ne précise qu'ils aient été figurés.

#### Les chapiteaux historiés de l'abside nord
Pilastre nord-ouest : Danseuse, feuillages et pécheur
Au faîte de la colonne centrale, se trouve une grand chapiteau à trois corbeilles. La corbeille centrale est à feuillages. On voit aux angles deux énormes feuilles grasses dont des rejets dentelés s'échappent des pétioles. Ces rejets s'élèvent et s'affrontent pour dessiner une grande palmette au milieu de la face centrale de la corbeille. Deux chapiteaux de pilastre encadrent cette végétation.
| - La danseuse - Homme inverti |

À gauche, une danseuse, le corps tendu avec deux grandes tresses dans son dos ; un coude est relevé en appui sur la hanche, mettant en valeur une manchette ample. Elle est vêtue d'une longue robe qui descend jusqu'aux chevilles, caractéristique du premier tiers du XIIe siècle. Deux arbustes encadrant la danseuse ont leurs ramures incurvées vers son visage.
À droite, le second relief représente un homme vu de dos. Il est dans une position accroupie que l'on peut dire « de défécation », les deux mains posées sur les genoux. Son buste est retourné de 180° et il regarde directement derrière lui avec un air suffisant. L'homme porte une ceinture qui présente une boucle qui pend au milieu de son dos. Comme pour la danseuse, deux buissons latéraux ont des feuilles qui s'inclinent vers son visage. (À noter que le porteur de poisson, décrit ci-dessous et l'homme qui figure sur le chapiteau de la baie de l'abside sud sont également des « hommes invertis ».)
Les danseuses, musiciens, acrobates et « hommes invertis » sont des lieux communs de l'imagerie romane didactique et moralisante pour représenter les pécheurs. Ici, la combinaison symbolique des deux emblèmes de la luxure, le masculin et le féminin avec la luxurieuse « fleur du mal » est astucieuse. Pour plus de détails voir Iconographie des modillons romans.
|  |

|  |

Pilastre nord-est : Le lion de saint Marc
Les corbeilles grand format des chapiteaux de la corniche reposent sur deux colonnettes issues d'un gros pilastre identique au précédent. Il en sera de même pour tous les chapiteaux des absides orientale et méridionale. C'est le signe d'une réédification imposée par une altération des parties hautes du bâti. Le style et l’épannelage sont différents de ce que l'on pouvait observer sur les chapiteaux des deux pilastres en amont, signe probable d'un changement d'atelier.
La corbeille de grande format, est occupée par un lion ailé allongé et vu de profil. Les ailes sont repliées sur le dos. Le lion détourne la tête et sa gueule est entrouverte. Entre ses pattes antérieures, le lion tient un livre debout sur la tranche. Derrière le livre, se trouve une croix pattée, qui confirme que le livre exposé est celui de l’Évangile.
La sculpture de lion est évidemment le symbole de l'évangéliste saint Marc, le troisième terme du Tétramorphe, qui, depuis la VIIe siècle, avait pris l'habitude de porter un livre.

#### Chapiteaux du pilastre de l'intersection abside nord/abside est
Ils sont communs aux absides nord et est, au niveau de l'angle rentrant, le contrefort de l'intersection se composant de deux pilastres à angle droit, au milieu desquels s'engage une colonne médiane : trois colonnes prolongent chacune de ces structures. À leur sommet, se trouvent trois chapiteaux de taille moyenne : à gauche, une corbeille à feuilles épineuses ; au centre, deux démones adossées et à droite, un homme-oiseau maléfique.
Sirènes-démones
Les deux hybrides, à visage humain, sont montrés de profil : un visage énergique au nez proéminent, sur un buste de femme dénudée. Les bras sont terminés par des griffes de démon. Ce que l'on peut discerner de la partie inférieure du corps semble être une sorte de nageoire en demi-cercle. La fusion de ces deux nageoires adossées dessine un motif fendu étrange.
Ces deux créatures, moitié sirènes, moitié démones sont également des tentatrices, dangereuses pour la santé morale des imprudents.
L'homme-oiseau
L'oiseau-sirène se présente de face, les serres posées sur l'astragale, tandis qu'il déploie ses ailes. De l'Homme, l'hybride n'a gardé que la tête, large et barbue. Le restant de son anatomie est aviaire.
Il est en train de prendre son envol depuis un perchoir et est un classique du répertoire iconographique. Il est un tentateur charnel et il incarne, sur le plan de la morale, tous les dangers de la séduction physique.

#### Les chapiteaux des absides orientale et méridionale
Sauf pour le chapiteau monumental portant l'effigie d'un homme nu, accroupi et portant un poisson énorme, les absides orientale et méridionale ne comportent plus de chapiteaux historiés.
- Des colonnettes géminées ont été superposées aux massifs pilastres d'origine lorsqu'il a fallu relever la ligne de faîte. Les chapiteaux sont superposés sur les colonnettes.
- Le répertoire ornemental consiste en des chapiteaux à grandes feuilles épaisses, en particulier le motif de la feuille grasse, au sommet de laquelle un fruit est pendu à une pétiole court.
- Les chapiteaux et colonnes sont illustrés sur Commons.

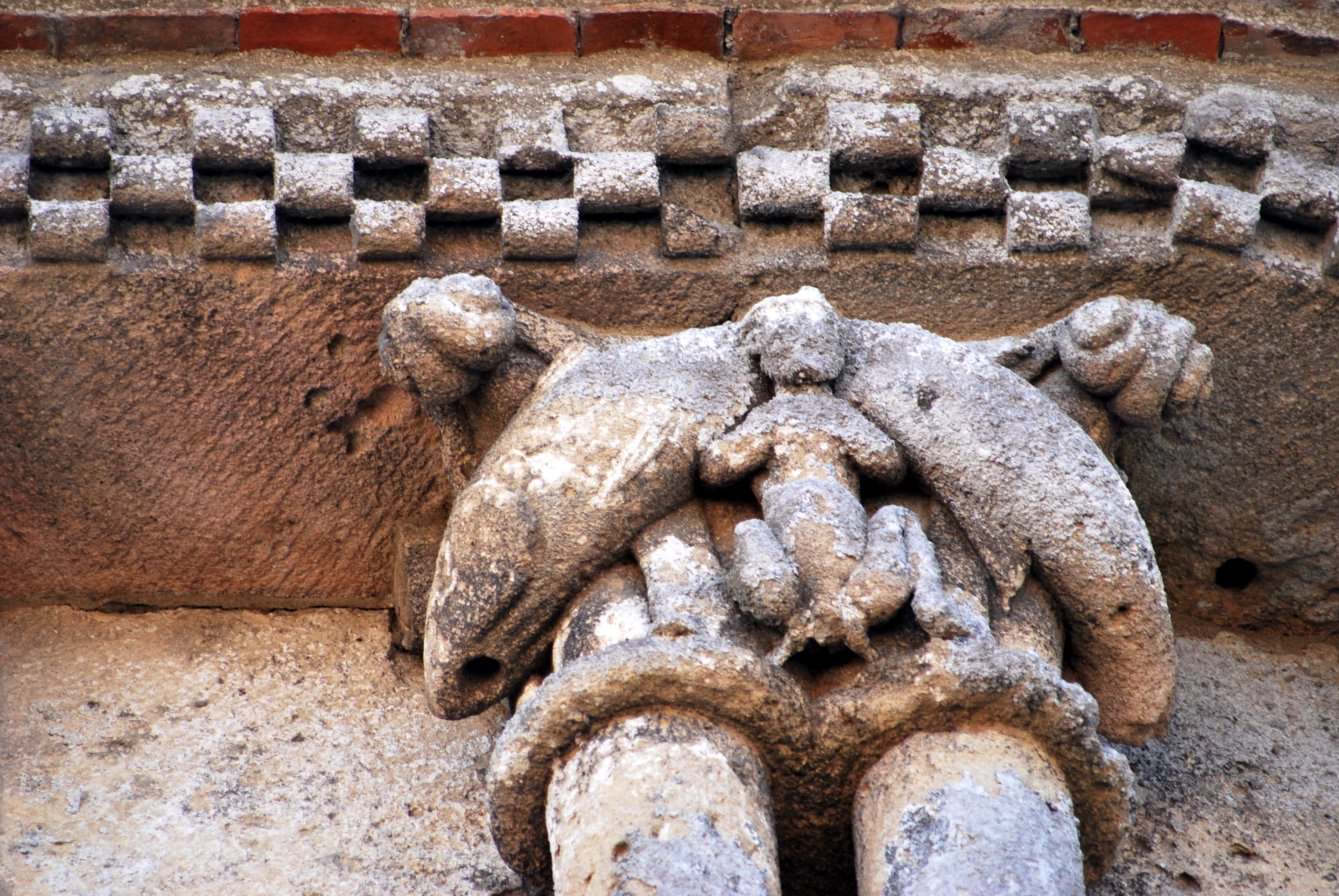
Le porteur de poisson
La double corbeille est de grande taille (plus d'un mètre de largeur) et la corniche à billettes repose directement sur elle. L'unique occupant est un homme nu au milieu, accroupi, en équilibre sur la pointe des pieds. Il porte sur ses épaules un poisson gigantesque. La bête est déployée en arc de cercle au second plan. La tête et la queue pendent latéralement. Sur le fond, des corbeilles de grandes volutes se déroulent dont les caulicoles sont constituées par la succession des tores épais.
Le poisson, dont les écailles, nageoires et branchies sont soigneusement finies, a la forme d'un saumon ou d'un esturgeon. Il existait, dans la Garonne, des spécimens d'esturgeons de 3 à 5 mètres de long, ce qui rend l'image vraisemblable.
L'homme possède un visage très large, à pommettes saillantes ; ses oreilles décollées se découpent sur la chevelure rejetée en arrière. Des ridules rayonnent autour de sa bouche dont la mimique semble joyeuse. Il porte une barbe. Son regard est fixe et ne montre aucune souffrance.
L'homme est apparemment vu de face, mais en réalité il est un « homme inverti » ou sodomite : la tête et le buste sont vus de face, le bas du corps est vu de dos. Il est accroupi en position dite de défécation. Entre ses fesses nues, un autre poisson a glissé sa nageoire caudale que l'on voit pendre.
L'imagier a réalisé une synthèse entre deux lieux communs du répertoire caricatural. D'une parte le pisciphore, emblème de l'homme asservi au poisson, métaphoriquement la luxure, qui écrase sa conscience sous le poids de son péché en appuyant sur le calembour poisson PÉCHÉ et le PÉCHÉ moral. D'autre parte l'inverti (dans le sens de l'inversion de la pulsion sexuelle) avec un poisson entre ses fesses. L'association entre le porteur de poisson et l'inverti est assez rare dans la région. On trouve d'autres exemples à l'église Saint-Blaise d'Esclottes (Dordogne) et à l'église Saint-Martin-de-Monphélix de Pondaurat.
Certains guides touristiques affirment, sans analyse et sans prendre en compte le contexte des dizaines d'exemples  de chapiteaux et modillons de porteurs de poisson, qu'il s'agit de Tobie, qui soignait la cécité de son père avec le fiel d'un grand poisson. C'est évidemment une interprétation qui ne résiste pas à une analyse critique. Pour plus de détails voir pisciphore et homme inverti.
Les trois baies de l'abside orientale
Le décor est de conception ordinaire : simples torsades, entrelacs et bouquets de volutes en faible relief ornent les chapiteaux des fenêtres. Les deux chapiteaux historiés, sur la baie axiale et la baie nord-est, sont très érodés. Les tailloirs et impostes sont aniconiques. Les chapiteaux sont décrits et illustrés sur Commons.

## Iconographie gothique de l'église

### Le portail
L'architecture de la façade occidentale appartient au gothique de la fin du XIIIe siècle. Mais il subsiste à l'angle nord-ouest de la façade un gros massif à colonnes fasciculées, caractéristique de l'ordonnance des façades romanes saintongeaises. Ce vestige laisse penser qu'un premier frontispice a dû précéder l'actuelle façade.
L'ordonnance gothique est sans surprise : niches, colonnettes, et de grandes statues dressées qui décorent un tympan. Haut placé, il ressemble à ce qui se faisait dans la région, comme la porte trilobée de la basilique Saint-Seurin de Bordeaux ou celle de l'église Saint-Jean-Baptiste de Mézin (Lot et Garonne).
La porte d'entrée s'ouvre sous un arc trilobé surmonté d'un tympan portant deux scènes sculptées :
- Sur le linteau, se trouvent onze apôtres nimbés mais défigurés par un martelage iconoclaste, sans doute pendant les guerres de religion. Parce qu'ils sont onze, donc sans Judas, l'imagier a voulu représenter l'Ascension.
- Sur le bandeau supérieur, se lisait encore en 1845, selon un dessin de Léo Drouyn[8], une inscription en majuscules : « EGO SUM QUI SUM » (Je suis celui qui est).
- Effectivement, au-dessus du bandeau, le Christ est assis entre deux archanges debout et deux personnages agenouillés, dont une femme couronnée. Il est probable que ces deux intercesseurs représentent la Vierge Marie et saint Jean.
- Sur les deux voussures extérieures, se trouvent seize anges. La décoration de la voussure intérieure s'inspire de la parabole des dix vierges, dont cinq sages et cinq imprudentes. Mais, faute de place, seulement trois vierges sages et quatre imprudentes sont représentées. Cette parabole est reprise dans les fresques de l'arc-doubleau du sanctuaire décrites ci-dessous.
- Les piédroits de cette porte sont partagés en deux étages. Deux statues drapées mais décapitées occupent, à l'étage supérieur, deux renfoncements. À gauche, se trouvent deux petits frontons triangulaires.

Les sculptures des trois registres sont rassemblées dans une mise en scène sévère et hiératique où l'étincelle de la vie est absente.
Le portail a été restauré et légèrement modifié au cours du XIXe siècle.

### Les vantaux
Les antiques vantaux monumentaux, datant de 1240, avaient été rendus classiques par un dessin de Léo Drouyn. On les a remplacés vers 1865 par une menuiserie quelconque. Les deux vantaux pourrissaient dans un débarras voisin, utilisés comme plancher à barriques jusqu'au début du XXe siècle. Le 26 juillet 1913, ils étaient classés au titre d'objet par les Monuments Historiques et sont maintenant exposés dans le narthex de l'église.
Les vantaux sont assez bien conservés et assurent un rare témoignage de l’art de la serrurerie du XIIIe siècle. Chaque vantail est constitué de quatre planches d’un seul tenant, l’un d’eux contenant une porte-guichet. L’ensemble est remarquable pour le réseau de ferrures visible sur les faces intérieures. Elles habillent le bois et fixent les planches entre elles.
Quant au cadre de la composition, il copie le tracé de l’encadrement de pierre originel, en particulier le linteau trilobé. Les cinq pentures métalliques réparties sur la hauteur sont ciselées de chevrons et s’achèvent en fer de lance. Un réseau de traverses sculptées et de montants cloués constitue un décor élaboré avec un jeu de petits arcs à la jonction des verticales et des horizontales.
On note qu’il y a une croix potencée gravée en bas relief sur l’écoinçon situé en partie haute mais sur un seul côté (une signature des cagots peut-être).
Cet exceptionnel travail gothique est l’une des œuvres maîtresses de l’église. En effet, il est très rare qu’une église romane puisse aujourd’hui profiter de ses vantaux de bois d’origine ainsi que des ferrures allant avec.

### Les peintures murales
Vers la fin du XIIIe ou le début du XIVe, la voûte de l'abside orientale et la voûte du carré du transept étaient couvertes de peintures murales, inspirées par l’apocalypse de saint Jean et La Légende dorée de Jacques de Voragine. Ces peintures ne sont pas, comme affirment certains guides, des fresques (peints « a fresco »), mais des peintures « a secco ».
Dans le contexte de l'évangélisation des campagnes après la Révolution française, il a été décidé de les restaurer en 1825, par le peintre Sandré. Cette restauration est critiquée en 1860 par Charles Des Moulins, parfois décrite pendant le XXe siècle comme « malheureuse » dans des guides touristiques, le plus souvent sans explication supplémentaire. Une étude de ces peintures a été faite en 1997. La restauratrice Rosalie Godin a écrit dans son rapport de 1997 que Sandré a systématiquement rechampi les fonds en soulignant de noir les contours, et les traits des personnages, en utilisant « une peinture épaisse, mate, couvrante, ne laissant absolument pas voir les couches sous-jacentes ». Des sondages ont montré qu'il a pu y avoir des différences de couleurs importantes entre la reprise de Sandré et la peinture originelle. Cependant, lors d'une restauration en 2008-2009, sous l'égide des Monuments Historiques, il a été constaté que toute l'iconographie est parfaitement conforme à l'originelle, mais que seulement certaines couleurs ont été modifiées : le rouge et le jaune qui dominent aujourd’hui, alors que le bleu aurite et le rouge cinabre constituaient les fonds à l’origine.

#### Abside orientale
Les peintures de la voûte représentent principalement trois visions tirées de l’apocalypse de saint Jean. Au centre, dans une auréole elliptique, apparait Dieu le Père assis sur un trône. Deux grands compartiments également elliptiques, mais dont l'axe majeur est horizontal, accompagnent le motif central.
Dans le compartiment de gauche, figure un ange assis sur un trône présentant à l'agneau le livre aux sept sceaux. Un autre ange vole vers lui et un troisième lui sonne une trompette à l'oreille. Des flammes embrasent l'autel sur lequel l'agneau est debout. L'agneau va briser successivement les sept sceaux, ce qui provoque chaque fois une nouvelle vision.
Le compartiment de droite représente l'ouverture du sixième sceau, qui annonce la fin du Temps : tremblement de terre, le soleil devient noir, la lune rouge, les étoiles tombent… Quatre cercles égaux disposées en croix, s’enlacent en formant treize divisions. Chaque division présente un motif différent. Au centre, le Christ est accompagné de quatre têtes sans caractère distinct. Tout autour, se groupent les quatre évangélistes avec leurs attributs et écrivant. Quant aux quatre dernières divisions, trois d'entre elles sont occupées par un ange et la dernière, en bas, un gisant. À droite et à gauche, aux extrémités du compartiment, se dressent deux grands anges ayant chacun à leurs pieds un autre scène du Jugement dernier. L'ange de gauche porte un soleil noir.
Au centre, on trouve l'ouverture du septième sceau, qui donne une vision du Jugement Dernier. Dieu le Père tient dans sa bouche un glaive placé horizontalement, de sa main gauche, deux clefs et de sa droite, la boule du monde. Devant lui, comme une croix pectorale, se présente un crucifix. Quatre chandeliers sont posées à sa droite et trois à sa gauche. Le tétramorphe complète cette composition et, à chacun de ses emblèmes, est joint un ange aux grands ailes, l'un portant un attribut différent et ayant une attitude distincte de l'autre.

#### Le carré du transept
La voûte du carré du transept est d'abord partagée en quatre voûtains, qui correspondent aux quatre points cardinaux. Puis chaque voûtain est divisé en plusieurs compartiments, celui du : Nord en 3 ; de l'Ouest en 3 ; du Sud en 5 et de l'Est en 4. La majorité des compartiments relatent scènes de la vie de saint Jean l’évangéliste, telle que nous la conte la Légende dorée. Les récits de ce livre appuyant souvent sur les évangiles apocryphes et les scènes ne sont plus familières aux non-spécialiste.
Le deuxième thème est celui de l’Annonciation faite à Marie et l’Assomption de la Vierge.
Dans chaque voûtain les deux angles de la base forment des petits compartiments qui contiennent la tête et la buste d'un homme.

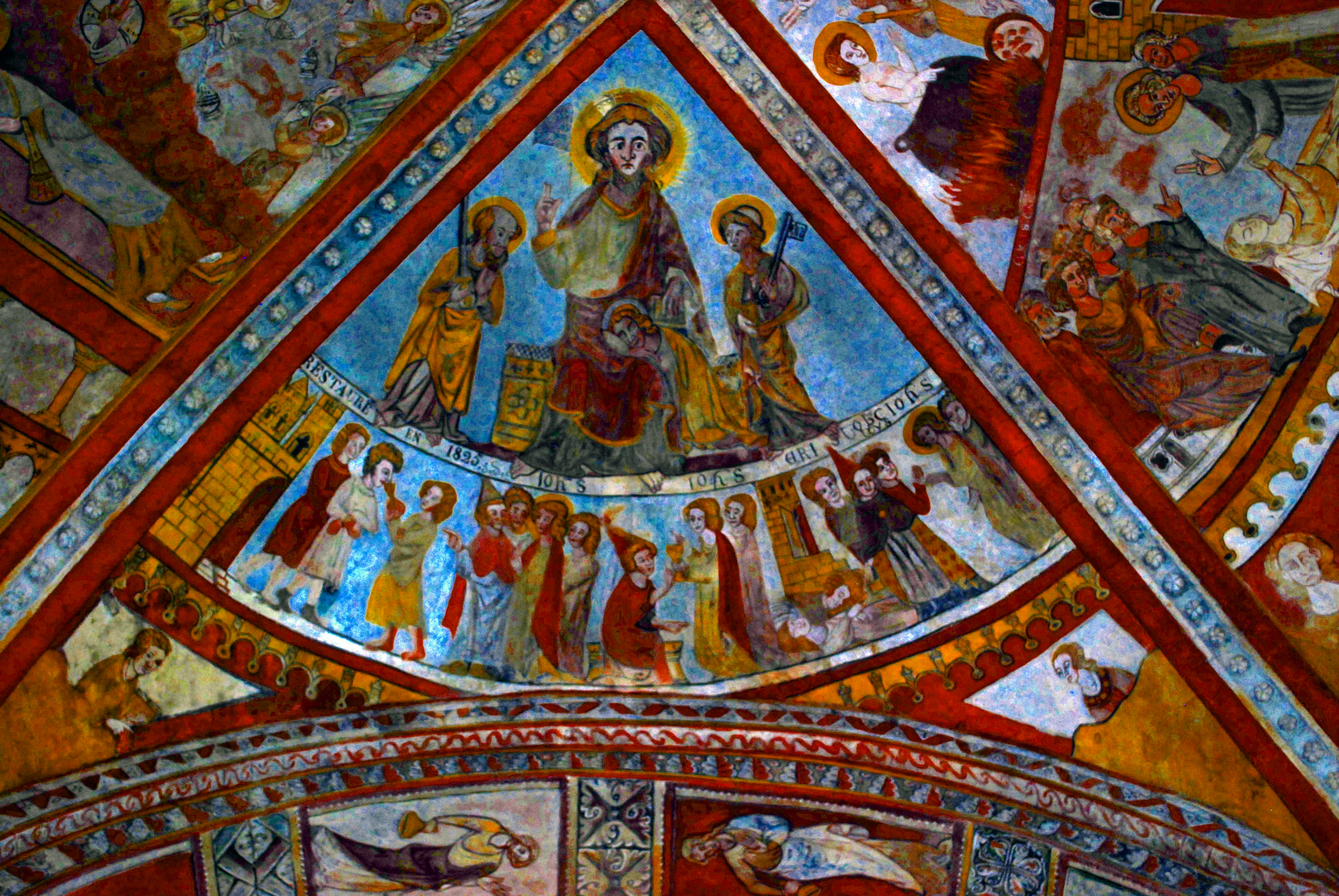
Voûtain Est

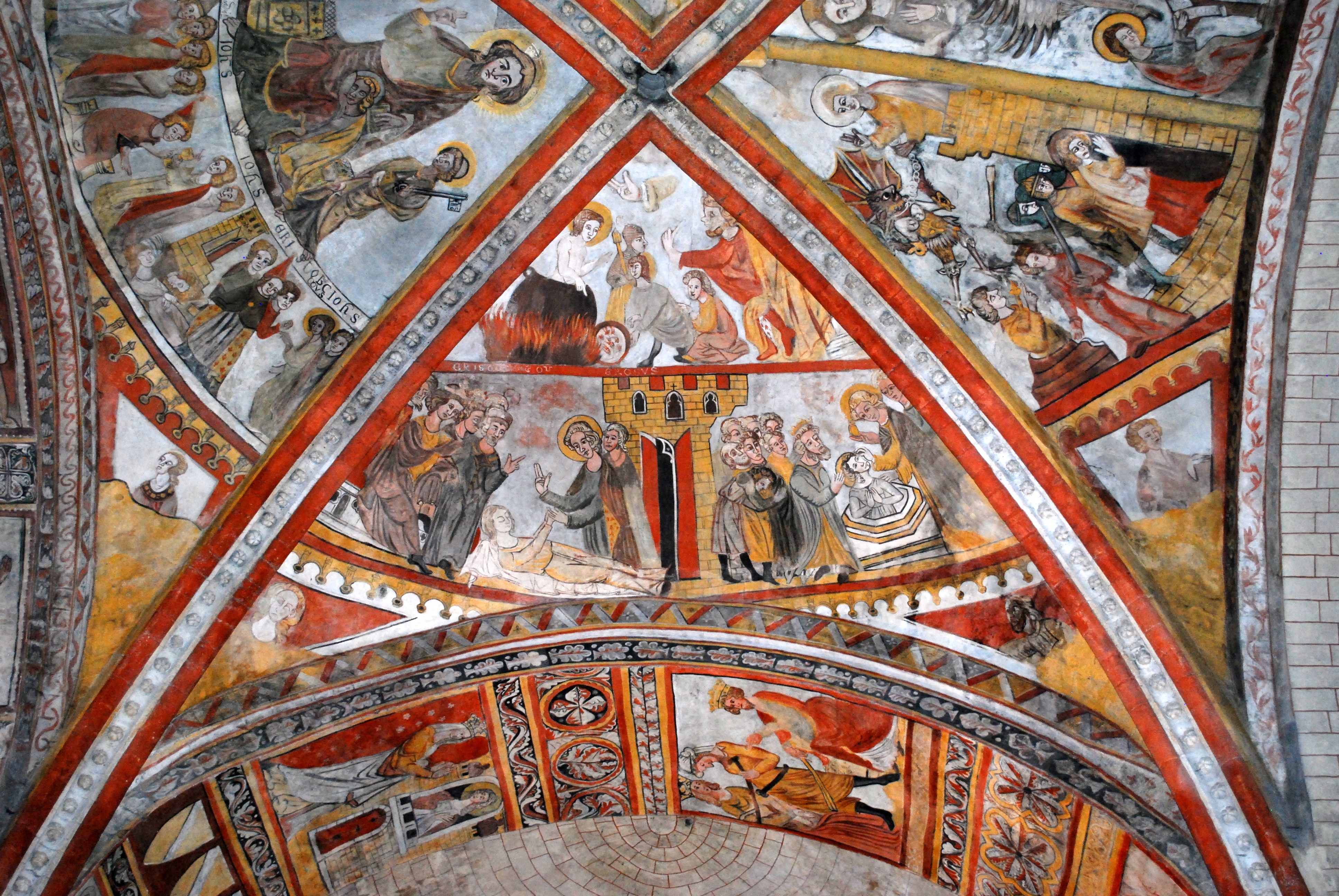
Voûtain Sud

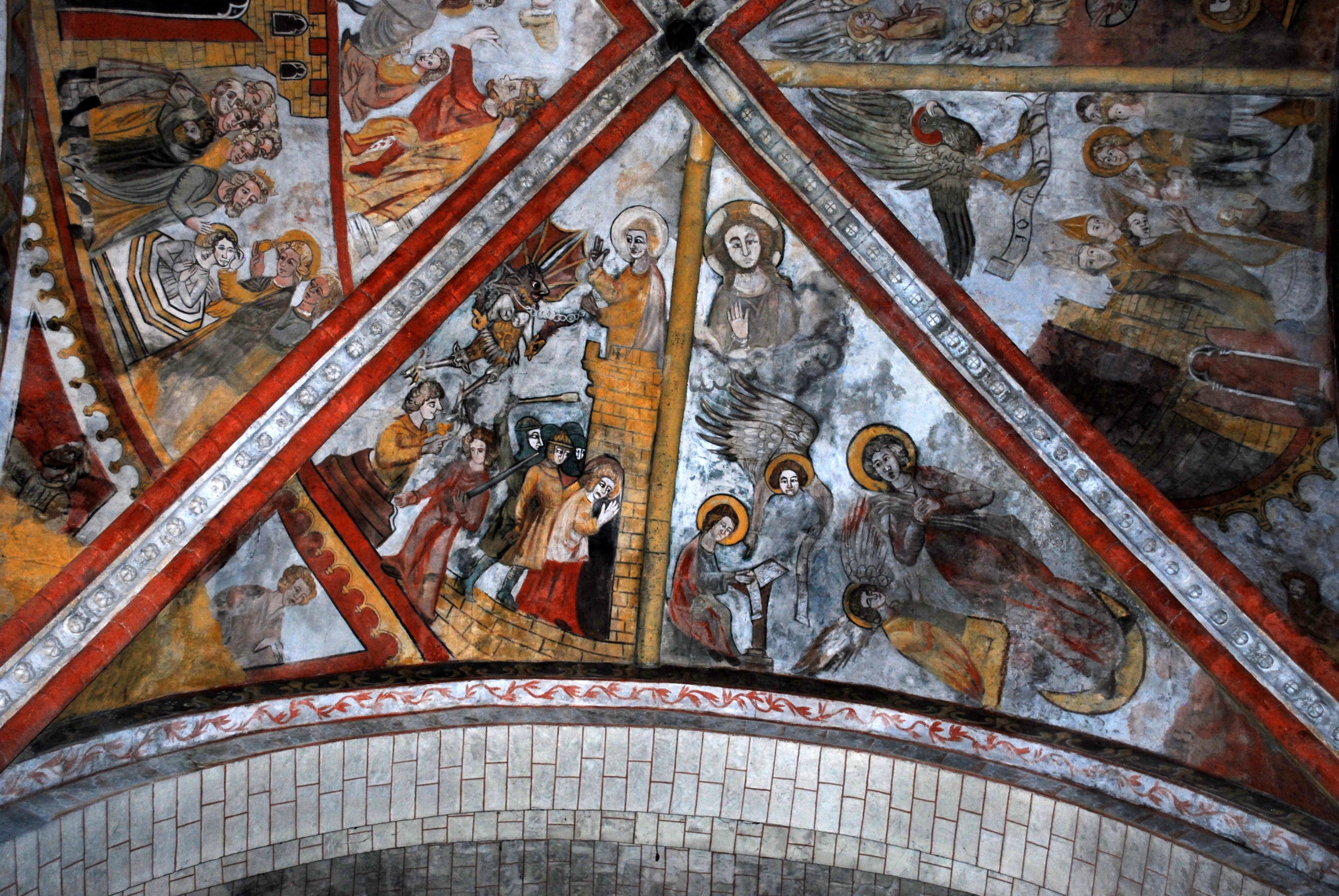
Voûtain Ouest

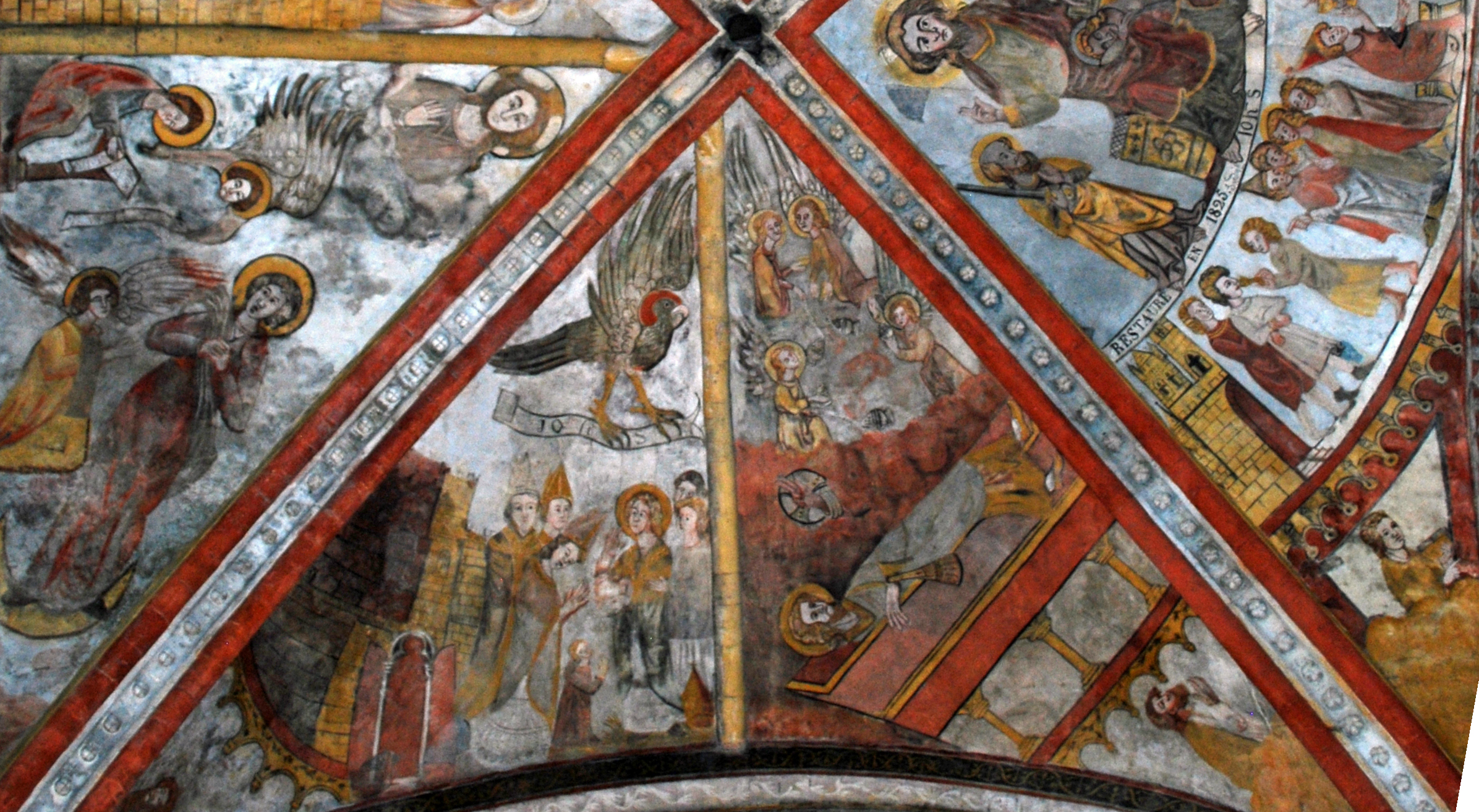
Voûtain Nord

Voûtain Est : Au sommet du triangle, saint Jean pose sa tête sur les genoux du Maître trônant entre saint Pierre, à droite et saint Paul, à gauche.
Dans le compartiment dessous, s'ordonne le récit du « miracle des poisons à Éphèse », opposant l'évangéliste, auréolé d'or, au grand prêtre d’Artémis, Aristodème, repérable à sa coiffe païenne conique. Le récit se lit de droite vers la gauche : 
Deux prisonniers boivent la coupe de poison et vont s'écrouler. Puis Aristodème présente lui-même le poison à saint Jean, qui le consacre, le boit sans effet et sort victorieux du défi. Enfin, Aristodème exige en sus la résurrection des prisonniers, que Jean fait. Convaincu, il finit par se convertir, ceint d'une croix pectorale.
Voûtain Sud : Au sommet du voûtain on voit saint Jean, devant la Porta Latina à Rome, subit l'épreuve de huile bouillante sur l'ordre de l’empereur Domitien.
Dans le compartiment inférieur à gauche, saint Jean rencontre le cortège funèbre de Drusienne, morte avant de l'avoir vu revenir de l'exil. Jean le ressuscite.
Dans le compartiment inférieur à droite, l'ancien prêtre païen Aristodème reçoit le baptême dans une cuve octogonale. A ses côtés le gouverneur d’Éphèse s'apprête à l'imiter.
Voûtain Ouest : Le compartiment de gauche figure une scène d'exorcisme qui se déroule pendant l'emprisonnement de Jean à Rome. Le saint tire par une chaîne un diable griffu, aux ailes de chauve-souris, qui possède une femme prisonnière d'une base de colonne.
Dans le compartiment à droite on a la représentation de l'Annonciation et de l'Assomption de la Vierge.
Voûtain Nord : Dans le compartiment de gauche saint Jean procède à l'ordination de nouveaux évêques, après son triomphe sur l'idolâtrie à Éphèse.
À droite, sa mission terminée, Jean accomplit son auto-ensevelissement et les anges s'apprêtent à l’accueillir aux cieux.
Les arcs doubleaux du transept
- L'arc de l'abside nord : scènes de la vie de saint Jacques majeur, d'après la Légende dorée.
- L'arc doubleau du sanctuaire : la parabole des dix vierges, cinq sages et cinq imprudentes, racontée dans l'Évangile selon saint Matthieu, chapitre 25, versets 1-13.
- L'arc de l'abside sud : la légende de sainte Catherine, d'après la Légende dorée.

|  |

|  |

|  |

## Le mobilier de l'église
Dans l’église, se trouve un ensemble de reliquaires attestant de la richesse de la ville : deux reliquaires en applique qui concernent l’un saint Macaire, l’autre saint Eutrope, et qui sont ornés d’une riche décoration végétale traitée à la feuille d’or et quatre reliquaires sur pied consacrés à saint Vincent de Paul, saint François Borgia, sainte Rosa de Viterbe et saint Vincent Levite.
|  |

L'église possède également un certain nombre de sculptures dont saint Antoine de Padoue, un Christ régnant en bois doré du XVIIIe siècle ainsi qu'une vierge à l'enfant en bois de chêne peinte et dorée, qui date du XVe siècle
- La Vierge à l'Enfant : Cette statue témoigne de l’art gothique finissant, au XVe siècle et constitue un exemple du passage du Moyen Âge à la Renaissance. En effet, on note un certain hiératisme de l’expression des visages, une maladresse dans la représentation des mains et une sensible disproportion entre les jambes et le buste de la Vierge. Quant au bombement du ventre de la mère et de l’agitation des jambes de l’enfant, cela appartient en revanche au nouvel art. L’œuvre est à rattacher à l’école du bas Quercy centrée sur Moissac. 
La tradition narre que cette statue est retrouvée flottant sur la Garonne après la mise à sac par les huguenots. Elle est désormais dédiée aux mariniers du port. Les plus vraisemblables hypothèses indiquent qu'elle semble être Notre-Dame des Anges, issue du monastère franciscain hors les murs. La statue a été classée[12] à titre d'objet par les Monuments Historiques le 5 septembre 1984.

- Christ régnant : La statue date du XVIIIe siècle. Le Christ régnant est représenté selon l’iconographie traditionnelle : il est figuré debout, bénissant de la main droite et tenant le globe terrestre sur le bras gauche.

Les statues
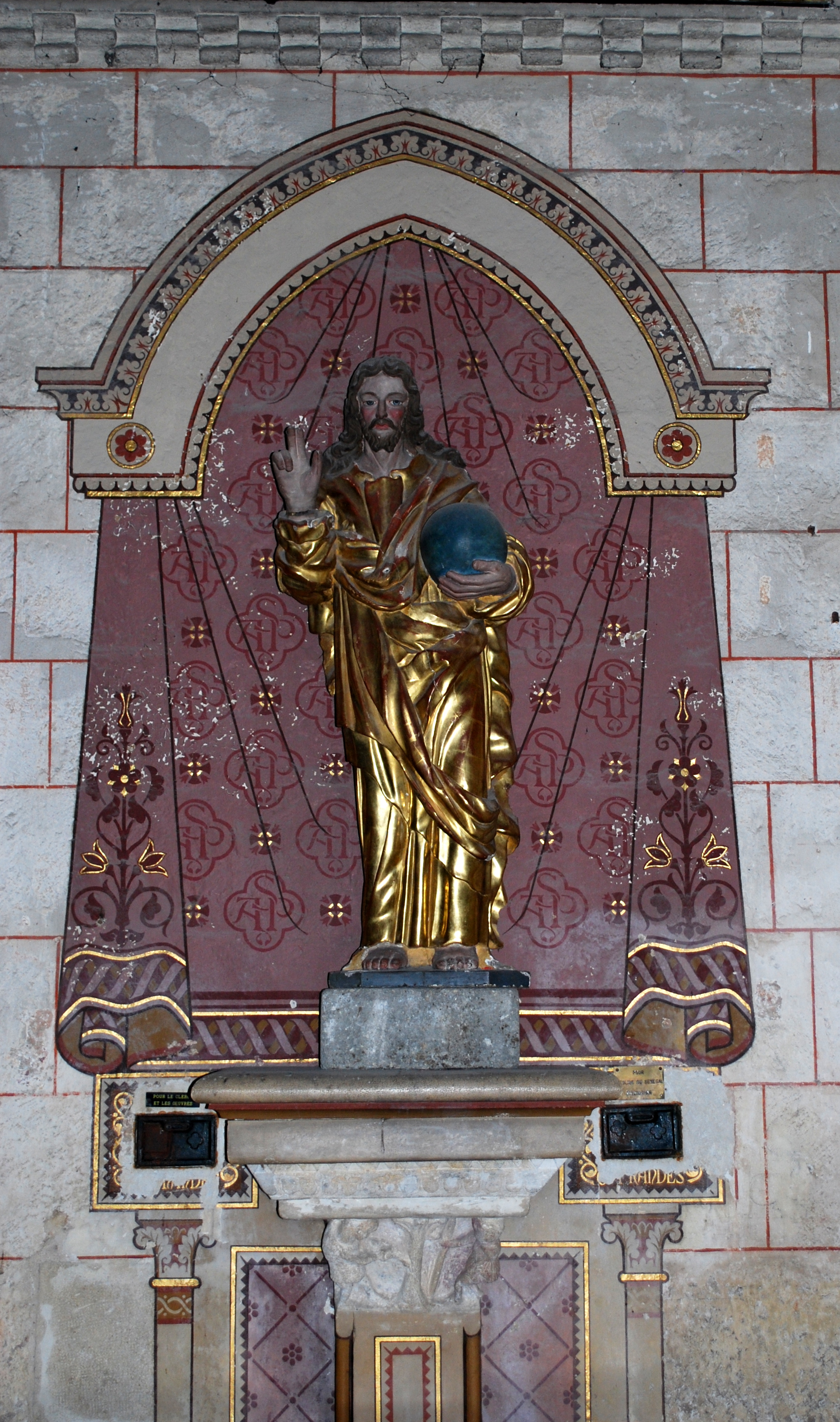
Christ régnant
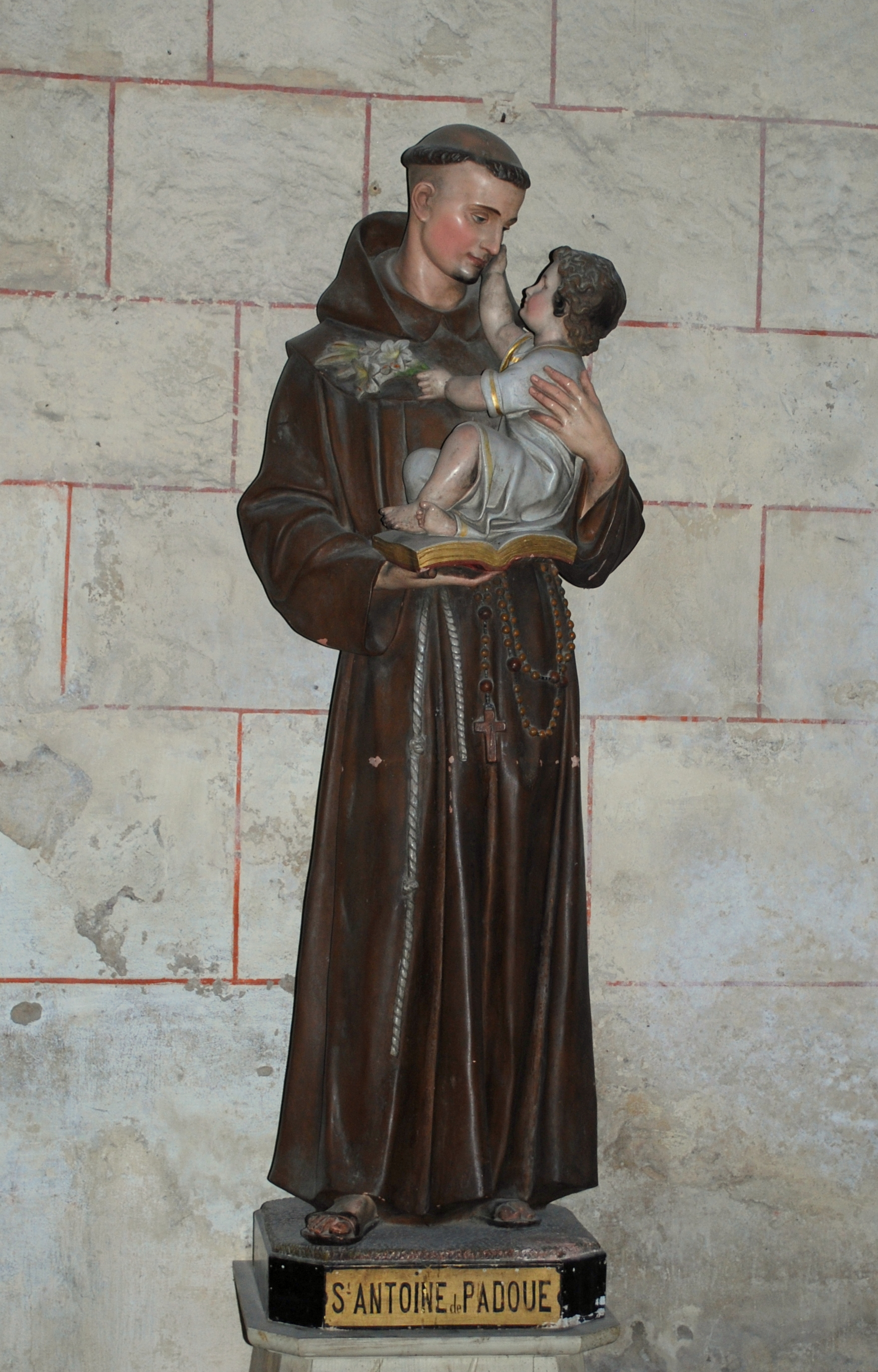
Saint Antoine
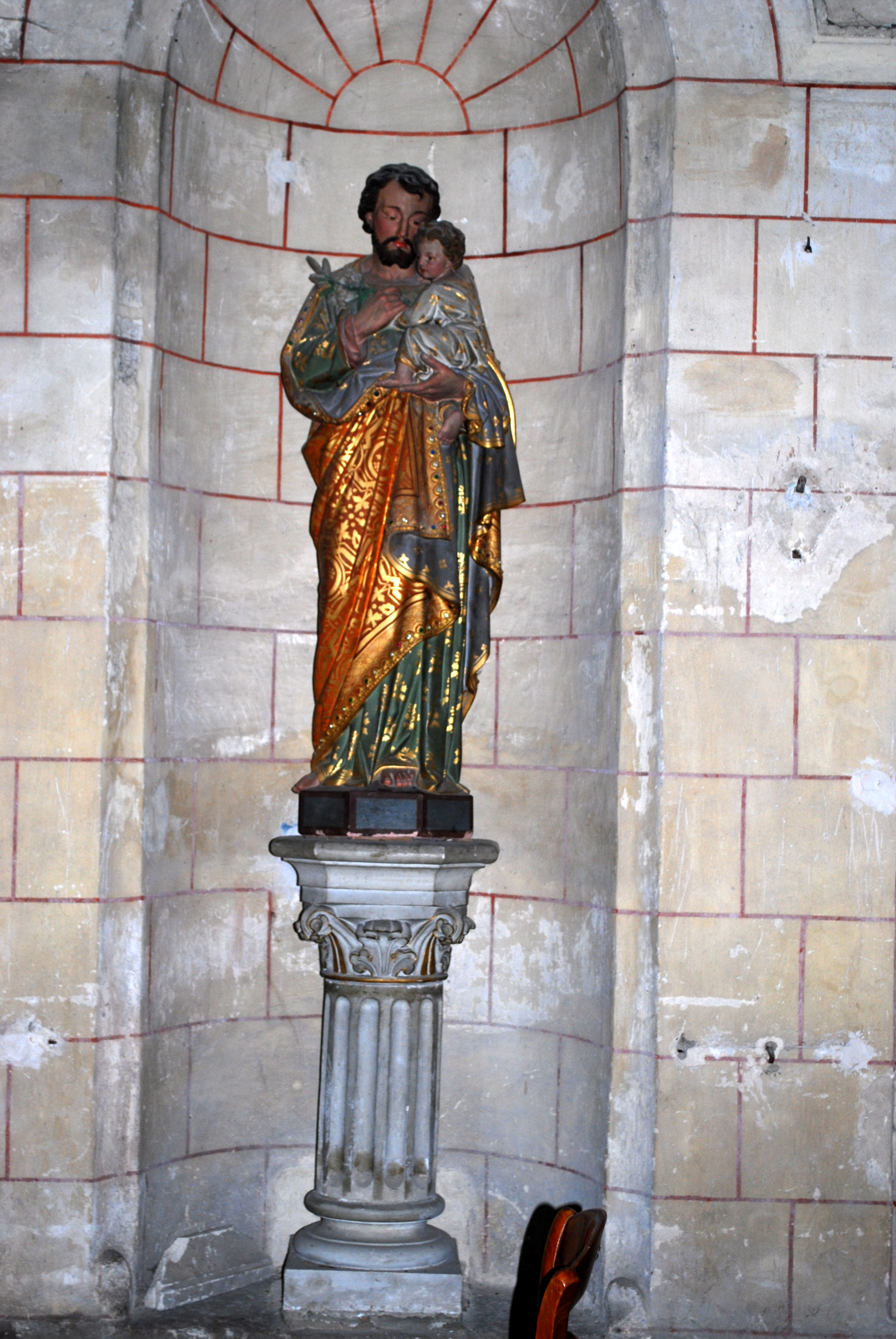
Saint Joseph
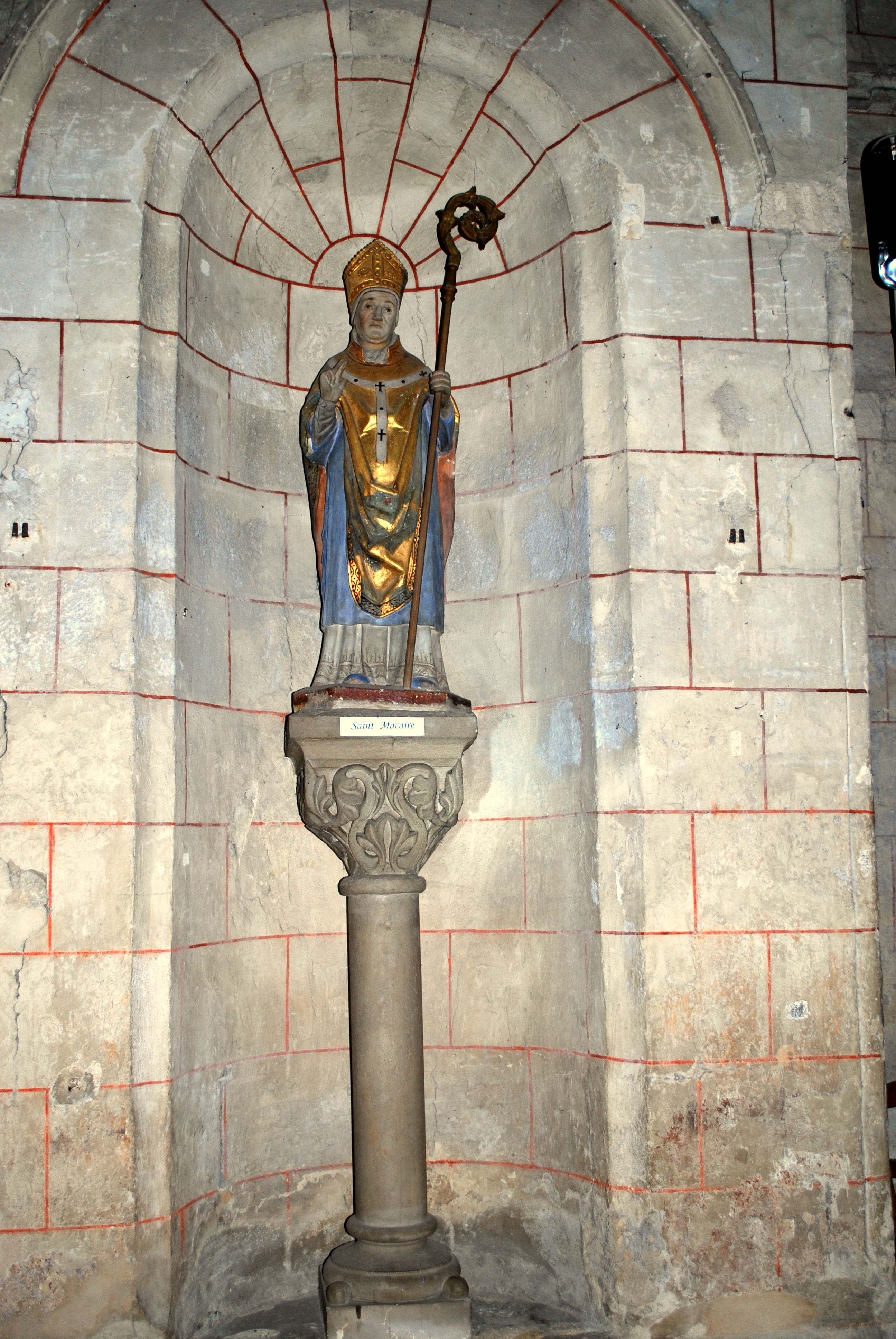
Saint Macaire

Vitraux
L’église a fait l’objet de travaux entrepris par le conseil de fabrique en 1825 ayant pour but de restaurer l’édifice dans son style médiéval d’origine. Quant à la pose de nouveaux vitraux, en 1870, elle constitue la dernière étape de cette démarche avec la construction d’une tribune au-dessus de l’entrée de la nef. Ces vitraux, œuvre du maître-verrier Joseph Villiet, sont un exemple caractéristique de l’art du vitrail du XIXe siècle. La recherche formelle est inspirée de l’art gothique mais, sur le plan technique, de nouvelles couleurs sont apportées.
- Vitrail de l’Annonciation : le vitrail de l’Annonciation, dans l'abside nord, présente une baie à remplages gothiques, contemporaine du clocher. Elle est mise à profit pour répartir les personnages de l’épisode biblique de manière traditionnelle : l’ange Gabriel est figuré à gauche, la Vierge à droite. Ils sont couronnés par Dieu le Père. Il fait écho à l’Annonciation figurée sur un chapiteau du XIIe siècle dans l'abside orientale, mais dans l'esprit néo-gothique.

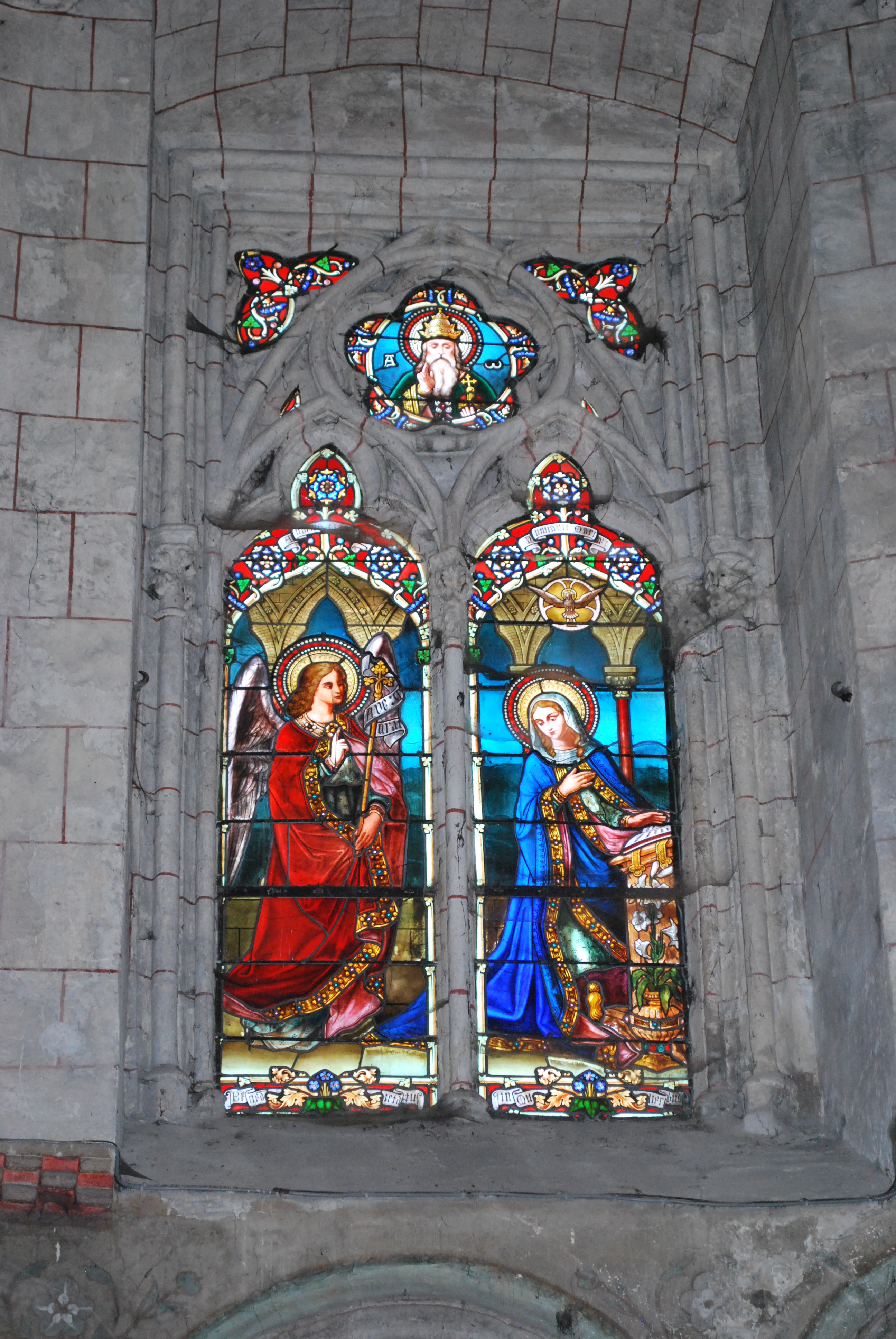
Abside nord
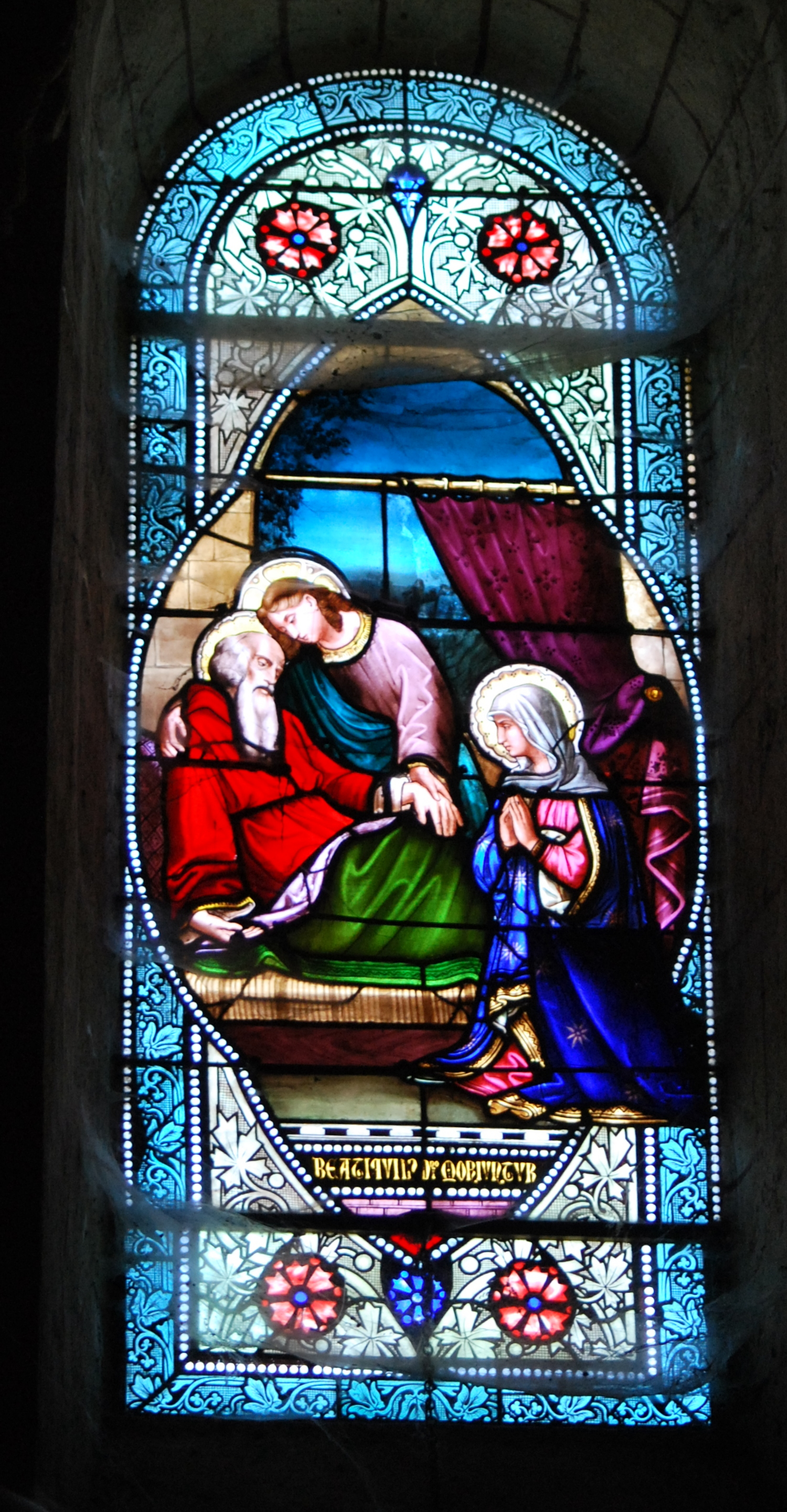
Abside sud
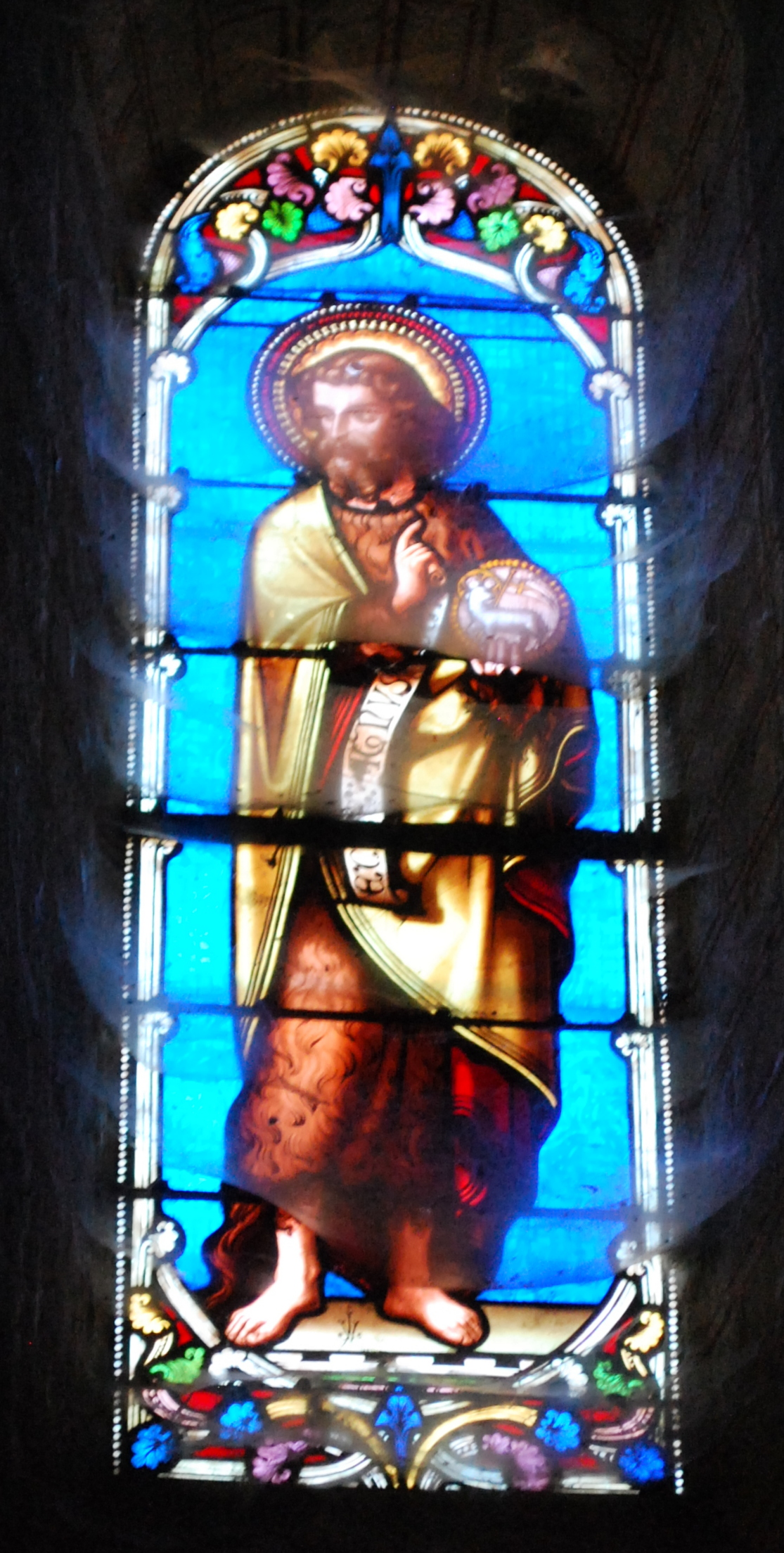
Abside est, baie nord
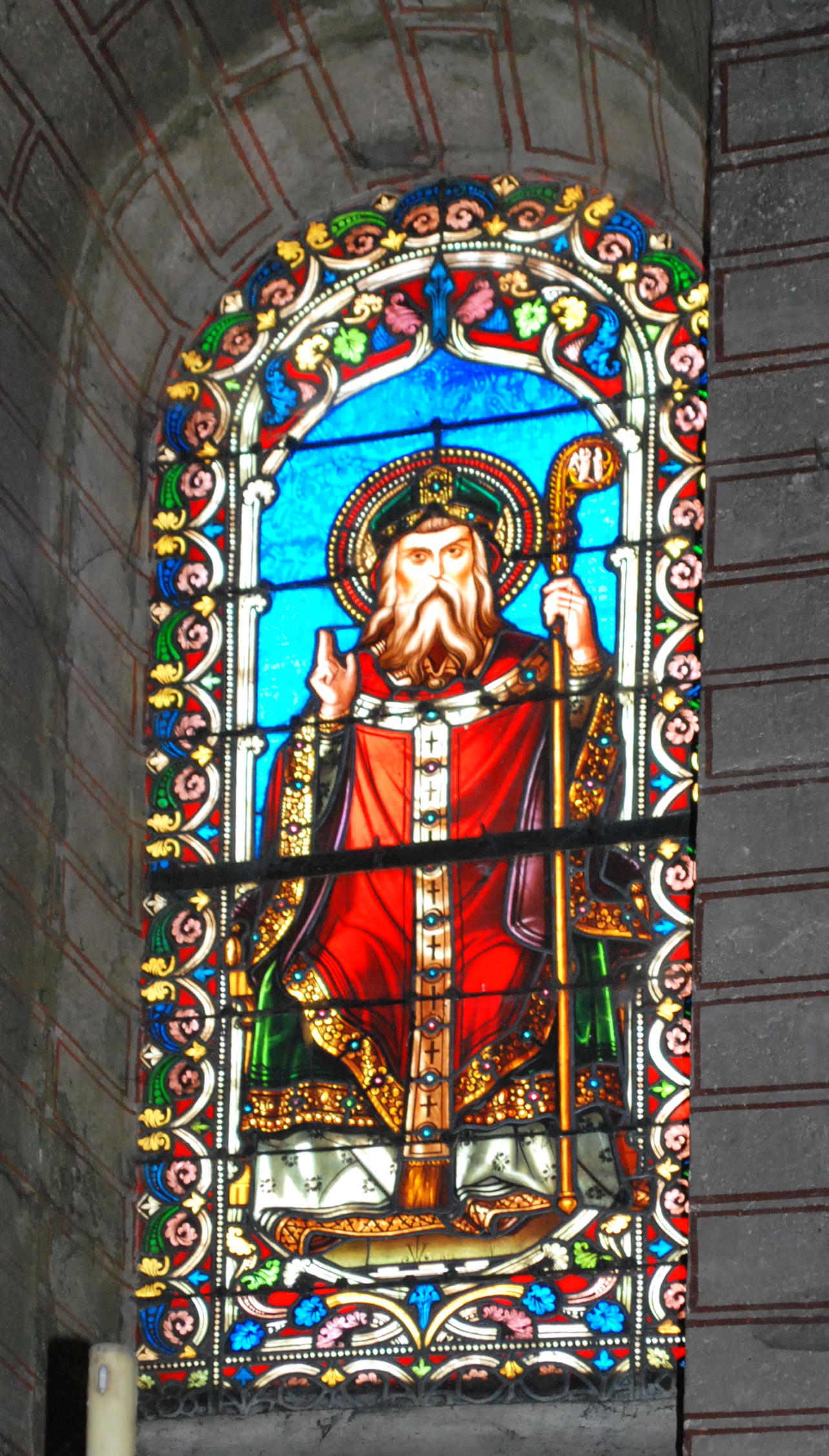
Abside est, baie axiale
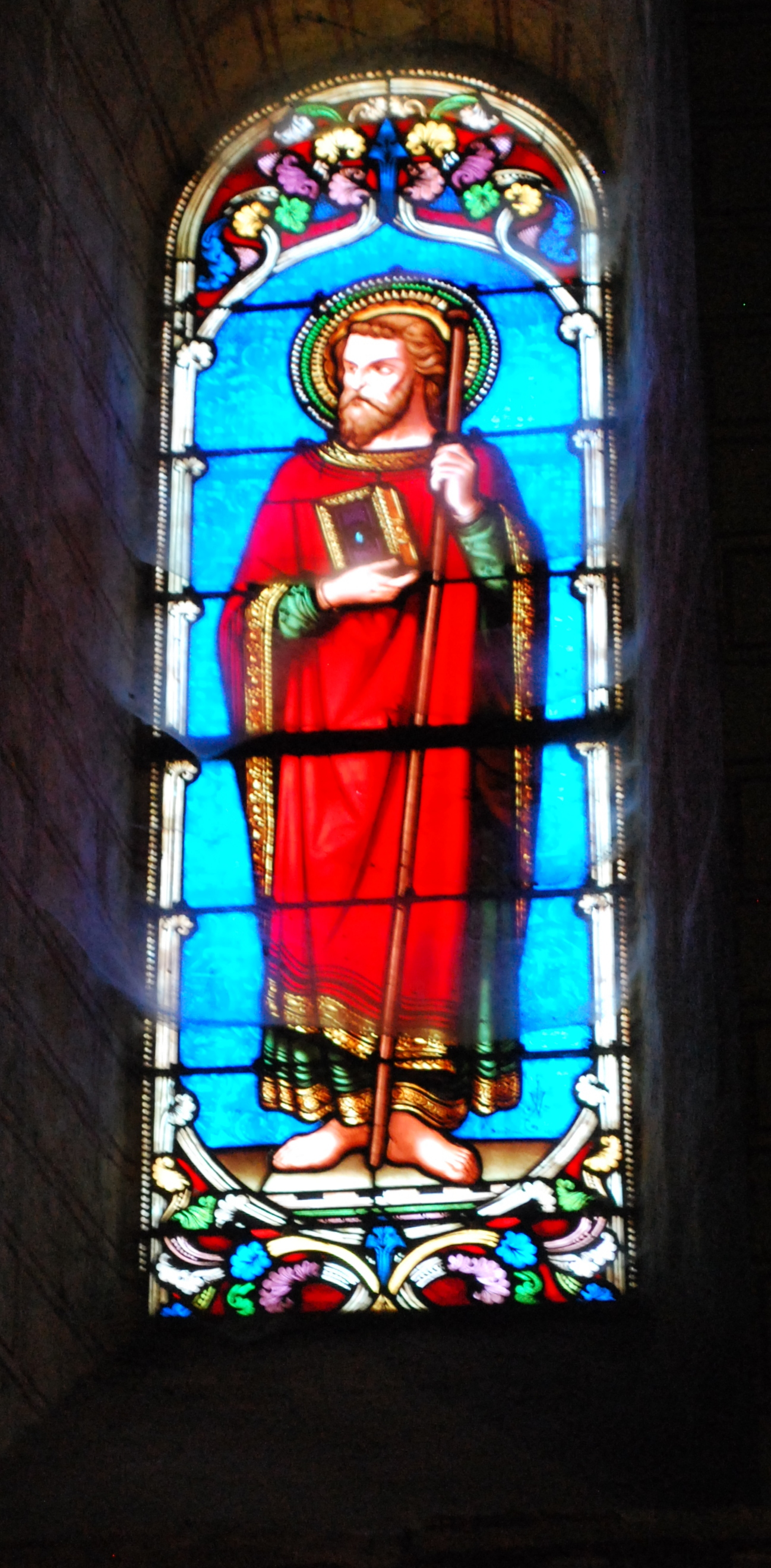
Abside est, baie sud

Les tableaux
La ville de Saint-Macaire, longtemps habitée par une riche bourgeoisie négociante, fait profiter la paroisse et l’église de sa prospérité. L’église Saint-Sauveur conserve de nombreuses œuvres d’art :
- L’église conserve deux tableaux peints à des périodes proches représentant le même sujet : saint Macaire plaçant la ville sous la protection de la Vierge. La présence de ces deux tableaux dans la même église permet une confrontation entre deux visions stylistiques différentes sur un même sujet.

| voir la légende ci-après |

Le premier tableau, peint en 1701 (et restauré en 2006) présente un caractère baroque contrairement à l’autre œuvre du même sujet, peint à la fin du XVIIe siècle. Il est cependant très inspiré de son pendant plus ancien, dans la composition et l’iconographie. En effet, le saint, la Vierge et la ville y sont représentés suivant le même schéma général : de précieuses informations sont indiqués sur la figuration de la cité.
Aussi, l’appartenance au courant baroque est-elle certifiée par la composition générale de l’œuvre et la prolifération des putti, mais aussi dans les aplats de couleurs très mouvementés.
La composition du tableau reste assez archaïsante pour l’époque. Cela apparait dans la perspective et la profondeur du paysage ou encore sur le visage de la Vierge à l’Enfant, trônant dans les cieux après le dévoilement par des anges.
D’un point de vue iconographique, l’abbé Macaire, crosse tournée vers l’intérieur, tient dans ses mains une ville très différente de la réalité. Il en est de même pour le paysage de la scène au relief tourmenté, dans lequel on observe une probable influence de la peinture septentrionale.
Par ailleurs, le sujet du tableau est indiqué par une inscription latine dans un cartouche sur fond noir, sur le haut gauche de la toile : 1701 JUBTVUA / PRAESIDIUM/CONFUCIMUS/SANCTA DEI GENITRIX // BEATA VIRGINIMARIA PROTECTRI [?] FORTUNIE CIVES UNI/VERSI [uculi] 1701.
|  |

- Jésus chez Marthe et Marie : L’épisode biblique représenté sur le tableau conservé en l’église Saint-Sauveur-et-Saint-Martin (en projet de restauration) est écrit par l’évangéliste Luc sous forme de parabole. Il raconte la venue de Jésus chez Marthe, sœur de Marie et de Lazare. Tandis que Marie assise à ses pieds écoute le Christ, Marthe s’affaire pour la réception. Faisant part de son sentiment d’injustice de voir sa sœur ne pas l’aider au service, Jésus lui répond : « Marthe, Marthe, tu t’inquiètes et t’agites pour bien des choses. Une seule est nécessaire. C’est bien Marie qui a choisi la meilleure part ; elle ne lui sera pas enlevée ».

Le tableau de l’église se distingue de l’iconographie traditionnelle. En effet, l’arrière-plan représenté dans la peinture figure une salle d’hôpital avec des malades rassemblés à deux dans un même lit. Cette image suggère probablement le dîner du Christ chez Simon le Lépreux, au cours duquel Marthe fait le service et Marie lave les pieds de Jésus, six jours avant la Passion. Certaines hypothèses évoquent aussi un rapport ou un lien entre cette représentation atypique et l’existence d’un hôpital de lépreux dans la paroisse voisine du Pian-sur-Garonne. Il est à noter que le Pian est une maladie tropicale semblable à la lèpre.
|  |

- Saint Martin rendant visite à l’Empereur : L’épisode que représente cette peinture du XVIIe ou XVIIIe siècle se déroule au IVe siècle. Le saint évêque de Tours, auteur de plusieurs miracles, veut s’entretenir avec l’empereur Valentinien Ier en son palais de Trèves. L’empereur n’ouvre finalement ses portes qu’après que Martin ait fait pénitence pendant sept jours. À l’entrée de Martin de Tours dans la salle d’audience, l’empereur ne veut pas se lever pour le saluer, alors son trône s’enflamme miraculeusement et l’y oblige. Valentinien, frappé et convaincu de la puissance de l’homme d’église, accède à toutes ses demandes. Le tableau (en projet de restauration) figure le moment précis où le trône brûle, scène miraculeuse à la fois humoristique et édifiante.

- Apothéose de saint Ignace de Loyola : Classé [15] au titre objet le 20 juin 2002.
- Saint Ignace de Loyola envoyant ses compagnons en mission : Classé [16] au titre objet le 20 juin 2002.

Ces deux tableaux, du XVIIe siècle, provient de la congrégation des Jésuites de Bordeaux qui avaient acquis à la fin du XVIe siècle l'ancien prieuré bénédictin de Saint-Macaire.

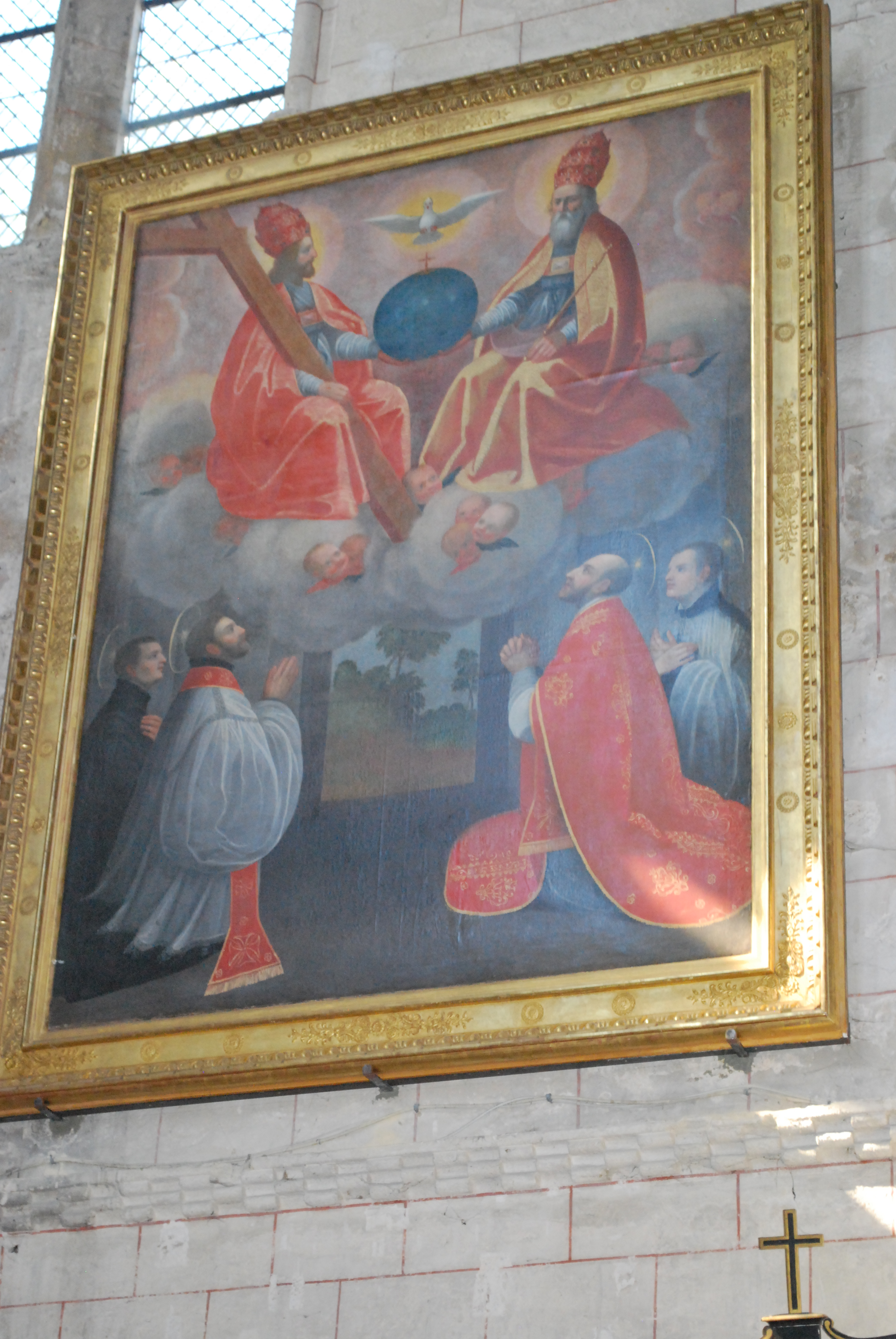
Apothéose de st. Ignace
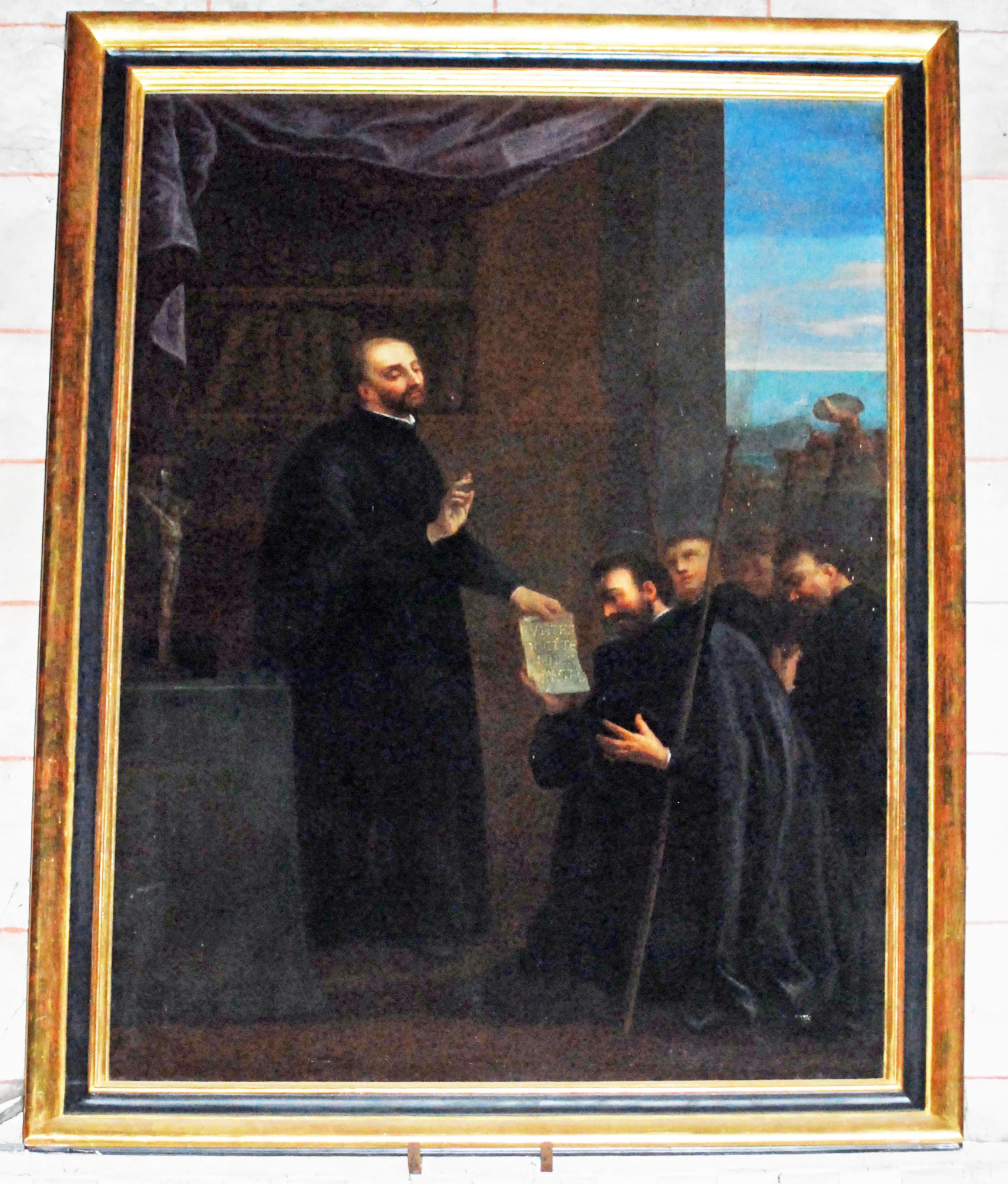
Compagnons de st. Ignace
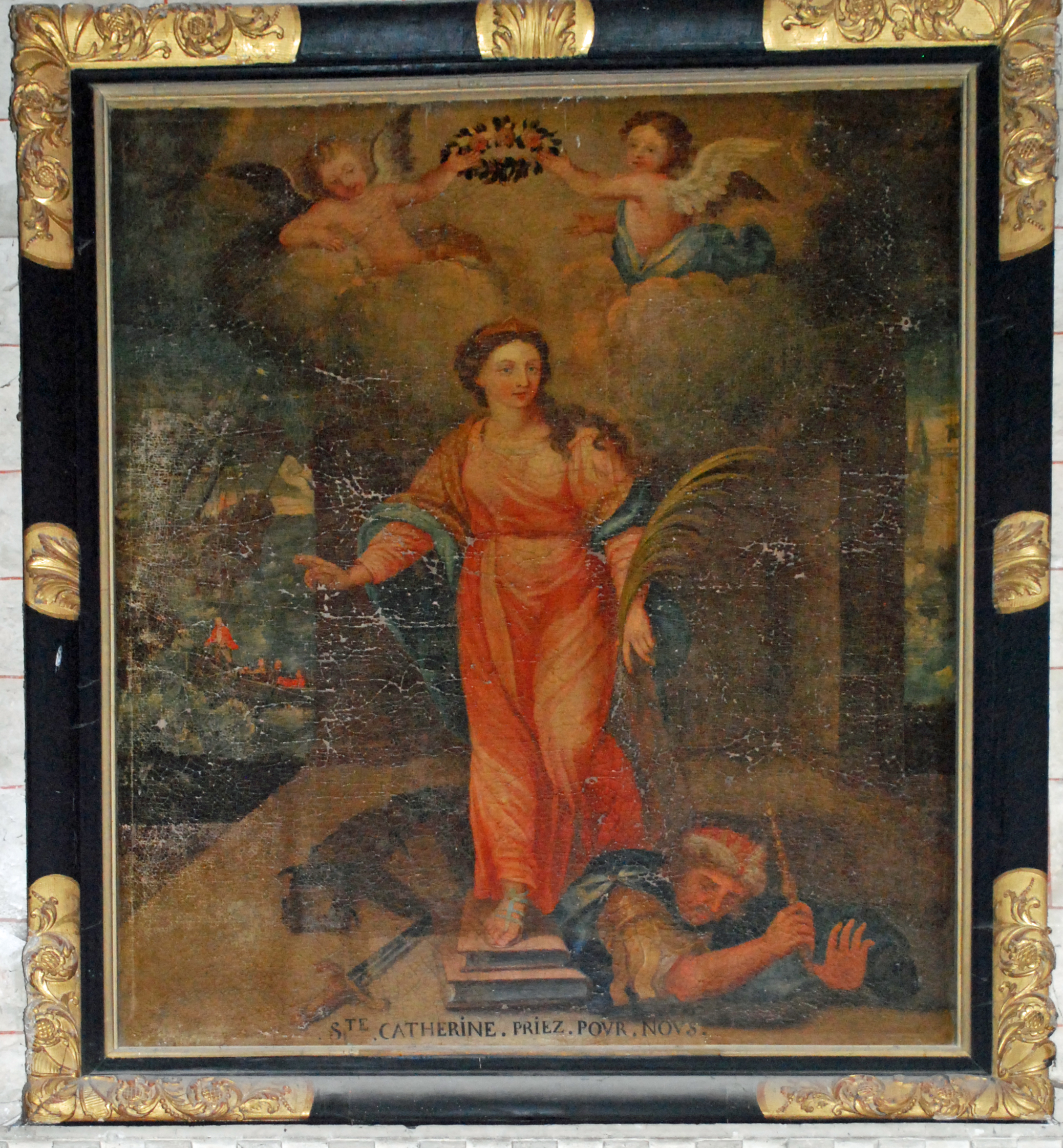
Sainte Catherine
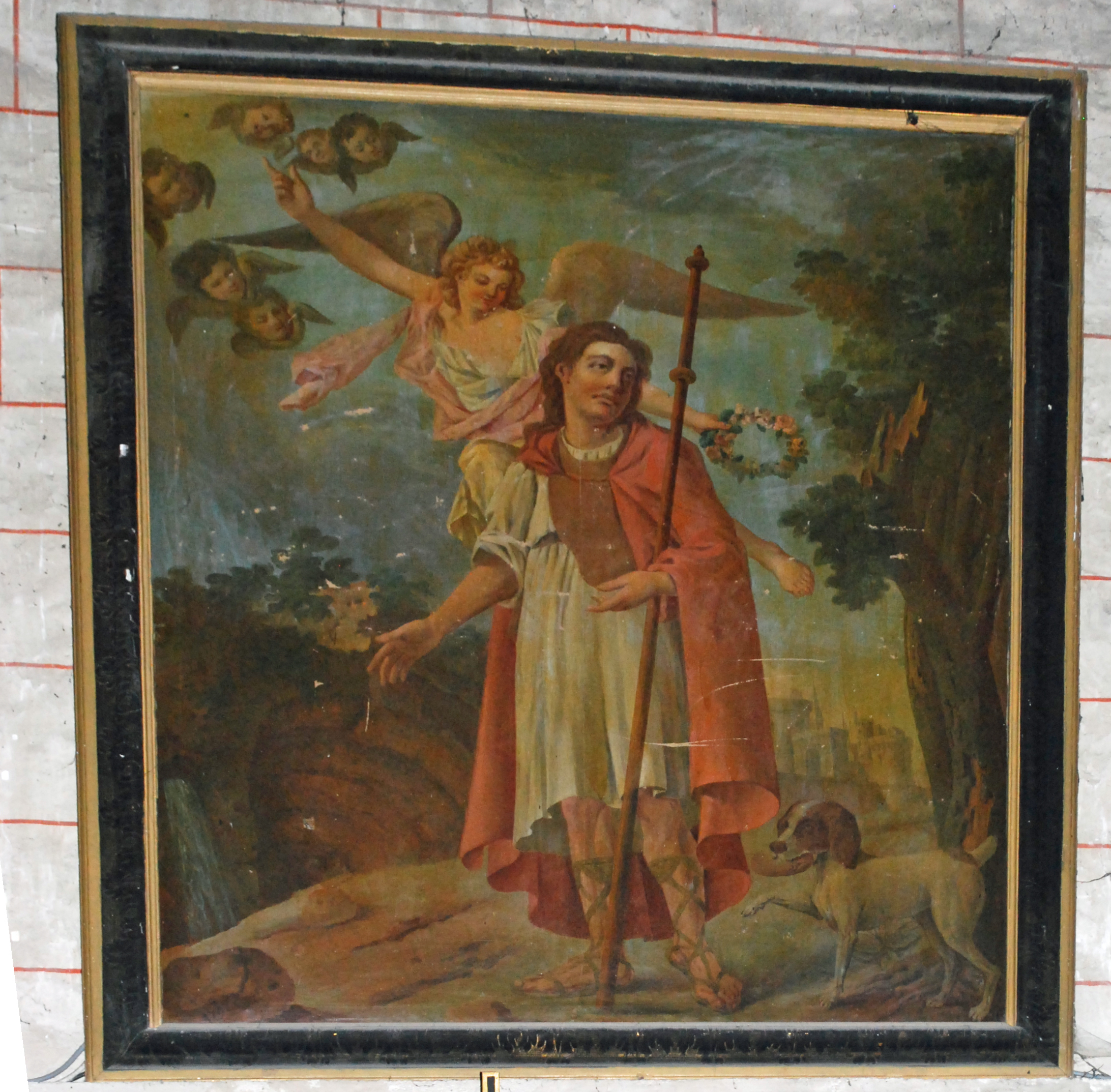
Saint Roche (?)
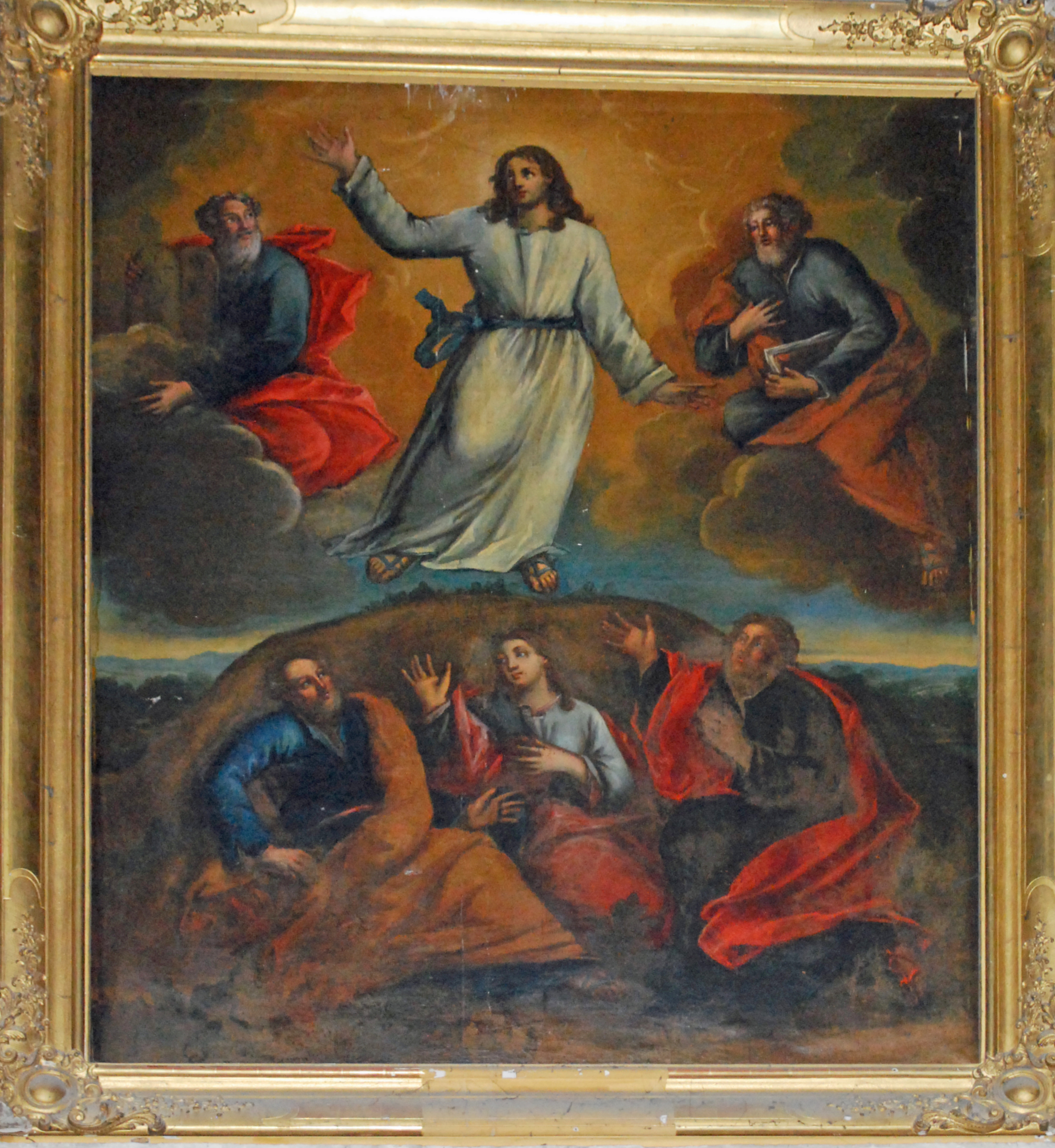
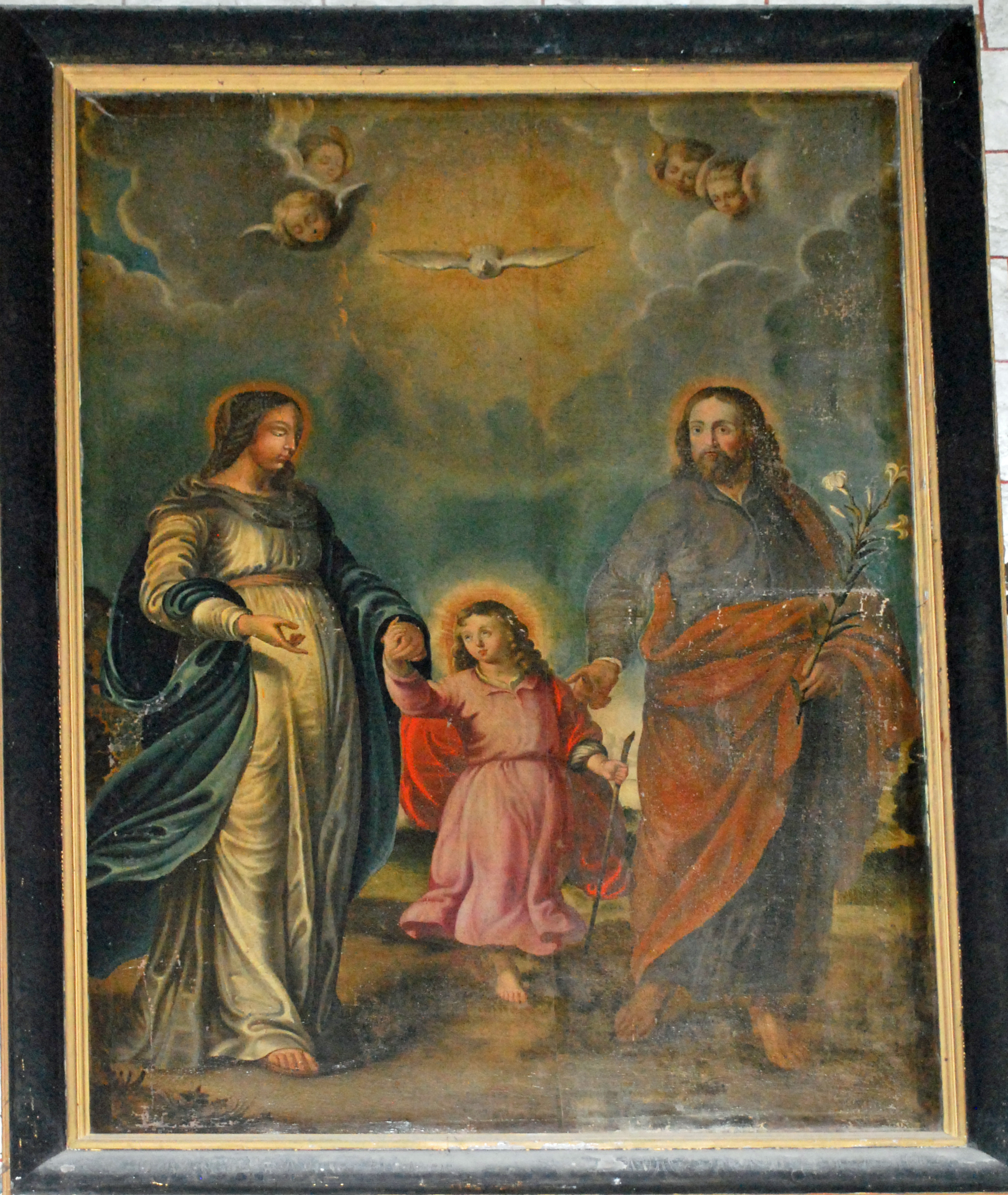
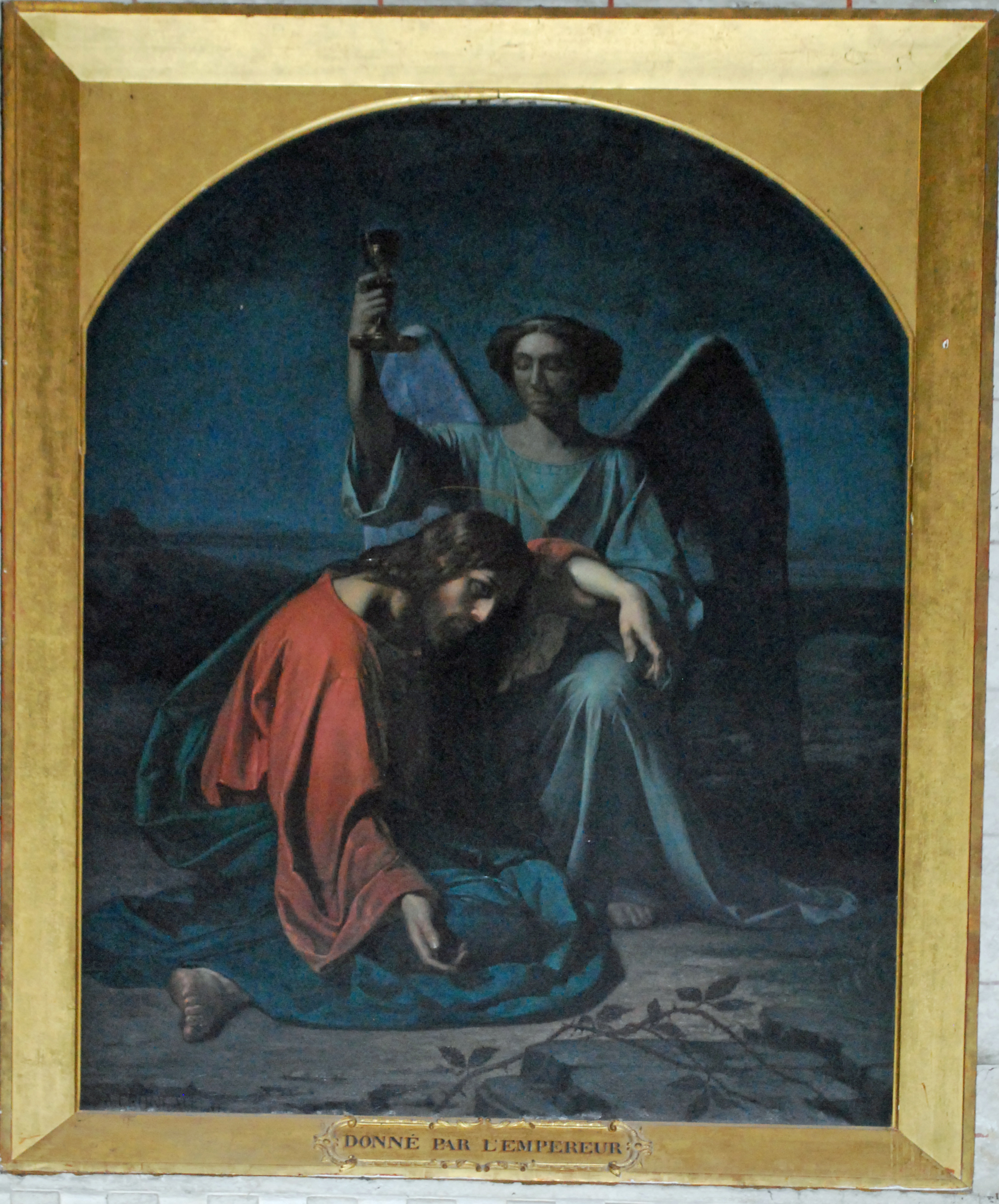

- Les deux bénitiers de pierre datent du XIIIe siècle et sont classés[17] au titre objet le 30 novembre 1908.

Le mobilier
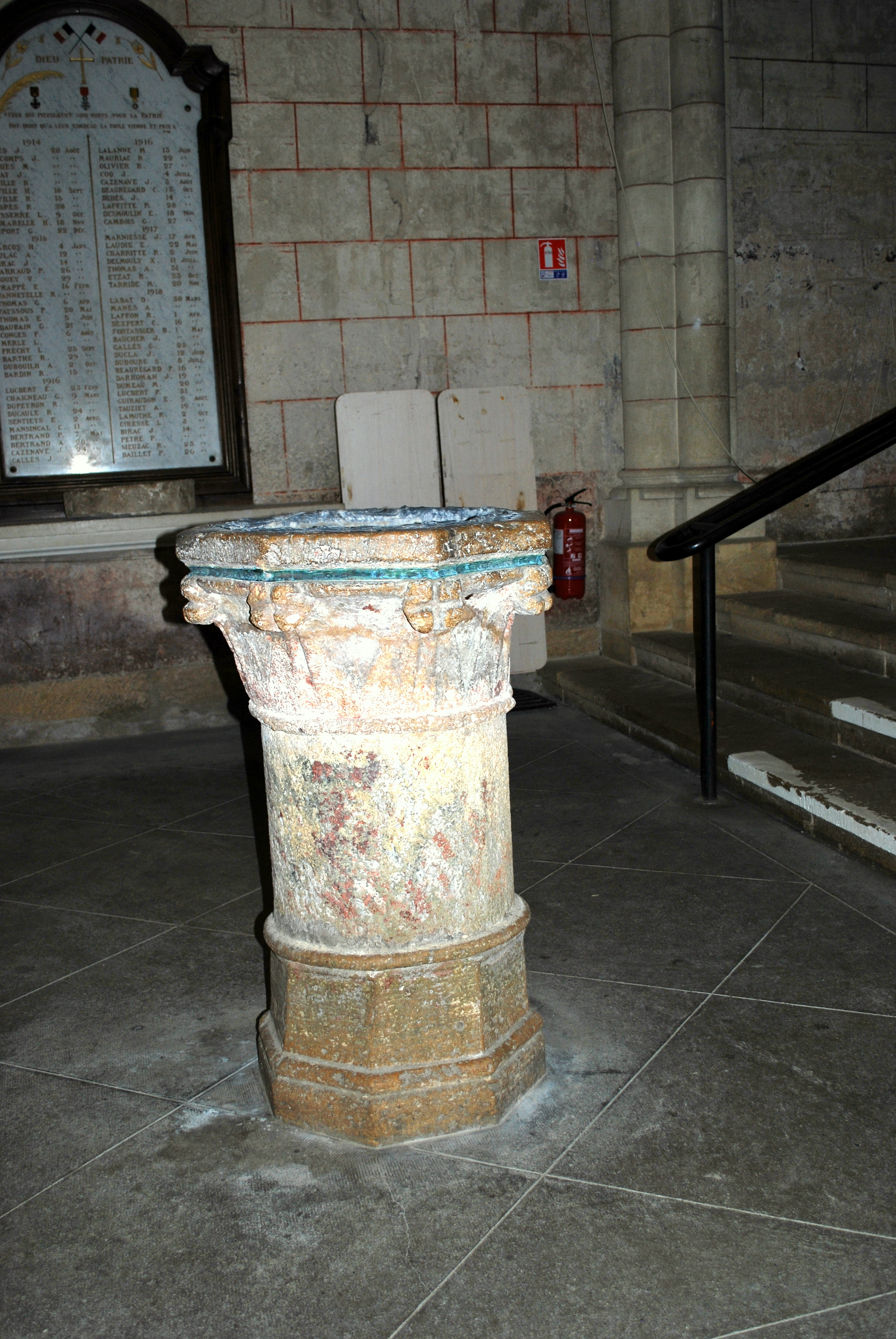
Bénitier du XIIIe siècle
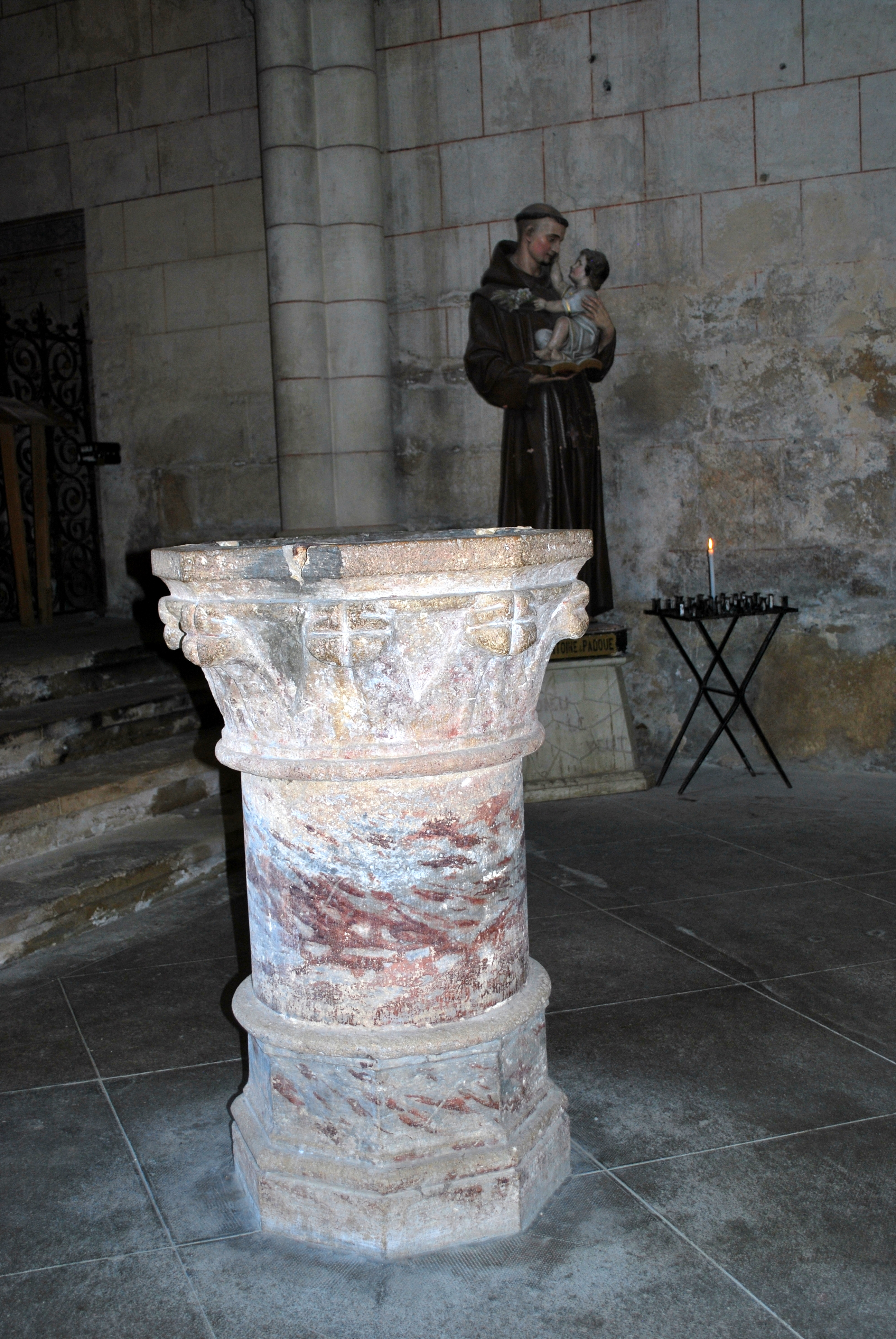
Bénitier du XIIIe siècle
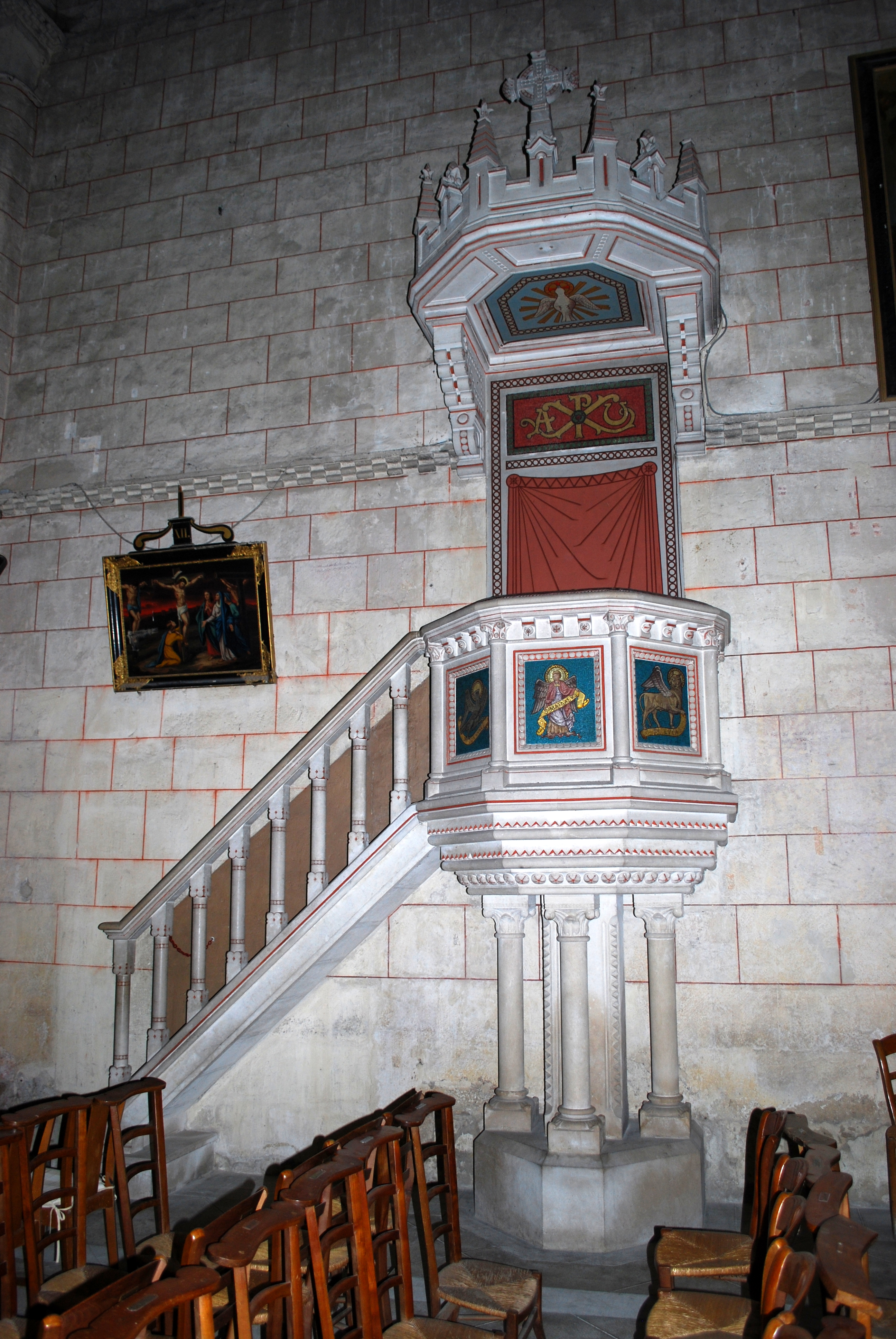
Chaire à prêcher
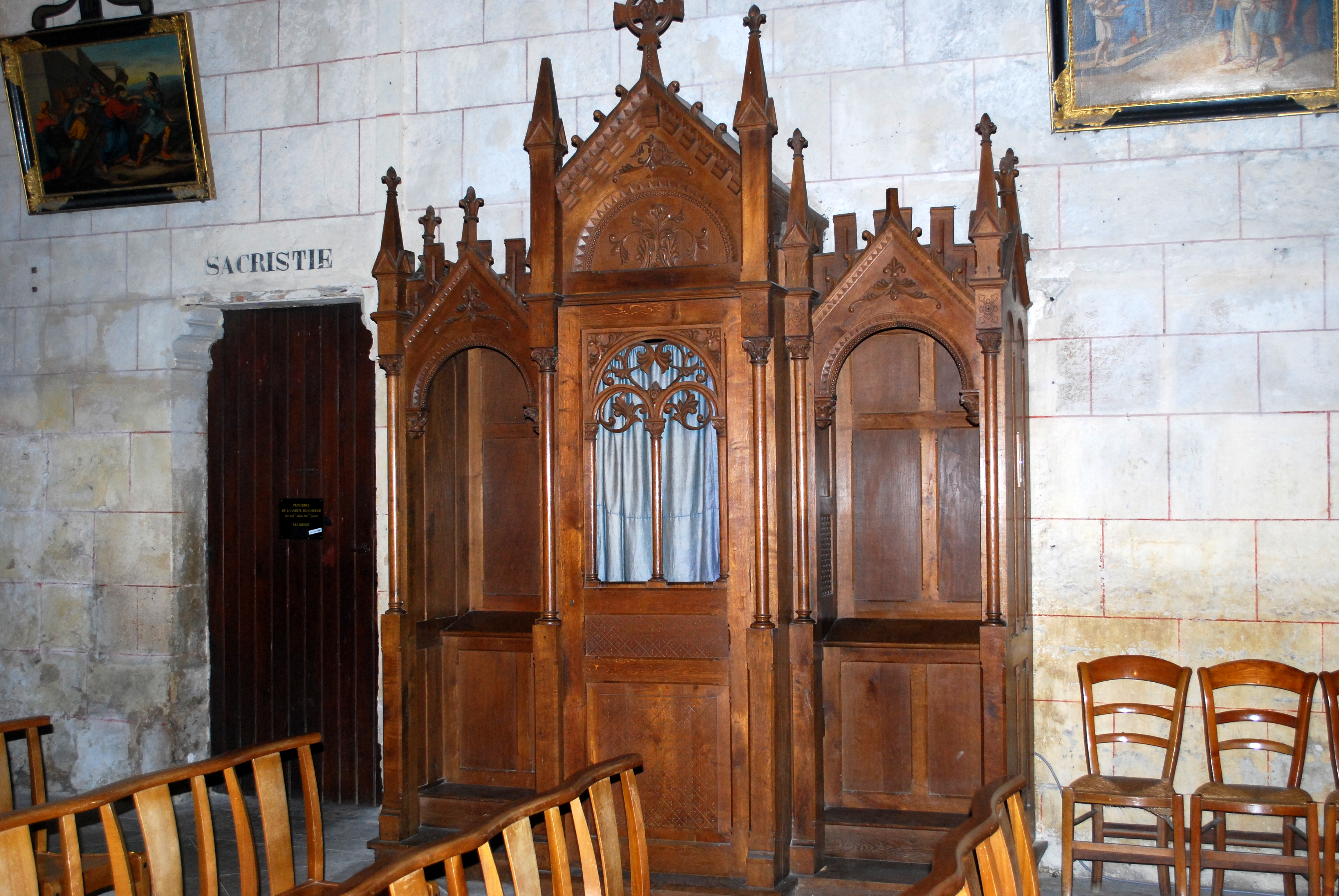
Confessionnal du XIXe siècle
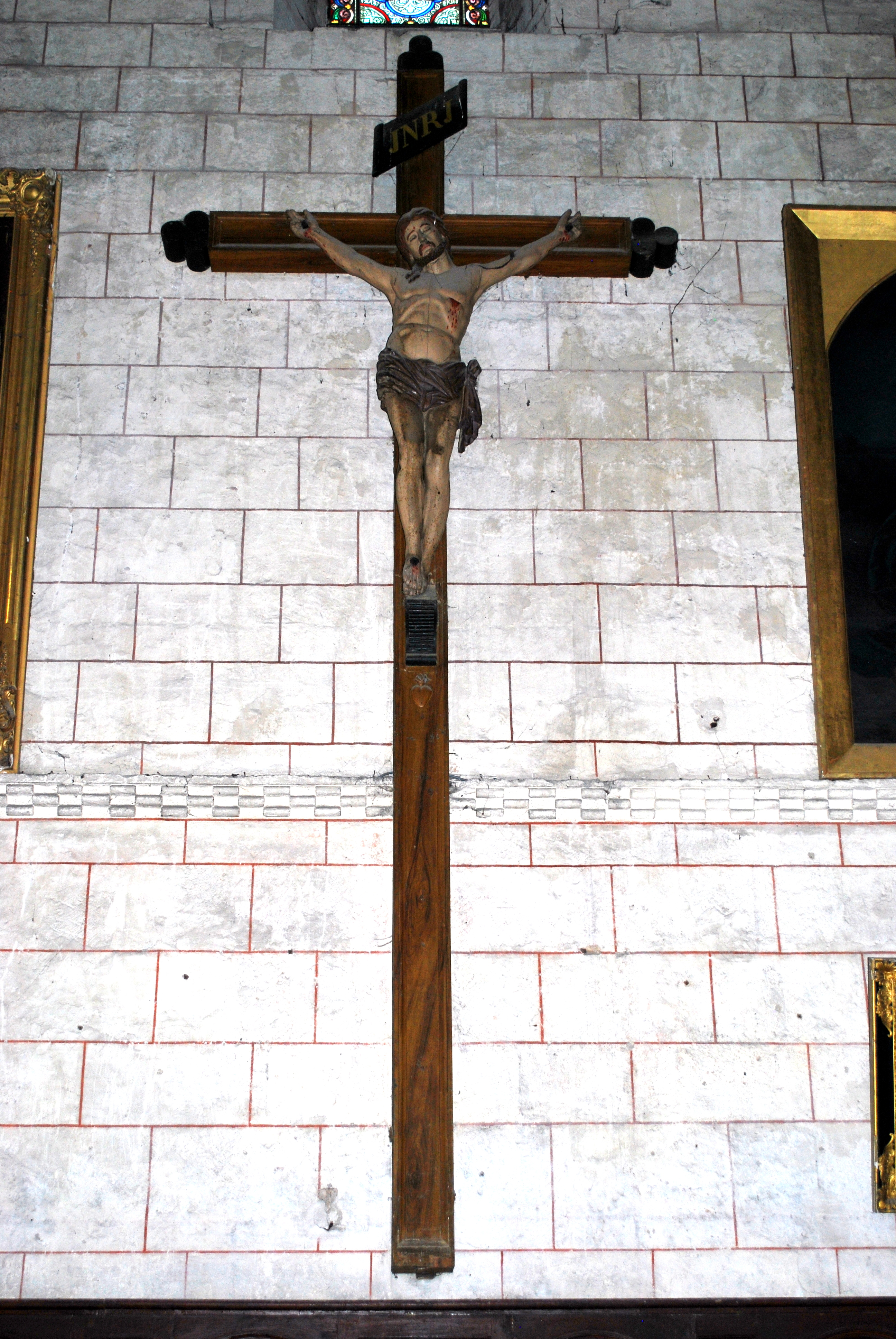
Crucifix
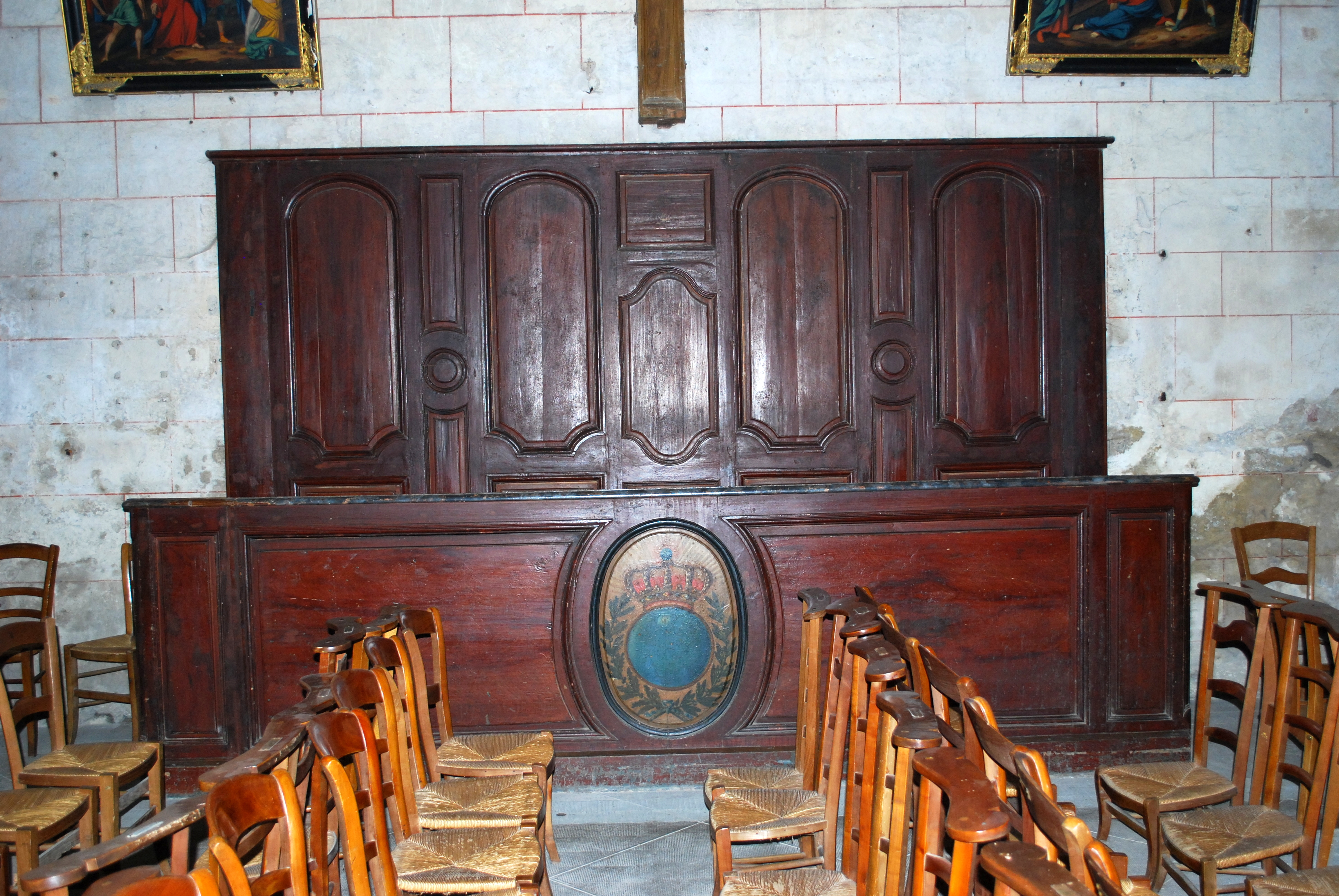
Stalles du XVIIIe siècle